# يوسف ستالين
يوسف فيساريونوفيتش ستالين (بالجورجية: იოსებ ბესარიონის ძე სტალინი، بالروسية: Иосиф Виссарионович Сталин) (الكنية الأصلية: جوغاشفيلي) (18 ديسمبر 1878 – 5 مارس 1953) هو سياسي وثائر جورجي والقائد الثاني للاتحاد السوفيتي، حكم من منتصف عشرينيات القرن العشرين حتى وفاته عام 1953 وهو من إثنية جورجية، وشغل منصب السكرتير العام للجنة المركزية للحزب الشيوعي السوفيتي من 1922 حتى 1952، ومنصب رئيس مجلس الدولة من 1941 حتى 1953. ترأس في بادئ الأمر حكومة جماعية قائمة على نظام الحزب الواحد وأصبح بحلول ثلاثينيات القرن العشرين دكتاتوراً بحكم الأمر الواقع. يتبع ستالين أيديولوجياً التفسير اللينيني. وأسهم في وضع أفكار الماركسية اللينينية ويُطلق على مجموع السياسات التي انتهجها «الستالينية».
حظي ستالين الذي يعتبر على نطاق واسع واحداً من أهم شخصيات القرن العشرين، بعبادة شخصية واسعة الانتشار داخل الحركة الماركسية اللينينية الدولية، والتي تبجله بصفته بطلًا للطبقة العاملة والاشتراكية. منذ تفكك الاتحاد السوفيتي في عام 1991، احتفظ ستالين بشعبية في روسيا وجورجيا كقائد منتصر في زمن الحرب، أسس الاتحاد السوفيتي وجعل منه قوة عالمية كبرى. وعلى الجانب الآخر، فقد تمت إدانة أسلوب حكمه الشمولي على نطاق واسع بسبب إشرافه على القمع الجماعي والتطهير العرقي وعمليات الترحيل ومئات الآلاف من عمليات الإعدام والمجاعات التي أودت بحياة الملايين.

## طفولته وبداية حياته

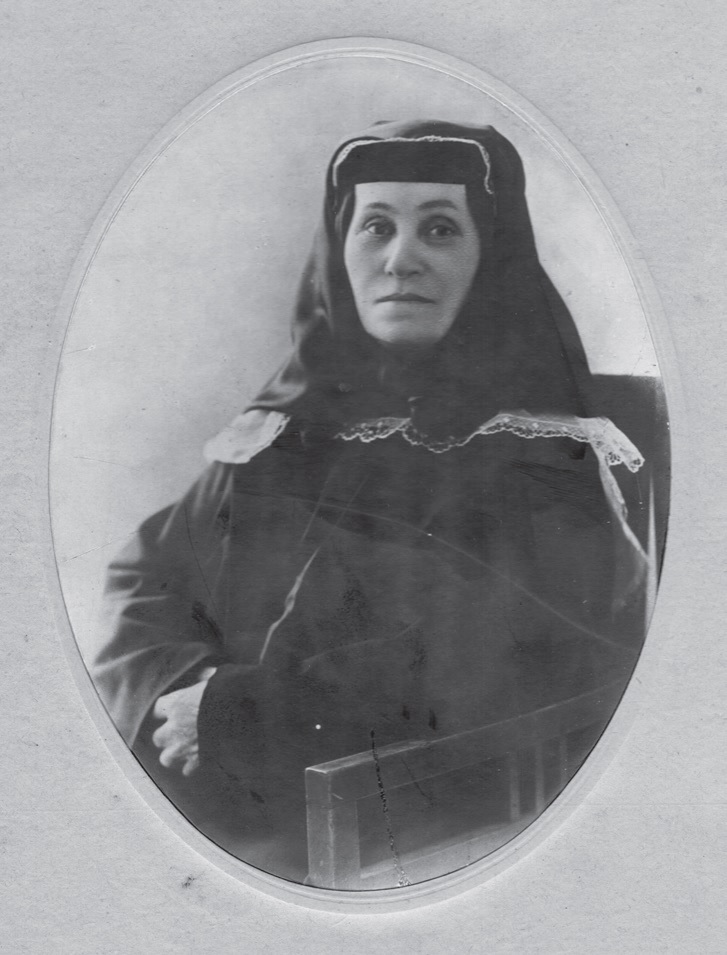
يكاترينا جوغاشفيلي والدة ستالين

وُلد ستالين في مدينة غوري في الإمبراطورية الروسية لإسكافي يدعى فيساريو، وأم فلاحة تدعى «إيكاترينا». كانت عائلته تعيش في وضع اجتماعي يدعى القنانة وهو حالة من الرق أو العبودية. ستالين هو الولد الثالث للعائلة، لكن الولدين الأولين توفيا في مرحلة الطفولة نتيجةً للأمراض. أرادت أمه أن يصبح كاهنًا كعلامة شكر لله لأنه نجا من الموت خلافاً لإخوته. كان والد ستالين مدمنا على الكحول وكان دائم الضرب لستالين ولأمه؛ وفي أحد الأيام دفع الوالد ابنه أرضًا، ونتيجةً لهذه الضربة عانى ستالين من تصريف الدم مع البول لعدة أيام. استمر وضع الوالد بالتدهور حتى ترك عائلته ورحل وأصبحت أم ستالين بلا معيل، وذلك لأن النظام الاجتماعي في جورجيا هو نظام أبوي. وعندما بلغ ستالين 11 عامًا، أرسلته أمه إلى المدرسة الروسية للمسيحية الأرثوذكسية ودرس فيها. تعود بداية مشاركة ستالين مع الحركة الاشتراكية إلى فترة المدرسة الأرثوذكسية التي قامت بطرده من على مقاعد الدراسة في العام 1899 لعدم حضوره في الوقت المحدّد لتقديم الاختبارات. وبذلك خاب ظن أمه به حيث كانت تتمنى دائماً أن يكون كاهناً حتى بعد أن أصبح رئيساً. أصيب ستالين وهو في السابعة من عمره بمرض الجدري، وكانت على وجهه ندوب كثيرة بسبب المرض، لكنه تعافى منه. تعلم ستالين اللغة الروسية وهو في التاسعة من عمره لكنه ظل محتفظاً بلهجته الجورجية. كانت علاقة ستالين مع أمه حميمة جدًا، وقد اعتاد أن يرسل لها رسائل يغلب عليها طابع من الحنان والحب، لكن أمه لم تتقبل أبدًا حقيقة أنه ترك مسار الدين والكهنوت.

## التعليم

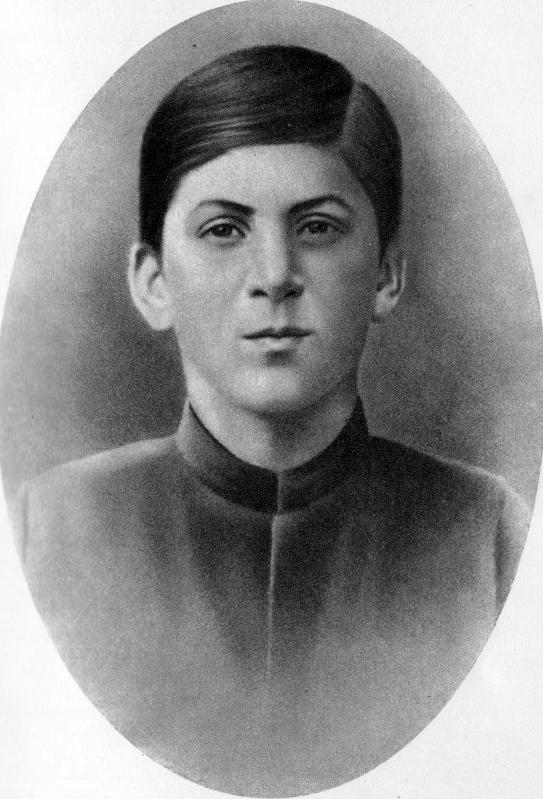
ستالين عام 1894 وعمره 16 سنة

في سن العاشرة حصل ستالين على منحة دراسية في مدرسة غوري اللاهوتية. كان معظم زملائه في تلك المدرسة من الأثرياء وأبناء الكهنة والتجار وأغلبهم كانوا جورجيين، لكنهم في المدرسة أجبروا على التحدث بالروسية حسب القانون الذي وضعه القيصر ألكسندر الثالث. وكان ستالين واحدًًا من أفضل الطلاب في الصف، وكسب أعلى الدرجات في جميع المجالات وبدأ في كتابة الشعر وهي موهبته التي تطورت لاحقًا. لكن والد ستالين كان يريد دائمًا أن يكون ابنه إسكافيا بدلاً من أن يكون متعلماً، وقد غضب عندما علم بقبول الصبي في المدرسة. وفي حالة من الغضب العارم، قام بتحطيم نوافذ الحانة المحلية وهاجم قائد شرطة المدينة في وقت لاحق، لكن الشرطة لم تعتقل فيساريو، فغادر المدينة وانتقل إلى تفليس حيث وجد العمل في مصنع للأحذية وترك عائلته وراءه في غوري. وفي أحد الأيام عندما كان ستالين ذاهبًا للمدرسة اصطدم بعربة تجرها الخيول، مما أدى إلى إصابته إصابة بليغة في يده اليسرى وبسبب هذه الإصابة تم إعفاؤه من الخدمة العسكرية في الحرب العالمية الأولى لاحقًا، كانت إصابته بليغة واقتيد إلى مستشفى في تفليس حيث أمضى شهرًا في الرعاية. وبعد تماثله للشفاء عاد ستالين إلى مدرسته في غوري وتخرج الأول في دفعته.

### التحاقه بالمدرسة وانضمامه للأرثوذكسية وانضمامه للشيوعية

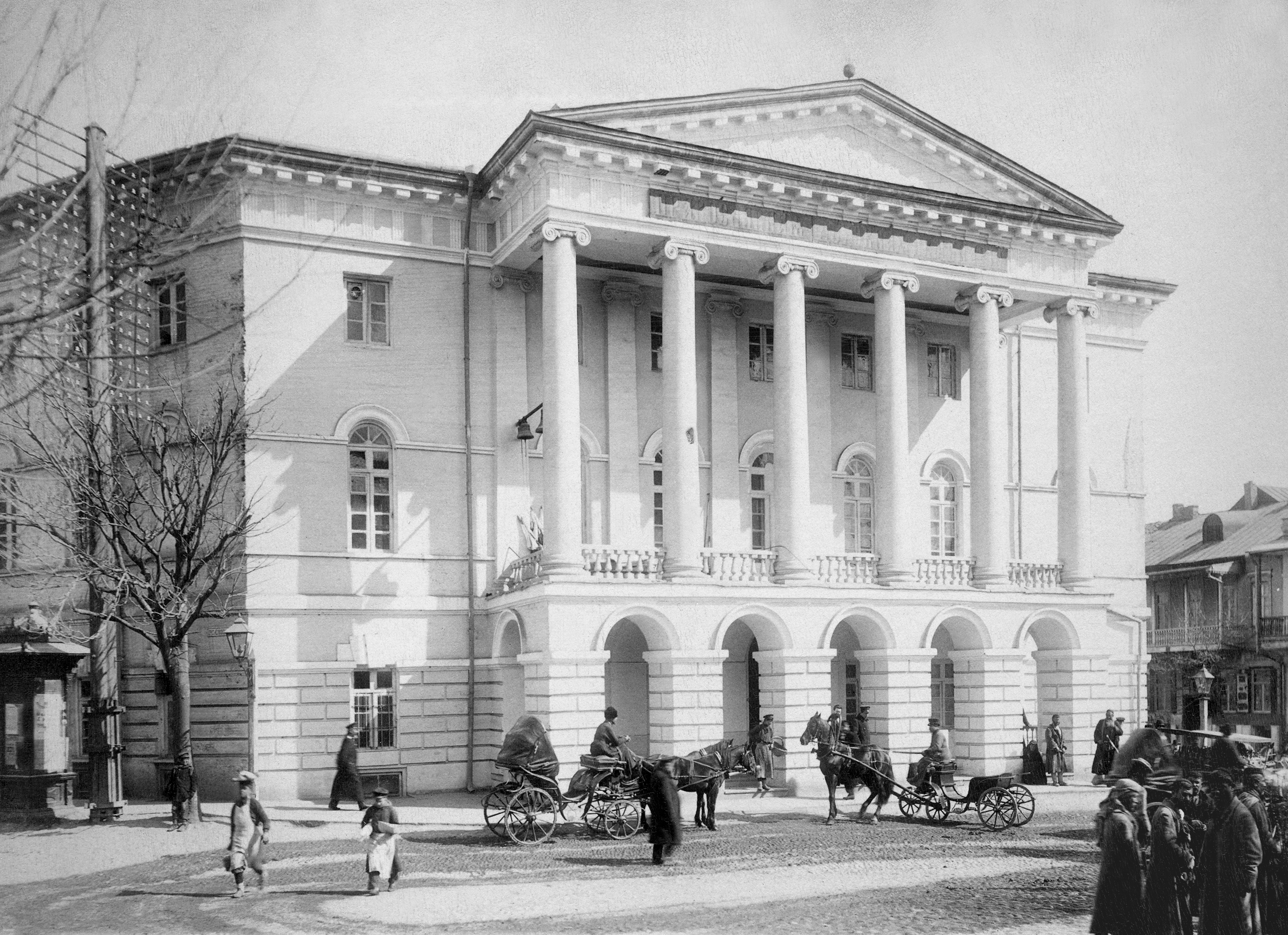
المدرسة الأرثوذكسية التي درس فيها ستالين

في عام 1894، وكان حينها في سن السادسة عشر، التحق ستالين بالمدرسة الأرثوذكسية في تفليس، وكان قد حصل على منحة دراسية بها. وأيضاً تم فرض اللغة والثقافة الروسية على الطلاب الجورجيين، كان ستالين يدرس بجد وفي أوقات فراغه كان يكتب الشعر الجورجي. لاحقاً بدأ بقراءة الكتب والروايات المحظورة، بما في ذلك روايات فيكتور هوغو والكتب الثورية بما في ذلك الماركسية والمادية وتم اكتشافه ومعاقبته مرات عديدة. في ذلك الوقت تخلى ستالين عن معتقده الديني وأصبح ملحداً. وفي أغسطس عام 1898، كان ستالين في العشرين من عمره والتحق بحزب العمال الاشتراكي الديمقراطي الروسي، وهي منظمة تطورت لاحقاً لتصبح الحزب البلشفي، وفي عام 1899 تغيب ستالين عن الامتحانات النهائية وبذلك تم طرده من المدرسة الكهنوتية. بعد فترة وجيزة من ترك المدرسة، اكتشف ستالين كتابات فلاديمير لينين وقرر أن يصبح ثورياً.

## بداية أنشطته الثورية
بعد التخلي عن دراسته الكهنوتية، حصل ستالين على وظيفة كاتب في مرصد الأرصاد الجوية في تفليس. على الرغم من أن الأجور كانت منخفضة نسبياً (20 روبل في الشهر)، ولم يكن العمل يشكل عبءا على ستالين، فكان يكتب الشعر ويمارس الأنشطة الثورية في وقت فراغه. وبسبب انخفاض الأجور قام ستالين بتحريض العمال ونظم الإضرابات وقاد التظاهرات وألقى الخطب مما لفت انتباه الشرطة القيصرية السرية إليه، وفي ليلة 3 أبريل 1901، اعتقلت الشرطة السرية القيصرية عدداً من قادة الحزب في تفليس، وتم نصب كمين لستالين في مكتب الأرصاد لكنه تمكن من الهرب. لاحقاً بدأ بكتابة المقالات في صحيفة ثورية تدعى صحيفة الراديكالي ومقرها في باكو.

### بداية التنظيم السياسي

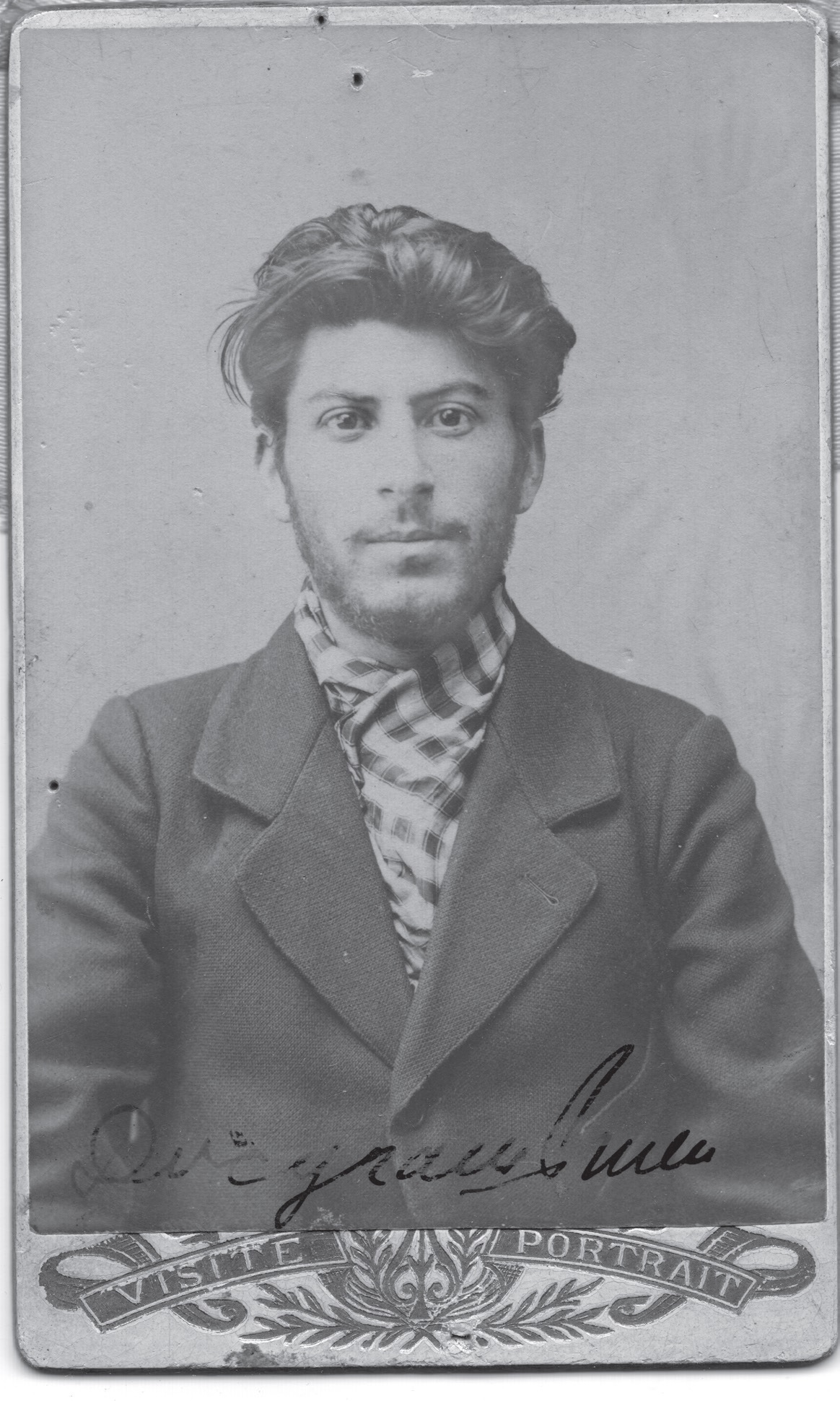
ستالين عام 1902 (23) سنة

في أكتوبر هرب ستالين إلى باتومي وحصل على عمل في مصفاة لتكرير النفط مملوكة لعائلة غنية. في عام 1902، اندلع حريق في المصفاة، وبسبب مساهمة ستالين في إخماد الحريق قرر مدير المصفاة مكافأته إلا أن ستالين رفض وطلب منه أن يرفع أجور العمال بدلاً من ذلك، لكن المدير رفض طلبه؛ رداً على ذلك نظم ستالين سلسلة من الإضرابات، الأمر الذي أدى بدوره إلى اعتقالات واشتباكات في الشوارع مع الشرطة. في 18 نيسان عام 1902، اعتقلت السلطات أخيراً ستالين وتمت محاكمته سرياً، ثم تبرئته من أبرز أعمال الشغب بسبب عدم كفاية الأدلة، ولكنه ظل في السجن للتحقيق في أنشطته في تفليس.

### الانضمام للبلاشفة
تم نفي ستالين إلى سيبيريا في 9 ديسمبر 1903، في ذلك الوقت حصل انشقاق داخل الحزب الديمقراطي الاشتراكي وانقسم إلى بلاشفة بقيادة لينين ومناشفة بقيادة يوليوس مارتوف. قرر ستالين الانضمام إلى البلاشفة. وفي يوم 17 يناير عام 1904، هرب ستالين من سيبيريا بالقطار، ووصل إلى تفليس بعد عشرة أيام. بعد وصوله تعرف ستالين إلى العديد من الأصدقاء في الحزب البلشفي منهم كامينيف (المعروف آنذاك باسم ليف روزنفيلد)، الذي سيصبح رفيقه المشترك في الحكم بعد وفاة لينين لاحقاً. قرر ستالين السفر إلى جورجيا من أجل تأجيج الرأي والتحريض ضد الحزب المنشفي الاشتراكي الديمقراطي الجورجي والمناشفة الذين كانوا يتمتعون بشعبية في جورجيا. وفي الشهر التالي اندلعت الحرب الروسية اليابانية بين اليابان وروسيا، وانتهت في آخر المطاف بهزيمة كبرى لروسيا، وتسببت في ضعف وتوتر شديد في الاقتصاد الروسي، وفي ذلك الوقت وصل ستالين إلى جورجيا وبدأ بممارسة النشاطات السياسية لحزبه، جلبت له هذه الجهود اهتمام لينين، وفي 22 كانون الثاني عام 1905، كان ستالين في باكو عندما هاجم القوزاق (الحرس القيصري) مظاهرة جماعية للعمال، مما أسفر عن مقتل 200 عامل. كان هذا جزءاً من سلسلة من الأحداث التي أشعلت الثورة الروسية عام 1905 وفي فبراير اندلعت المذابح بين الأرمن والأذريين في شوارع باكو؛ عندها قاد ستالين فرقة مسلحة من البلاشفة من أجل حماية مقر الحزب من النهب، وتابع نضاله ضد المناشفة ونظم الفصائل المسلحة البلشفية في جورجيا. وبسبب القمع المتزايد من السلطات قام ستالين بهجمات على دوريات القوزاق (الحرس القيصري)، وبعد أن هدأت الأوضاع انتقل ستالين إلى تفليس وهناك تعرف على ايكاترينا سفانيدزي التي ستصبح زوجته الأولى.

### الالتقاء بـ لينين
في كانون الأول /ديسمبر 1905, تم انتخاب ستالين وناشطين آخرين لتمثيل البلاشفة في المؤتمر البلشفي القادم في القوقاز وفي 7 يناير 1906 التقى ستالين بـ لينين لأول مرة، وكان معجبا بـ لينين وبقوة شخصيته وعبقريته، والتقى في المؤتمر بـإميليان ياروسلافسكي الذي سيصبح وزير الدعاية في المستقبل، وبعد المؤتمر عاد ستالين إلى جورجيا. في نفس الوقت كانت قوات القوزاق (الحرس القيصري) تقوم بالقمع الوحشي لاستعادة المناطق المتمردة على القيصر، وفي تلك الفترة تابع ستالين جمع التبرعات من أجل الحزب، بعدها تزوج ستالين إيكاترينا سفانيدزي في 28 يوليو 1906, وفي 31 مارس 1907، أنجبت الطفل الأول لستالين وهو ياكوف، بعدها سافر ستالين ولينين لحضور المؤتمر الخامس لحزب العمال الاشتراكي الديمقراطي في لندن عام 1907؛ كانت الهيمنة للبلاشفة في هذا المؤتمر وتمت مناقشة إستراتيجية قيام الثورة في روسيا، وهناك التقى ستالين بـ تروتسكي والذي سيصبح عدوه اللدود في المستقبل. بعد المؤتمر مارس ستالين نشاطاته بعيداً عن جورجيا بسبب هيمنة المناشفة هناك.

### السطو على بنك تفليس 1907
بعد العودة إلى تفليس نظم ستالين عملية لسرقة المال من البنك الإمبراطوري، وهو بنك خاص بأموال عائلة القيصر. بالرغم من وجود العديد من المصارف، إلا أن ستالين رفض سرقتها لأنها أموال عامة واختار هذا المصرف لأنه ملك للقيصر. وفي 26 يونيو 1907 قام ستالين على رأس فرقة مسلحة بنصب كمين للقافلة الذاهبة للمصرف وهاجمها في ساحة يريفان، وتم تبادل إطلاق النار بين ستالين والحرس القيصري. وبالرغم من كثرة الحرس إلا أن ستالين ورفاقه تمكنوا من الهرب مع 250,000 روبل (حوالي 3 ملايين دولار). بعدها عاد ستالين إلى تفليس وقام بتسليم المال إلى لينين الذي أخذه وذهب إلى جنيف من أجل تأمين نفقات الحزب.

### العودة إلى باكو ووفاة زوجته

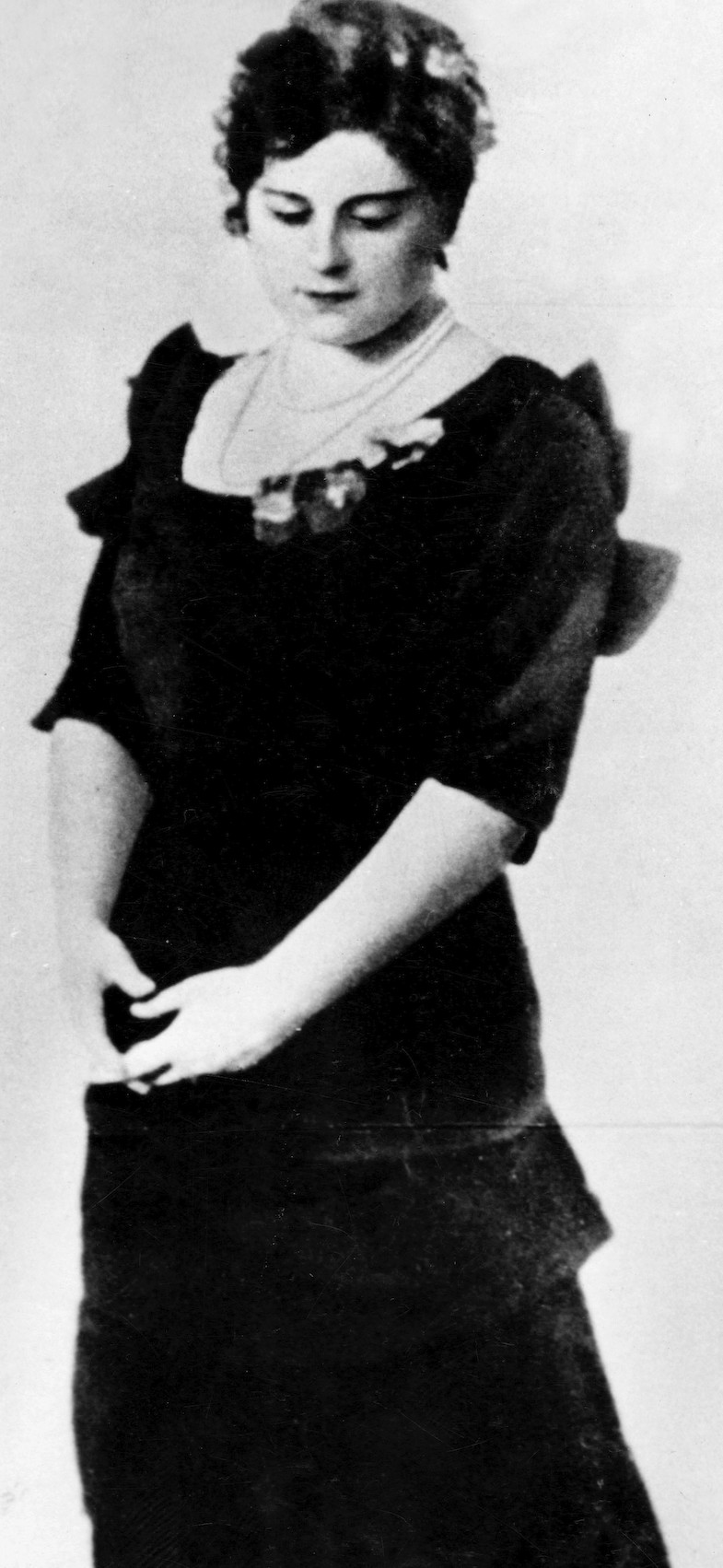
إيكاترينا زوجة ستالين الأولى

عاد ستالين مع عائلته إلى باكو. بينما واصل ستالين نشاطاته الثورية، مرضت زوجته بسبب التلوث في باكو وأصيبت بمرض السل ولم يستطع ستالين معالجتها لأنه أنفق كل ما يملك على خزينة الحزب؛ لذلك توفيت في 5 ديسمبر 1907. حزن ستالين بشدة بعد فقدانها ولم يكن له أي نشاط لعدة أشهر حتى أنه قال لأحد أصدقائه: (ماتت معها آخر أمالي). بعدها عاد ستالين إلى ممارسة نشاطاته وسافر إلى أذربيجان من أجل عقد التحالفات مع الجماعات المعارضة وقام بتأسيس خلايا سرية للأذربيجانيين؛ سميت هذه المجموعات بالبلاشفة المسلمين، بعدها انتقل إلى بلاد فارس من أجل تنظيم أنصاره؛ لكن تم القبض عليه من قبل البوليس السري القيصري وحكم عليه بالنفي سنتين إلى سيبيريا، عانى ستالين كثيراً في المنفى حيث كانت درجة الحرارة 50 تحت الصفر؛ وبسبب البرد الشديد أصيب ستالين بمرض السل عام 1909، لكنه نجا من المرض بأعجوبة وقرر الهرب من المنفى متنكرا، ولم تكن هناك وسائل نقل مما أجبر ستالين على المشي آلاف الأميال. وبعد رحلة قاسية وطويلة وصل ستالين من سيبيريا إلى سانت بطرسبرغ.

### مصاعب واجهت الحزب

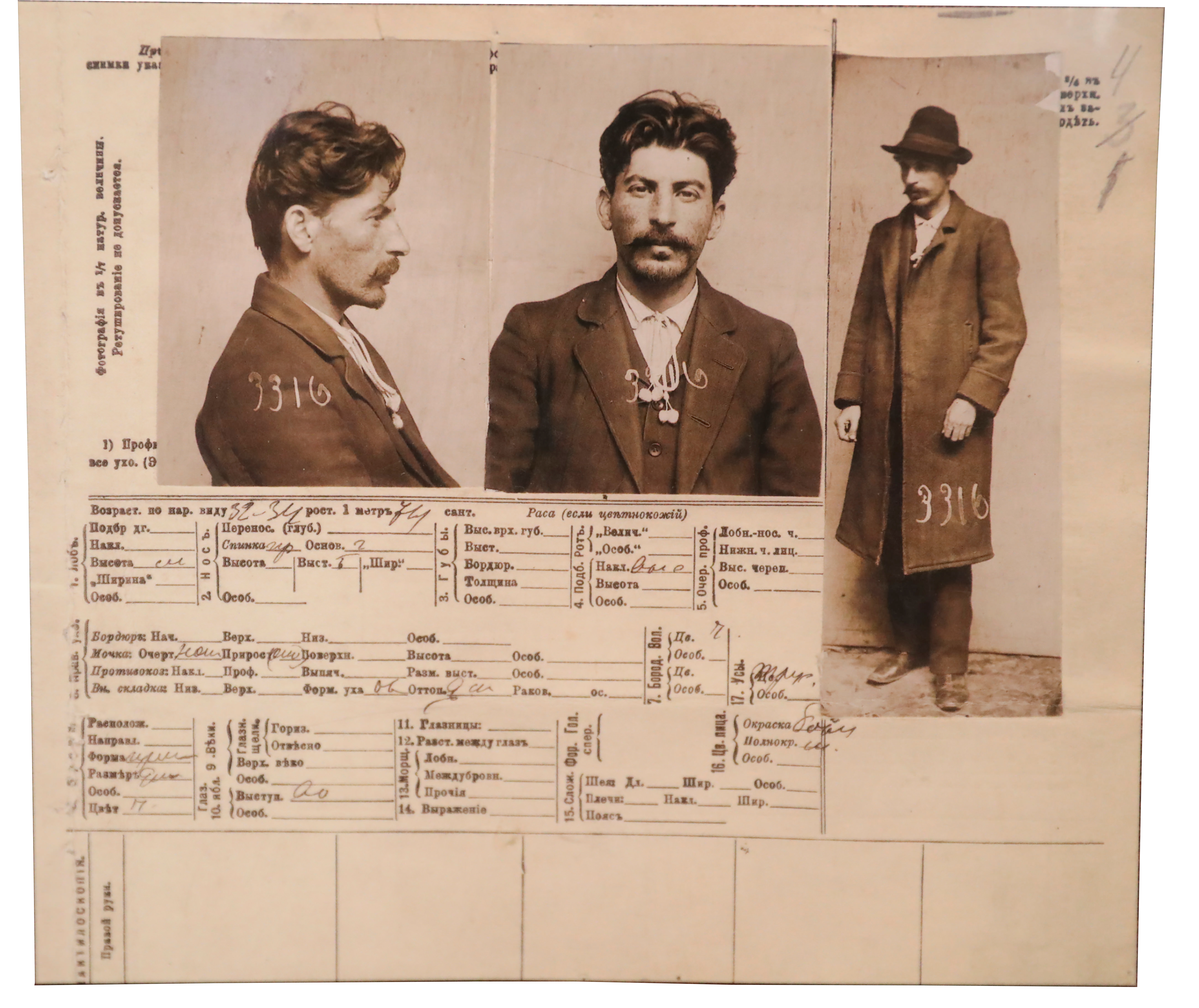
ستالين في المنفى 1911

كان البلاشفة على وشك الانهيار بسبب نشاطات الشرطة السرية القيصرية، فضلاً عن الصراع بين المثقفين داخل الحزب. هذه الأمور جعلت ستالين يدرك بأنه لا بدّ من الاتحاد مع المناشفة وإنهاء العداوة معهم من أجل إنقاذ الماركسية في روسيا قبل الانهيار. وأدرك ستالين بأن الحزب مخترق من قبل جواسيس لصالح البوليس السري وعمل على اجتثاثهم من الحزب ومطاردتهم. وفي 5 أبريل 1910 قامت الشرطة السرية باعتقال ستالين مرة أخرى وحكم عليه بالسجن 5 سنوات في أحد سجون القوقاز لكنه تمكن من الهرب وانتقل إلى فولوغدا في أواخر يوليو حيث أقام هناك شهرين. وفي كانون الثاني 1912 تعرض الحزب لانتكاسة، حيث تعرض العديد من قادته للاعتقال بسبب خيانة من شخص مندس داخل الحزب يعمل لصالح البوليس السري يدعى مايلوفنسكي وعندما سمع ستالين بذلك غادر فلغوغراد وعاد إلى سانت بطرسبرغ من أجل سد الفراغ في الحزب بعد غياب كامينيف ولينين وزينوفيف الذين كانوا في براغ للمشاركة في أحد المؤتمرات.

### ستالين وإنشاء جريدة برافدا
انتقل ستالين إلى سانت بطرسبرغ في مارس 1912 وسكن مع شخص يدعى كافتاردزي، وهو مدرس رياضيات وثوري متحمس وكان يملك جريدة أسبوعية تدعى زفيزدا، استولى عليها ستالين وغير اسمها إلى برافدا وأصبحت جريدة مختصة بشؤون الحزب ومهتمة بإصدار المنشورات الثورية. صدر العدد الأول من صحيفة برافدا في 5 ايار/مايو وكان يساعده في تحرير الجريدة مولوتوف الذي سيصبح وزير الخارجية في المستقبل ومن المقربين من ستالين، بعد ذلك تم اعتقاله مرّة أخرى في 2 يوليو 1912 ونفي إلى سيبيريا لمدة ثلاث سنوات لكنه هرب بعد 38 يوماً وعاد إلى سانت بطرسبرغ في أيلول/سبتمبر. وجه ستالين جهوده للتوفيق بين البلاشفة والمناشفة من أجل إنقاذ الماركسية في روسيا ونشر مقالات في جريدة برافدا تدعو إلى التصالح والاتحاد بين البلاشفة والمناشفة. التقى سراً بقادة المناشفة مما أغضب لينين وتمت إقالة ستالين من منصبه كمحرر في جريدة برافدا وحل محله ياكوف سفيردلوف، كما طلب لينين من ستالين كتابة مقالة عن موقف البلاشفة بشأن الأقليات، سافر ستالين إلى فيينا مع لينين وهناك التقى بنيكولا بوخارين الذي سيصبح سياسياً بارزاً في الحكومة السوفيتية في المستقبل، وأمر لينين بوخارين بمساعدة ستالين على كتابة مقالة (الماركسية والمسألة القومية) التي نشرت في آذار/مارس 1913.

### العودة إلى المنفى

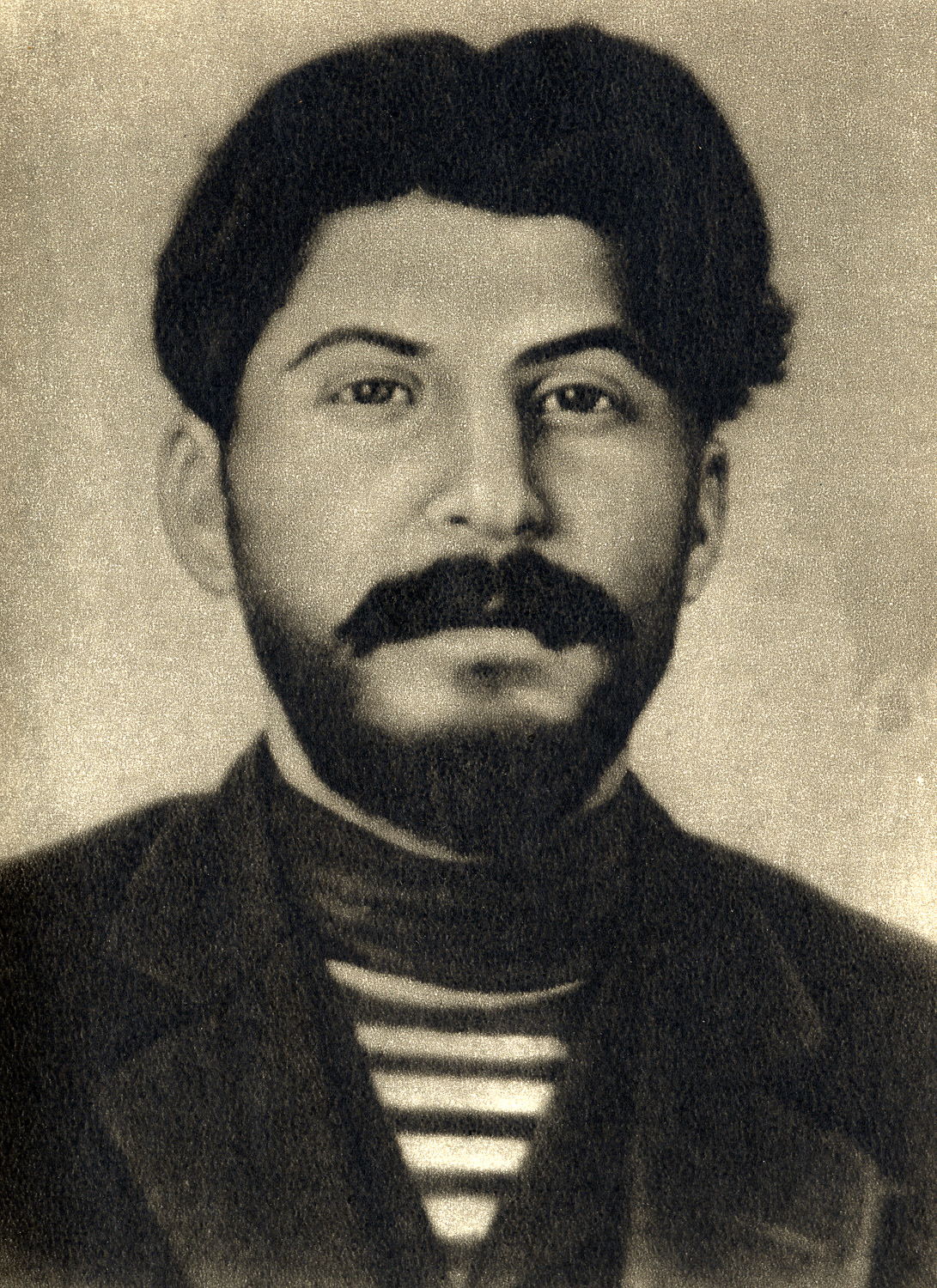
ستالين 1912

عاد ستالين إلى سانت بطرسبرغ في شباط/فبراير 1913 وقد أصيب الحزب بانتكاسة؛ فقد تم اعتقال جميع أعضاء اللجنة المركزية من قبل البوليس القيصري بسبب الجاسوس الذي خان الحزب والذي يدعى مالينوفسكي. وفي اذار/مارس أقنع مالينوفسكي ستالين بالمجيء إلى مقر الحزب لتسليم التبرعات؛ وعندما جاء ستالين اتضح أنه كان فخا نصبه له مالينوفسكي. اعتقل ستالين وحكم عليه بالنفي لأربع سنوات في سيبيريا وتم إرساله إلى أحد أقاليم سيبيريا، وهناك التقى بكامينيف والعديد من البلاشفة المنفيين. أمضى 6 أشهر في قرية صغيرة على نهر يسيني؛ وهناك عاش حياة بدائية وأقام علاقات طيبة مع السكان وزعماء القبائل الذين علموه الصيد وساعدوه على الهرب، وفي أواخر عام 1916 تم تجنيد ستالين في الجيش إجبارياً للذهاب إلى الجبهة في الحرب العالمية وقد اقتيد إلى كراسنويارسك في شباط/فبراير 1917 لكن الطبيب وجده غير قادر على الخدمة في الجيش بسبب الإصابة البليغة في ذراعه اليسرى (إصابة أثناء مرحلة الطفولة) وقضى ستالين الأشهر الأربعة التالية من المنفى في قرية اتشينسك.

## أثناء ثورة أكتوبر

### ستالين وإنقاذ لينين

فلاديمير لينين بعد أن حلق له ستالين لحيته وشواربه في فنلندا

أطلق سراح ستالين من المنفى في 25 آذار/مارس وعاد إلى سانت بطرسبرغ مع آلة كاتبة وحقيبة وبدلته التي كان يرتديها منذ عام 1913. عاد ستالين جنباً إلى جنب مع كامينيف ومورانوف ومولوتوف وأصبحوا من محرري جريدة برافدا في وقت كان فيه لينين والكثير من القيادات البلشفية لا يزالون في المنفى، واتخذ ستالين موقفه لصالح الحكومة المؤقتة ضد القياصرة معارضاً لرأي مولوتوف لكن في 31 مارس/ توقف ستالين عن كتابة المقالات في صحيفة برافدا دعماً للحكومة المؤقتة وغير رأيه ووقف ضدها. بعد ذلك أطلق سراح لينين من المنفى وكان قد جاء على متن رحلة قطار وناقش مع ستالين وأعضاء اللجنة المركزية الإطاحة بالحكومة المؤقتة. وفي نيسان/ أبريل عقد مؤتمر طارئ للحزب وتم انتخاب ستالين بـ 97 صوتاً بجانب كامينيف وزينوفيف، وفي ذلك الوقت كان ستالين يعيش في شقة مع مولوتوف، وعند الانقلاب على الحكومة المؤقتة، قاد ستالين الفرق البلشفية المسلحة في شوارع بتروغراد واشتبك أكثر من مرة مع قوات الجيش. وقد فوجئت السلطات بهذا الانقلاب وأمر كيرنسكي رئيس الحكومة المؤقتة قوات الجيش بالهجوم على مقر صحيفة برافدا البلشفية ومحاصرته وكان لينين بداخله؛ إلا أن ستالين تمكن من إنقاذه وتهريبه، بعدها خبأ ستالين لينين في خمسة أماكن ولفترات متفاوتة، وفي النهاية خبأ ستالين لينين في شقة ناديا الليلوييف، وهي حزبية متحمسة والتي أصبحت زوجة ستالين الثانية لاحقاً، وأقنعها بأن لينين ملاحق ومعرض للقتل. بعدها قام ستالين بتهريب لينين إلى فنلندا وحلق لحيته وشاربه ثم أخذه إلى محطة بريمورسكي ومن هناك إلى كوخ بعيد في شمال بتروغراد ثم خبأه في حظيرة بفنلندا. في غياب لينين تولى ستالين مسؤولية قيادة الفرق البلشفية المسلحة بجانب تروتسكي. وفي المؤتمر السادس للحزب البلشفي الذي عقد سراً في بتروغراد، اختير ستالين ليكون رئيس تحرير جريدة برافدا وعضو الجمعية التأسيسية.

### سقوط الحكومة المؤقتة
في ايلول/سبتمبر 1917 عين كيرينسكي رئيس الحكومة المؤقتة لافار كورنيلوف قائدا للجيش من أجل قمع البلاشفة وتحرك كورنيلوف إلى بتروغراد لكنة فشل في السيطرة على المدينة بسبب استبسال البلاشفة في الدفاع عنها بالرغم من جيشهم الصغير. بعدها فكر ستالين بالقيام بهجوم مضاد على العاصمة بسبب قلة القوات الموالية لكيرنسكي. هناك قرر مواصلة الانقلاب، عندها اقترح كامينيف وزينوفيف التصالح مع المناشفة لكن ستالين وتروتسكي رفضا ذلك وكانت رغبتهما في إقامة حكومة للبلاشفة فقط. صوتت اللجنة لصالح قرار تروتسكي وستالين، وبالتالي استمر الانقلاب. في صباح 6 تشرين الثاني/نوفمبر داهمت قوات كيرنسكي مقر الصحافة وحطموا المطابع وقرر البلاشفة القيام باجتماع طارئ إلا أن ستالين لم يحضر الاجتماع لأنه كان مشغولا بإرسال الرسائل إلى لينين لإطلاعه على آخر الأخبار، بعدها عاد ستالين مع لينين واجتمعا مع اللجنة المركزية من أجل استكمال الانقلاب بعدها هرب كيرنسكي من العاصمة وفي يوم 8 تشرين الثاني/ نوفمبر قاد ستالين الفرق البلشفية المسلحة وتم اقتحام قصر الشتاء واعتقال مجلس وزراء كيرنسكي وبالتالي سقطت الحكومة المؤقتة واستولى البلاشفة على السلطة.

## أثناء الحرب الأهلية 1917 - 1919
عند استيلاء البلاشفة على السلطة عين ستالين المفوض الأعلى لشؤون القوميات، وكانت وظيفته هي الإشراف على المناطق التي تسكنها القوميات غير الروسية. وقد أعفي من منصبه كرئيس تحرير جريدة برافدا، لكي يكرس نفسه تماماً لوظيفته الجديدة. في آذار/مارس 1918 قام زعيم المنشفيك جوليوس مارتوف بنشر مقالات انتقد وهاجم فيها ستالين، وقد رفع هذا الأخير ضده دعوى قضائية، وبسبب عدم مصداقية مارتوف فاز ستالين بالقضية. بعدها اندلعت الحرب الأهلية في روسيا بين الجيش الأحمر بقيادة لينين يسانده العمال والفلاحون وبين الجيش الأبيض يساندهم الأغنياء ورجال الدين، وكان الجيش الأبيض مكونا من مقاتلين مناهضين للبلاشفة ومدعوم من بريطانيا وفرنسا. اختار لينين ثمانية أعضاء للمكتب السياسي من ضمنهم ستالين وتروتسكي؛ وخلال هذا الوقت سمح فقط لستالين وتروتسكي برؤية لينين دون موعد. في أيار/مايو 1918 تم إرسال ستالين إلى مدينة تساريتسين (المعروفة لاحقاً بمدينة ستالينغراد، فلغوغراد حاليا)، وتقع على نهر الفولغا السفلي، وكانت تمثل طريق الإمداد الرئيسي للنفط والحبوب إلى شمال القوقاز حيث كان هناك نقص شديد في الغذاء في تلك المنطقة، مما اضطر ستالين إلى القيام بخطة لإصلاح الأرض وتحويلها إلى أراض صالحة للزراعة، كما أن المدينة كانت مهددة بخطر السقوط بيد الجيش الأبيض. بعدها التقى ستالين بالعديد من القادة العسكريين في تلك المنطقة منهم كليمنت فوروشيلوف الذي أصبح وزير الدفاع لاحقاً ومن المقربين لستالين وأكثرهم ولاء له، بعدها منح لينين ستالين الإذن للقيام بعمليات عسكرية ضد القوات البيضاء القريبة من منطقة تساريتسين. بعد هذا تم إرساله إلى مختلف الجبهات؛ في البداية إلى أوكرانيا حيث أصبح رئيساً للمجلس الحربي للجبهه الأوكرانية، وعندما تم تشكيل المجلس العمالي الفلاحي للدفاع برئاسة لينين كان ستالين أحد أعضائه وانتخب نائباً أولاً للرئيس، وفي نهاية عام 1918 بدأ هجوم الجيش الأبيض بقيادة الأدميرال ألكسندر كولشاك فقام لينين بإرسال ستالين إلى هناك، حيث انتصر على قوات كولتشاك قرب مدينة تساريتسين، تلك المعركة التي حددت نتيجة الحرب الاهليه. ولهذا السبب تم تسمية تلك المدينة على اسم ستالين والتي أصبحت معروفة بمدينة ستالينغراد لاحقاً، (بالروسية: مدينة ستالين). في أيار /مايو 1919، تم إرسال ستالين لتنظيم الدفاع عن بتروغراد في وجه هجوم الجنرال يودينيش، فاستطاع بسرعة تنظيم الجبهة الداخلية وتنظيم الدفاع الذي تحول إلى هجوم كانت نتيجته تدمير القوات المحاصرة للمدينة. بعد بتروغراد تم توجيهه إلى سمولينسك لمحاربة القوات البولندية، وبعد نجاحه هناك أعاد ترتيب قواته ولاحق البولنديين في أوكرانيا واحتل منطقة الدونباس (محافظة دونيتسك الحالية)، لكن هجوم الجنرال دينيكن على جنوب أوكرانيا أوقف ستالين عن التقدم وأجبره على التوجه جنوبا حيث دارت معارك طاحنة أسفرت في آذار/مارس عن تدمير قوات دينيكن وتحرير جنوب أوكرانيا. بعدها توجه ستالين مع قواته إلى كييف لمواجهه البولنديين، فحرر كييف متوجها بعد ذلك إلى الغرب لتحرير مدن غرب أوكرانيا، ستالين عارض الكثير من قرارات تروتسكي الذي كان رئيس المجلس العسكري للاتحاد السوفيتي وكان تروتسكي يصدر أوامر بإعدام ضباط الجيش الأبيض، إلا أن ستالين كان يعارض ذلك ويقترح ضمهم لصفوف الجيش الأحمر للاستفادة من خبرتهم، وهذا خلق احتكاكا وعداوة بين تروتسكي وستالين، لدرجة أن ستالين أرسل إلى لينين يطلب منه إقالة تروتسكي من منصبه. ثم عاد ستالين إلى فلغوغراد وقام بشن غارات ضد قطاعات الجيش الأبيض القريبة من المدينة، ولاحقا عاد إلى موسكو وفي وقت مبكر من عام 1919 تزوج رفيقته ناديا الليليوف في 24 آذار/ مارس. في مؤتمر الحزب الثامن، انتقد لينين التكتيك العسكري لستالين ووصفة بأنه يأتي بانتصار لكن بإصابات مفرطة. وفي ايار/مايو 1919 تم إرسال ستالين إلى الجبهة الغربية قرب بتروغراد لجمع المتطوعين الراغبين في الانضمام للجيش الأحمر.

## أثناء الحرب البولندية السوفيتية 1919-1920
بعد أن انتصر البلاشفة في الحرب الأهلية في أواخر 1919 كان لينين والكثيرين يريدون تصدير الثورة غربا إلى أوروبا واندلعت الحرب بين بولندا والحكومة السوفيتية عندما هاجم الجيش البولندي عددا من الأراضي السوفيتية مدعيا أنها ملك لبولندا فقدتها في معاهدة فرساي، عندها كان ستالين قائد الجيش الأحمر في بيلاروسيا وعارض الهجوم على بولندا واقترح تأجيل الهجوم لاحقا لكن لم يصغِ له أحد وتم سحب قوات الجيش الأحمر من أوكرانيا للاستعداد لمهاجمة بولندا، وقد تم اختيار القائد ألكسندر يغوروف على الجبهة البولندية وفي أواخر تموز/ يوليو 1920 استعد إيغور للهجوم لاستعادة الأراضي التي احتلها البولنديون، وأمر كامينيف ستالين بسحب جيشه من بيلاروسيا والالتحاق بإغوروف، لكن ستالين عارض ذلك مما أدى إلى فشل الحملة على الجبهة البولندية بعدها عاد ستالين إلى موسكو في آب/ أغسطس 1920 ودافع عن نفسه أمام المكتب السياسي ووصف الرد على بولندا بالمغامرة البيروقراطية حيث اقترح ستالين إنهاء الحرب على كل الجبهات قبل الهجوم على بولندا. ووضح لهم أن الحرب البولندية كانت خطأ. وألقى لوم الخسائر على كامينيف بسحبه للجيش الأحمر من أوكرانيا والاستعجال في مهاجمة بولندا، وكانت الخسائر ثقيلة، فقد خسر الجيش الأحمر 100 ألف جندي أصبحوا أسرى لدى البولنديين ولم يعد منهم سوى 60 ألف أما البقية فقد كان مصيرهم مجهولاً، وفي المؤتمر التاسع للحزب يوم 22 ايلول/سبتمبر انتقد تروتسكي ستالين ووصفه بالمغرور الذي يحافظ على سمعته أكثر من انتصاراته.

## صعوده إلى السلطة
وفي العام 1922 تقلد ستالين منصب سكرتير الحزب وبعد ممات فلاديمير لينين في يناير 1924، تألّفت الحكومة من الثلاثي: ستالين، وكامينيف، وزينوفيف. وفي فترة الحكومة الثلاثية، نبذ ستالين فكرة الثورة العالمية الشيوعية لصالح الاشتراكية المحلية  مما ناقض بفعلته مبادئ «تروتسكي» المنادية بالشيوعية العالمية. تغلب ستالين على الثنائي كامينيف وزينوفيف بمساعدة التيار الأيمن للحزب المتجسد في بوخارن وريكوف حيث نجحوا في طرد تروتسكي، زينوفيف وكامينيف من اللجنة المركزية في عام 1927 ثم من الحزب الشيوعي.

## بداية عهده

### أثر ستالين في تغيير الاتحاد السوفيتي من ناحية الصناعة
بالرغم من المصاعب التي واجهها ستالين في تطبيق الخطة الخمسية للنهوض بالاتحاد السوفيتي، إلا أن الإنجازات الصناعية أخذت بالنمو بالرغم من قلة البنية التحتية الصناعية والتجارة الخارجية فقد تفوق معدل النمو الصناعي الروسي على كل من ألمانيا في القرن التاسع عشر كما فاقت غريمتها اليابانية في أوائل القرن العشرين. تمكّن ستالين من توفير السيولة اللازمة لتمويل مشاريعه الطموحة عن طريق التضييق على المواطن السوفيتي في المواد الغذائية.

### الزراعة التعاونية

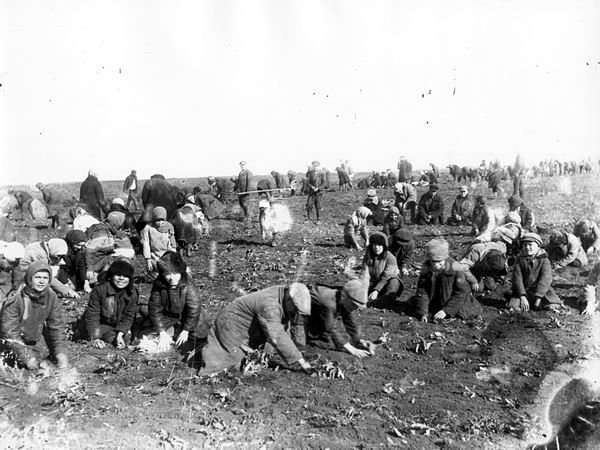
مجموعة من الأطفال وهم يساعدون الفلاحيين في جمع الحصاد 1933

فرض ستالين على الاتحاد السوفيتي نظرية الزراعة التعاونية. وتقوم النظرية على استبدال الحقول الزراعية البدائية التي تعتمد على الناس والحيوانات في حرث وزراعة الأرض بحقول زراعية ذات تجهيزات حديثة كالجرّارات الميكانيكية وخلافه. وكانت الحقول الزراعية في الاتحاد السوفيتي في عهد ستالين من النوع الأول البدائي. نظرياً، من المفترض أن يكون الرابح الأول من الزراعة التعاونية هو الفلاح، إذ وعدته الحكومة بمردود يساوي مقدار الجهد المبذول. أمّا بالنسبة للإقطاعيين، فكان هلاكهم على يد الزراعة التعاونية. فكان يفترض بالإقطاعيين بيع غلّاتهم الزراعية إلى الحكومة بسعر تحدده الحكومة نفسها. كان من السهل جداً طرح أي نظرية من النظريات ولكن الزراعة التعاونية ناقضت ثروة الإقطاعيين الأغنياء وأعطت مزارعهم للفلاحين الصغار. فلاقت الزراعة التعاونية معارضة شديدة من قبل الإقطاعيين ووصلت المعارضة إلى حد المواجهات العنيفة بين السلطة والإقطاعيين. حاول ستالين ثني الإقطاعيين عن عنادهم باستخدام القوات الخاصة لإرغامهم
على تسليم أراضيهم ومواشيهم للفلاحين الفقراء مقابل مبالغ محددة تدفعها الحكومة لهم. إلا أن الإقطاعيين الأغنياء (طبقة الكولاك) فضّلوا نحر ماشيتهم على أن تؤخذ منهم عنوة لصالح البرنامج الزراعي التعاوني، مما سبب أزمة في عملية الإنتاج الغذائي ووفرة المواد الغذائية، على سبيل المثال قضى الكولاك الإقطاعيين على /19/ مليون من الخيول من أصل /34/ مليوناً كانت تمتلكها البلاد، عام /1928/. ومن بين /70.5/ مليوناً من الأبقار، لم يبقَ حياً منها سوى /40.7/ مليوناً عام /1932/، ومن بين /31/ مليون بقرة حلوب بقي /18/ مليوناً، وبسبب هذا الهدر للغذاء من الإقطاعيين تسبب الأمر في مجاعة في أوكرانيا في فترة 1932 - 1933. إلا أن ستالين تمكن من إنهاء الأزمة لاحقا، بعد انتهاء الأزمة قام ستالين بتوجيه أصابع الاتهام إلى الإقطاعيين الأغنياء الذين يملكون حقولا زراعية ذات حجم متوسط ونعتهم «بالرأسماليين الطفيليين» وأنهم سبب شح الموارد الغذائية، وتمت محاكمة الإقطاعيين على أنهم مخربون أجرموا بحق الشعب السوفيتي، بعدها استمر نظام الزراعة التعاونية بدون مشاكل لأن القانون السائد آنذاك في نظام الزراعة التعاونية هو (كل حسب جهده) أي أن كل فلاح كان يأخذ حصة من الحصاد حسب الجهد الذي بذله، أما الزائد فكان يصدر إلى الخارج. وفي نهاية عام 1939 أعلن ستالين عن نجاح نظام الزراعة التعاونية وعن الاكتفاء الذاتي للاتحاد السوفيتي من الناحية الغذائية وذلك في حفل كبير لتكريم الفلاحيين وخصوصا الفلاحيين من القوقاز والأقليات اللذين لعبوا الدور الرئيسي في تقدم الإنتاج الزراعي .

### الخدمات الاجتماعية
حكومة ستالين كان همها التركيز على الجانب التغييري لمجتمع مليء بالمفاهيم الدينية لمختلف الطوائف والقوميات. فكان من الضروري تحويل المجتمع من زراعي إلى صناعي خدمة للنظرية الشيوعية وأحد أهم أهدافها -يا عمال العالم اتحدوا ضد عدونا المشترك - هذه النظرية التي كانت تصطدم بمصالح الإقطاع والبرجوازية المتحالفة مع المشرعين الدينيين -رجال الدين- حيث كان من أهم إنجازات الشيوعية التحليل العلمي للأحداث ومنح حقوق للعمال كتخفيض عدد الساعات، والحوافز.....إلخ حيث أصبحت هذه التغييرات قدوة للعمال على مستوى العالم. لكن بعد كل ذلك كانت من مساوئ هذا النظام التركيز على المدن على حساب الريف مما أدى إلى تدهور اقتصادي فيه. إن صعوبة إدارة مجتمع متعدد القوميات والأديان، ومساحة وعدد سكان هائلين، وضعا يوسف ستالين أمام خيارين، إما تنفيذ إرادته أو التنحي للآراء الأخرى المختلفة؛ وقد نفذ خياره الأول ونفذه بقبضة حديدية كان لها بالغ الأثر على الاتحاد السوفيتي والحكام من بعده.

### الصراع مع تروتسكي وتطهير الحزب

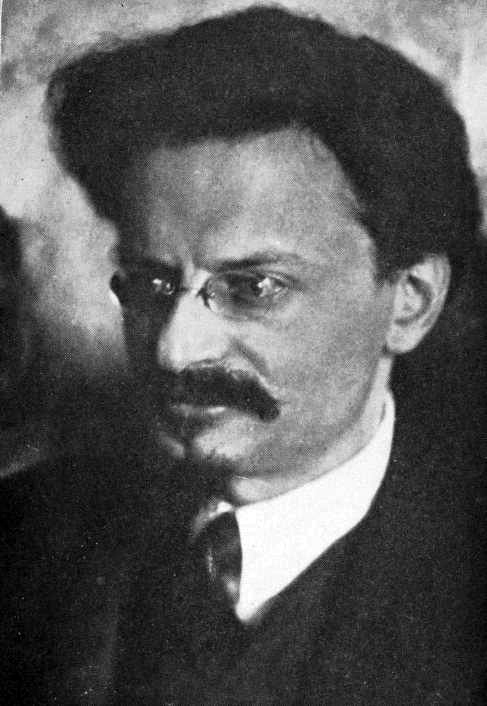
ليون تروتسكي

بوصول ستالين للسلطة في عام 1929، عمل على إبقاء الحزب نظيفا وبسبب تعارضه الفكري مع ليون تروتسكي حصل انشقاق داخل الحزب؛ فستالين كان يؤمن بنظرية الاشتراكية في بلد واحد أما تروتسكي فكان يؤمن بالثورة الدائمة. وكان ستالين يصف نظرية تروتسكي والثورة الدائمة بـالمغامرة البيروقراطية، لأنها كانت تهتم بتوسيع الثورة بدلا من الحفاظ عليها وكان يتهم من يؤيد فكر تروتسكي بالتحريفي وعدو الثورة. وتطور الانشقاق داخل الحزب لاحقا مما أدى بستالين في النهاية إلى تطهير الحزب في حملة قادها في نهاية الثلاثينيات، فقام بإعدام شخصيات بارزة معتنقة أو مؤيدة لفكر تروتسكي ومنهم : نيكولاي بوخارين واليكسي ريكوف والآلاف غيرهم وفي النهاية تمكن ستالين من اغتيال تروتسكي في المكسيك، ويعتقد بعض المؤرخين أن تطهير ستالين للحزب لم يكن طمعاً في السلطة، فستالين قدم طلب الاستقالة أكثر من مرة سنة 1924و 1932 و1945 و1951 لكنهم يعللون تطهيره للحزب بسبب الانشقاق الذي حصل في الحزب والتخلخل في الحكم الذي ربما كان سيؤدي إلى انهيار الدولة حيث كان ستالين يعتقد لو أن أنصار تروتسكي (أصحاب الثورة الدائمة) استلموا الحكم، سوف يدخلون الاتحاد السوفيتي في حرب عالمية تؤدي إلى سقوطه ولم يبد ستالين ندما على تصفيتهم حيث كان يصفهم بـ (أعداء الثورة) وذلك لأنهم شيوعيون يقفون ضد سياسات الاتحاد السوفيتي والاتحاد السوفيتي هو الدولة الوحيدة التي كانت تسعى للشيوعية حينها.

### الترحيل القسري أثناء الحرب وأسبابه
حصل الترحيل مرتين : الأول في فترة الحرب مع النازية والثاني بعد الحرب. أثناء فترة الحرب مع الألمان كان الجيش الأحمر يقوم بإجلاء المواطنين من المناطق القريبة من الألمان، وذلك خوفا من وقوعهم بيد الألمان الذين ربما يعدمونهم أو يرسلونهم إلى معسكرات الموت النازية أو إلى معسكرات الأعمال الشاقة. وكان يقوم بهذه المهمة 180 قطارا يقوم بنقل العوائل إلى المناطق الآمنة ويرسل المقاتلين إلى الجبهة؛ لكن أغلب الأقليات وخصوصا من الشيشان كانت متعاونة مع الألمان، على سبيل المثال هرب 70% من تتار القرم من الجيش بعد تجنيدهم؛ الأغلبية منهم انضموا إلى الألمان حيث كان هناك فيالق كاملة في الجيش الألماني مكونة من الشيشانيين وأقليات الذين انشقوا من الجيش الأحمر وانضموا مع عدو بلادهم. وفي عام 1942، 93% من المجندين للجيش الأحمر من الشيشان الانغوش هربوا وانضموا إلى الألمان وفي شباط/فبراير 1943 قام القوميون الشيشان بانتفاضة تحت علم النازية المعادي للشيوعية كما أكد العديد من القادة السوفيت، منهم فيكتور زيمسكوف، بوقوع العديد من العمليات المسلحة التي تقودها الأقليات المتعاونة مع النازية. ومن هذه الأعمال هي قطع خطوط التلغراف ونسف سكك الحديد ونصب الكمائن لأرتال للجيش الأحمر. وبعد انتهاء الحرب قرر ستالين الانتقام من كل من تعاون مع الألمان سواء من الأقليات أو من غير الأقليات. وقد قامت القيادة السوفيتية بدراسات وإحصاءات دقيقة لمعرفة المتعاونين، حيث أوكل ستالين هذه المهمة إلى لافرنتي بيريا وقدر عدد المتعاونين مع الاحتلال النازي ب 500 ألف شخص سواء من الأقليات أو من غير الأقليات وتم ترحيلهم إلى سيبيريا عقابا لهم، وقد اختلف المؤرخون حول هذه القضية، فمنهم من يرى أن الترحيل كان مبالغة من القيادة السوفيتية والبعض الآخر يرى أن الترحيل كان ضرورياً لإيجاد توازن عرقي في الجمهوريات السوفيتية.

### علاقته بالدين
بعد وفاة لينين واستلام ستالين للسلطة غادر العديد من القساوسة الاتحاد السوفيتي وأخذوا يحرضون على السلطة السوفيتية. وقد أنذرهم ستالين لكنهم لم يستجيبوا له، الأمر الذي جعل صبره ينفذ وينتقم من القساوسة عن طريق هدم عدد من الكنائس كمعاقبة لهم عام 1926. وبعد موت البطريرك الأرثوذكسي تيخيين حل محله البطريرك جاورجيوس والذي غير سياسته ضد ستالين. فبدل التمرد قرر انتهاج السلم معه وقد قامت الكنيسة بالاعتراف بالسلطة السوفيتية عام 1927، الأمر الذي جعل ستالين يبادرهم بالمثل فجعل العبادة بالكنائس أمراً مشروعاً، بشرط عدم التبشير لأفكار الكنيسة. لكن العلاقة لم تستقر بين الكنيسة وستالين بعد، فالقساوسة الذين كانوا خارج الاتحاد السوفيتي ظلوا يحرضون ضد السلطة مما أحدث انشقاقا داخل الكنيسة بين مؤيد للسلطة السوفيتية ومعارض. لكن الأمر تغير عند بدء الحرب العالمية الثانية واجتياح الألمان للاتحاد السوفيتي، لم يكن الكهنة يوالون الغزو النازي (باستثناء رجال الدين في أوكرانيا).السبب الرئيسي في عدم موالاتهم للألمان هو جرائم الغزو النازي، فقد كان الألمان غالبا ما يدمرون المدن والقرى التي يدخلونها ويعتقلون الأهالي ورجال الدين أيضا حيث كانوا يعاملون رجال الدين الروس على أنهم عملاء للسلطة السوفيتية. ودمر الغزو النازي العديد من الكنائس في لينينغراد وستالينغراد وغيرها، الأمر الذي جعل الكهنة يعادون الغزو الألماني لذلك تعاون رجال الدين مع السلطة السوفيتية في الحرب. وكان رجال الدين، وبأمر من الأب سرجيوس، يذهبون إلى جبهات القتال من أجل تعبئة وحث الجنود على القتال وجمع التبرعات وتسليمها للسلطة السوفيتية من أجل شراء الأسلحة وبناء الجيش من جديد. وعندما سمع ستالين بدور رجال الدين على الجبهة قرر عقد اجتماع مع كبار القساوسة، وهم الأب ياروشيف سيمانسكي والأب سرجيوس وغيرهم. استقبلهم في الكرملين في يوم 4 يونيو 1943 ووعدهم بحرية ممارسة الشعائر وترميم الكنائس القديمة وبناء كنائس جديدة لتعويض ما دمرته الحرب، فضلا عن العديد من الامتيازات كمكافأة لجهود رجال الدين ومساهمتهم في الحرب. وبعد انتهاء الحرب بفترة قصيرة وبالتحديد في 9 نوفمبر 1945 نفذ ستالين حملته ونفذ وعده الذي قطعه لرجال الدين، فتم فتح العديد من الكنائس وترميم القديم منها وتعويض رجال الدين المتضررين من الحرب، وافتتاح العديد من المعاهد لإعداد الكهنة والمطابع لطبع الكتب الدينية. كل هذه الإجراءات وغيرها جعلت العلاقة بين الكنيسة وستالين جيدة؛ ففي المقابل قام رجال الدين بتعليق صور ستالين على أبواب الكنائس كما قال عنه الأب سرجيوس (سياسة ستالين تنسجم مع مبادئ الكنيسة المسيحية). كما ساهمت هذه الإجراءات في عودة رجال الدين الذين كانوا خارج روسيا والذين كانوا من أشد المعادين لستالين، أصبحوا يسمون ستالين (العزيز على قلب كل واحد منا) كما قال الأب يفانينكو الذي كان من المعادين لستالين والذي أصبح من أكثر رجال الدين ولاء له : ((ستالين هو أعظم قائد ومعلّم في كل الأوقات والأمم، مرسل من الله ليخلص الأمة من الاضطهاد الطبقي)). وظلت العلاقة بين ستالين والكنيسة على هذا الاستقرار حتى وفاة ستالين عام 1953.

### ستالين والحرب الأهلية الإسبانية
في أوائل الثلاثينيات كان يوسف ستالين بالغ القلق من انتشار الفاشية والنازية في أوروبا. ولمواجهة القوة اليمينية المتطرفة بقيادة موسوليني وهتلر، قام ستالين بتشكيل تحالفات يسارية وقام بدعم الجمهوريين واليساريين في حربهم ضد القوميين خلال الحرب الأهلية الإسبانية وبالرغم من توقيع الاتحاد السوفيتي وألمانيا وإيطاليا معاهدة عدم التدخل في الحرب الأهلية الإسبانية، إلا أن كل طرف قام بدعم حلفائه الأيديولوجيين في الحرب، فقام بينيتو موسوليني بدعم قائد القوميين الجنرال فرانكو ب 90 طائرة إيطالية وفي الثلاثة أشهر التالية زاد موسوليني من حجم الدعم للقوميين فأرسل إليهم 130 طائرة وألفي طن من القنابل، 500 مدفعا، 700 هاون، 12000رشاشة و3800 مركبة آلية، أما هتلر فقد دعم الجنرال فرانكو بالدبابات والذخائر عبر البرتغال، وكما قام هتلر بتشكيل (فيلق كوندور) وهو فيلق من المتطوعين الألمان للمحاربة إلى جانب القوميين، بعدها أدرك ستالين خسارته للجمهوريين واليساريين في إسبانيا بسبب الدعم الهائل من الحكومات النازية والفاشية وأدرك ستالين أن هذه الأنظمة تشكل تهديدا للشيوعية، فقام بدعم الجمهوريين والشيوعيين لوقف النظام الفاشي في إسبانيا. وقام ستالين باستشارة الكومنترن لتنظيم ألوية من مقاتلين سوفييت وإرسالهم إلى إسبانيا، كما قام ستالين بإرسال ألكسندر أورلوف أحد قادة جهاز الاستخبارات السوفيتية وأوكل إليه مهمة تشكيل جبهة شعبية للقيام بحرب عصابات على نطاق واسع وراء خطوط القوميين، وقد قام ستالين بتدريب 14,000 مقاتل لهذا العمل قبل 1938، وقام ستالين بدعم الحزب الشيوعي الإسباني كما قام ألكسندر أورلوف باختيار وكلاء لتنظيم الجناح اليساري، وكان ستالين المورد الرئيسي للمساعدات العسكرية للجيش الجمهوري فقام بإرسال 1,000 طائرة و900 دبابة، 1,500 قطعة مدفعية، 300 سيارة مصفحة ، 15,000 رشاش 10,000 هاون و30 ألف طن من الذخيرة.

## الحملة العسكرية الكبرى

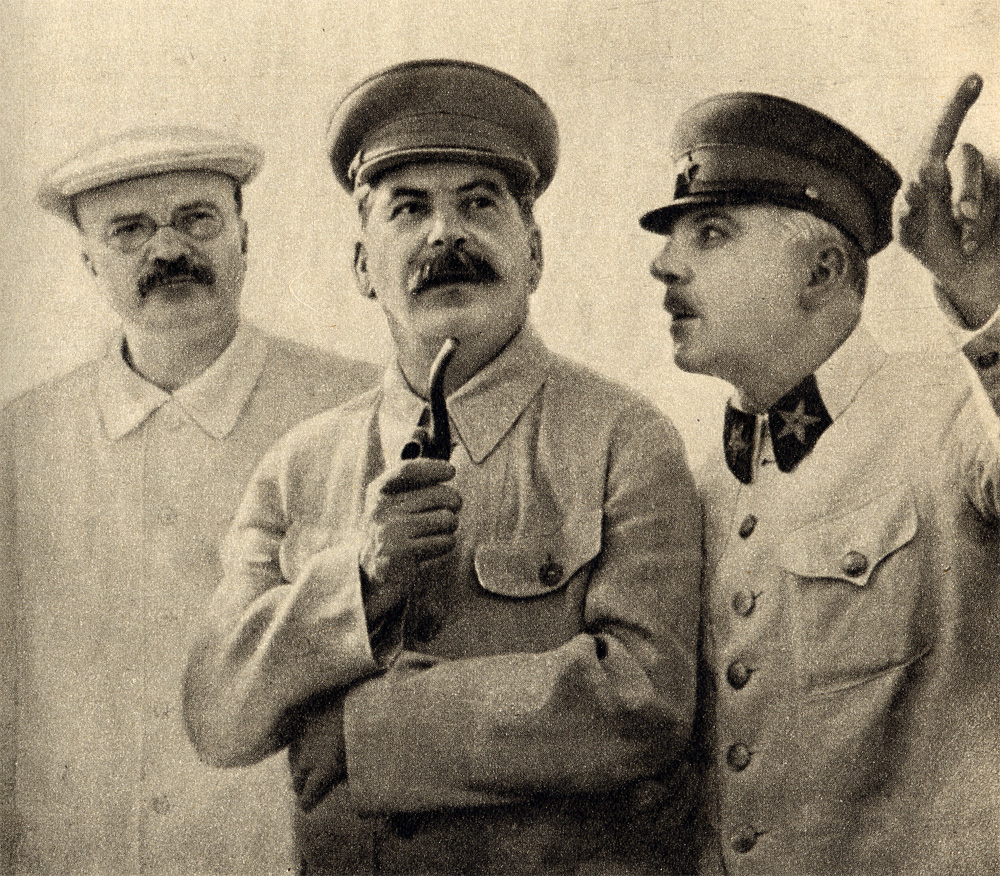
ستالين مع كليمنت فوروشيلوف ومولوتوف 1937

بعد بناء الجيش الأحمر قام ستالين بتصفية المتخاذلين من الضباط والمشكوك في ولائهم حتى لا يتعرض للخيانة خلال الحملات العسكرية التي سينفذها في فترة 1937 - 1941.
خلال هذه الاجتياحات أراد ستالين تصفية الحساب مع الدول التي عانت منها روسيا سابقا، فبدأ باليابان وكان هدفه استرجاع الأراضي التي احتلتها اليابان، ومن أهمها جزر الكوريل الروسية التي احتلتها اليابان أثناء الحرب الروسية اليابانية 1905، كما أراد الانتقام من بولندا واسترجاع الأراضي التي احتلتها من روسيا أثناء الحرب البولندية - السوفيتية فضلا عن جرائم الحرب البولندية فمن ضمن 100 ألف أسير سوفيتي لدى بولندا لم يعد سوى 60 ألفاً أثناء الحرب البولندية السوفيتية عام 1920. كما قام باجتياح فنلندا للانتقام بسبب دعمها للروس البيض ضد البلاشفة أثناء الحرب الأهلية الروسية ومناهضتها للشيوعية

### ستالين والحرب السوفيتية اليابانية
بدأت الحرب باشتباكات ومناوشات على الحدود وقعت بين الاتحاد السوفيتي واليابان خلال الفترة ما بين عامي 1932 و1939، فبعد تمكّن اليابان من احتلال منشوريا وكوريا وجّهت اليابان نواياها العسكرية نحو الأراضي السوفيتية حيث دارت العديد من المناوشات العسكرية المستمرة على الحدود اليابانية السوفيتية بمنطقة منشوريا. لكن الحرب بدأت فعليا في ربيع عام 1939 عندما اندلعت معركة خالخين غول بين الجيش الأحمر والجيش الياباني، وانتهت بدحر الجيش الياباني السادس بقيادة ميتشيتارو كوماتسوبارا على يد القوات السوفيتية بقيادة المارشال غيورغي جوكوف بشكل تام، الأمر الذي أدى فيما بعد إلى توقيع اتفاقية الهدنة بين الاتحاد السوفيتي واليابان، وبعد 6 سنوات اندلعت الحرب مرة أخرى عام 1945 وكان هدف ستالين من هذه الحرب بعد أن انتهى من النازية هو استرجاع الجزر الروسية التي احتلتها اليابان أثناء الحرب اليابانية -الروسية 1905، وكانت نتيجة الحرب بين الاتحاد السوفيتي واليابان ما يلي :
- استعادة منشوريا وعودتها إلى جمهورية الصين الوطنية، وذلك قبل السقوط على يد الجيش الأحمر الصيني بأربع سنوات.
- استعادة جزر كوريل بعد ثلاثون عاماً من الهيمنة اليابانية على هذه الجزر الروسية، وكانت جزر الكوريل ملكا لروسيا القيصرية عندما كان جيشها ضعيفا في ذلك الوقت.
- خسر اليابانيون أهم مناطق التي احتلوها عام 1937 م، وهي منشوريا وساخالين وكوريا الشمالية وأجزاء من منغوليا، وأصبحت هذه المناطق بيد السوفيت.

وبذلك تعد الحرب اليابانية السوفيتية نصر حاسم للاتحاد السوفيتي ولستالين.

### غزو فنلندا

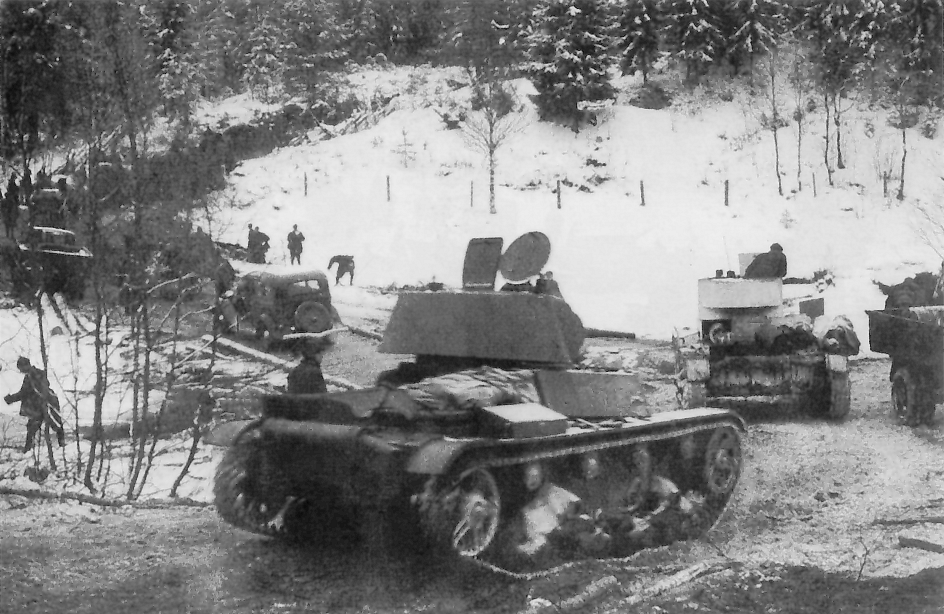
دبابات تي - 26 في الأراضي الفنلندية

أسباب غزو فنلندا هي دعمها للجيش الأبيض أثناء الحرب الأهلية الروسية وطردها للبلاشفة من الأراضي الفنلندية فضلا عن أنشطتها المناهضة للشيوعية وحظر الحزب الشيوعي الفنلندي عام 1931 وحادثة تمرد مانتسلا يوم 27 فبراير 1932 عندما اقتحم نحو 400 مسلح من الجيش الفنلندي اجتماعا للديمقراطيين الاشتراكيين وفتحوا عليهم النار، كل هذه الأمور ولدت غضبا لدى ستالين تجاه الحكومة الفنلندية لكنه لم يكن قادرا على القيام بتدخل عسكري. فقد كان الاقتصاد السوفيتي في بداية الثلاثينات في مرحلة البناء والجيش كذلك. لكن في نهاية الثلاثينيات أصبح الجيش مكتملا والاقتصاد متوازنا مما مكن ستالين من القيام بتدخل عسكري وحرب ضد الحكومة الفنلندية وسميت حربه ضد فنلندا بحرب الشتاء، وانتهت في مارس 1940 بتوقيع معاهدة سلام موسكو. تنازلت فنلندا بموجبها عن 11% من أراضيها ما قبل الحرب وعن 30% من أصولها الاقتصادية للاتحاد السوفيتي مع التوقف عن كل أنشطتها ضد الشيوعية.

### غزو بولندا

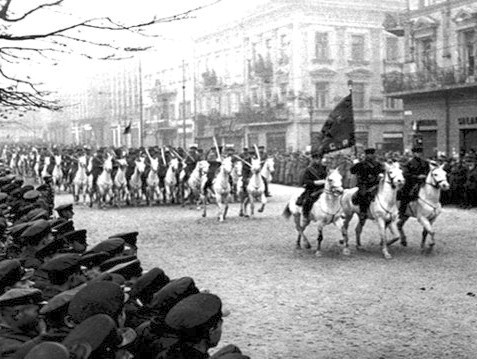
الخيالة السوفيت وهم يدخلون إلى مدينة لفيف 1939

ترجع أسباب احتلال بولندا إلى أيام الحرب البولندية السوفيتية عام 1920، عندما احتلت بولندا أجزاء من الاتحاد السوفيتي باعتبارها جزءا من الدولة البولندية وأخذت منها أثناء معاهدة فرساي، مما أدى إلى نشوب الحرب بين الحكومة السوفيتية والبولندية؛ ولم يستطع السوفيت في ذلك الوقت من استعادة الأراضي وكان ستالين وقتها قائد الجيش الأحمر على جبهة بيلاروسيا، ولكن بعد مرور 20 عاما استغل ستالين الفرصة وتحالف مع الألمان من أجل استعادة الأراضي التي احتلتها بولندا، وقد شن الجيش الأحمر الهجوم في يوم 17 سبتمبر 1939 على بولندا من جهة الشرق بعد ستة عشر يوما من غزو ألمانيا النازية الأراضي البولندية، انتهى الهجوم السوفيتي في 6 أكتوبر 1939 وقام الاتحاد السوفيتي بضم شرق بولندا بعد أن استعاد الأراضي السوفيتية المحتلة من قبل بولندا.

## الحرب العالمية الثانية

### اتفاقية عدم الاعتداء مع هتلر

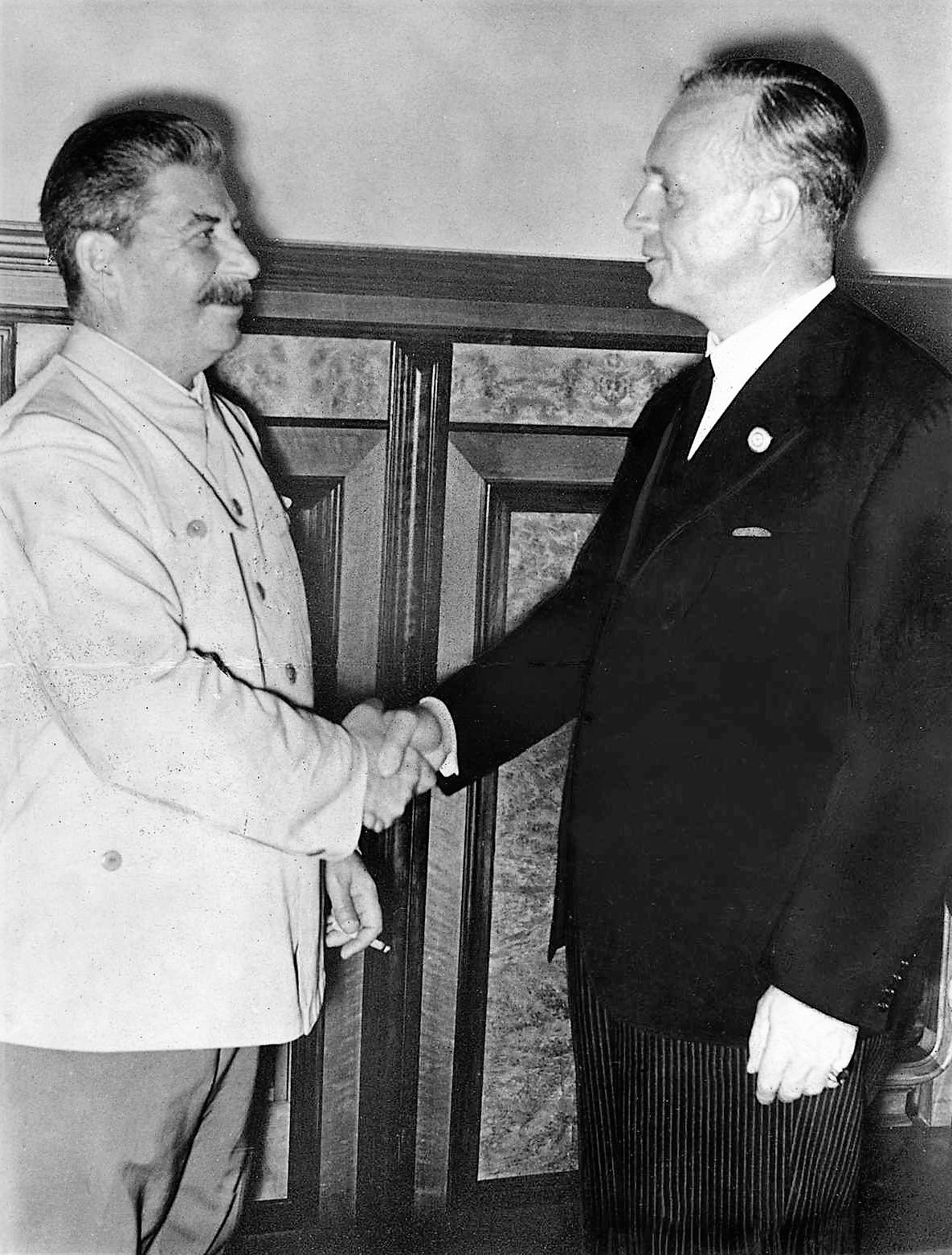
ستالين أثناء توقيع اتفاقية عدم الاعتداء

بعد فشل ألمانيا من توقيع تحالف عسكري مع فرنسا وبريطانيا اتجهت أنظارها نحو الاتحاد السوفيتي وفي 23 أغسطس وقع الاتحاد السوفيتي معاهدة عدم اعتداء مع ألمانيا النازية وقعها وزير الخارجية السوفيتي فياتشيسلاف مولوتوف مع وزير الخارجية الألماني يواخيم فون ريبنتروب، رسميا كانت معاهدة عدم اعتداء فقط لكن سريا كانت تنص على اقتسام أوروبا الشرقية بين الاتحاد السوفيتي وألمانيا النازية، وقد استغرب الكثير من توقيع ستالين معاهدة السلام مع هتلر بالرغم من أنه يعرف أن هتلر يعادي الشيوعية بقدر عدائه لليهود لكن يجزم أغلب المؤرخين على أن ستالين تحالف مع هتلر لمصالحه وذلك من أجل احتلال بولندا واسترجاع الأراضي السوفيتية التي احتلتها بولندا أثناء حربها مع الاتحاد السوفيتي عام 1920.

### هتلر وخرق معاهدة عدم الاعتداء
في صباح يوم 22 يونيو، خرق أدولف هتلر معاهدة عدم الاعتداء وقام بتنفيذ عملية بربروسا لاحتلال الاتحاد السوفيتي لتبدأ الحرب السوفيتية الألمانية على الجبهة الشرقية، وفي خريف عام 1940 تلقى ستالين تحذيرات من الحزب الشيوعي الهولندي، على أن هتلر يجهز للحرب ضد الاتحاد السوفيتي، وقد ذكر خروتشوف في مذكراته موقف ستالين في ذلك الوقت بالرغم من أنه كان يعلم بأن الحرب مع الالمان هي حرب حتمية لامحالة لأن الصراع بين ألمانيا والاتحاد السوفيتي هو صراع إيديولوجي لكنه لم يتوقع أن يهجم الالمان مبكرا إلا بعد تصفية حسابهم مع بريطانيا وأمريكا على الجبهة الغربية، لذلك لم يصدق هذه التحذيرات ووصفها بالإشاعات، لكن حدث ما لم يتوقعه ستالين وبدأت عملية اجتياح الاتحاد السوفيتي وبسبب عدم جاهزية الجيش الأحمر للحرب وقوة الهجوم النازي خسر السوفيت 4 ملايين جندي في نهاية 1941 وتم تدمير سلاح الجو السوفيتي كما توغل الجيش الألماني 1,690 كيلومتر داخل الأراضي السوفيتية؛ فلم يسبق للسوفيت أن واجهوا عدوا بمثل هذه الخبرة والجاهزية والتكتيك.

### ستالين وإيقاف التقدم النازي

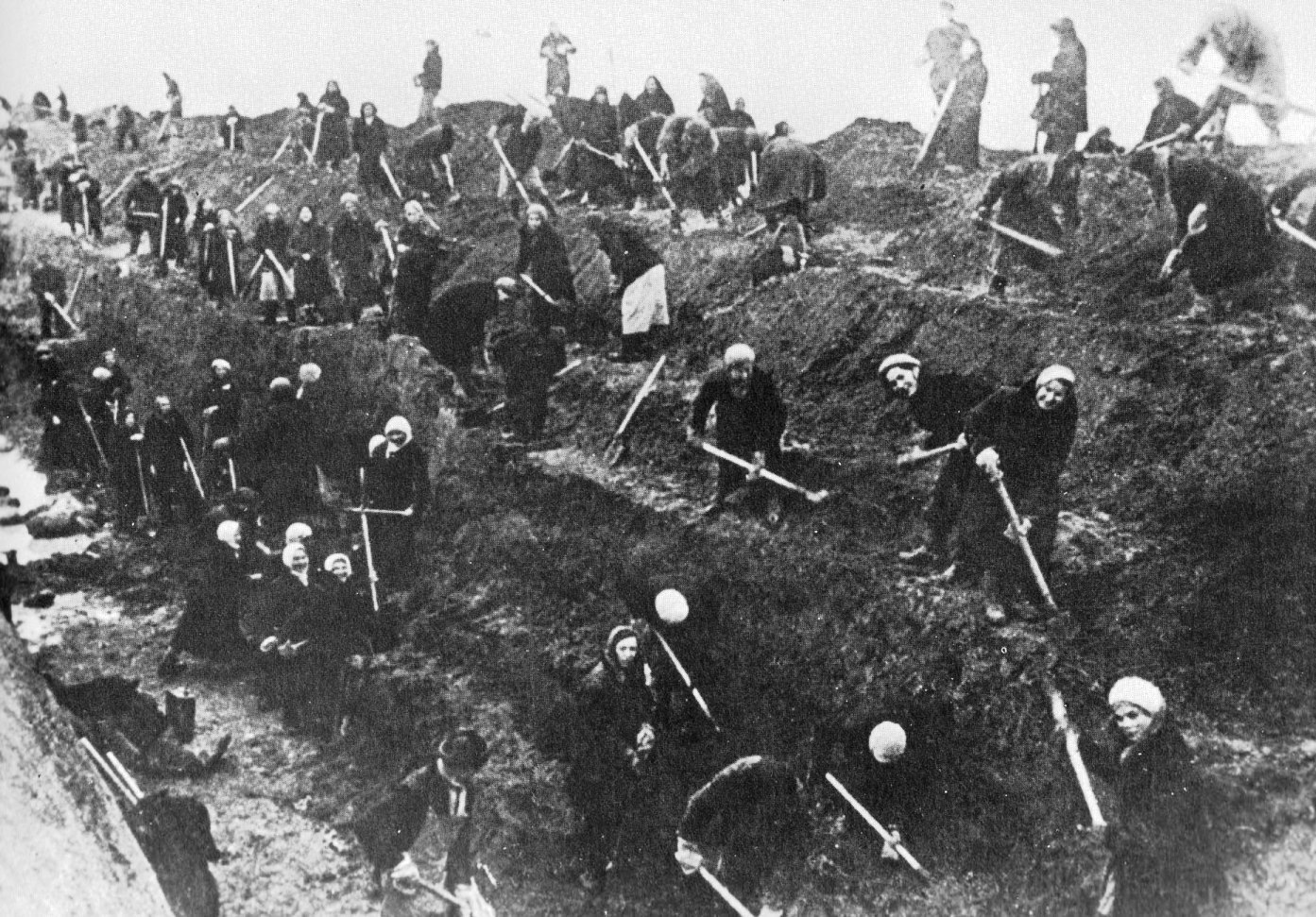
مواطنيين سوفييت وهم يقومون بالتحصينات قبل بدء معركة موسكو

عندما كان الألمان يتقدمون أبرم ستالين ميثاق تحالف مع دول الحلفاء. وقبل كانون الأول/ديسمبر 1941، تقدمت القوات الألمانية وأصبحت على بعد 20 ميلا من الكرملين فأصيب أهل المدينة بالذعر والخوف واعتقدوا أن سقوط موسكو مسألة وقت. وانتشرت الإشاعات التي تقول أن ستالين قد هرب من موسكو، مما اضطر ستالين للخروج وإلقاء خطاب. وفي الذكرى ال21 لثورة أكتوبر ألقى ستالين خطابا حماسيا رفع من معنويات الجنود السوفيت، وقد أنهى ستالين خطابة بقوله (لنجعل الراية الحمراء ترفرف فوق رؤوسهم، تحت راية لينين ونحو الانتصار!). وكان ستالين يدرك بأن الجيش الألماني استنزف كثيرا من طاقته وسيخسر لامحالة. فقد استخدم ستالين أسلوب الأرض المحروقة؛ حيث طلب من أهل القرى حرق قراهم قبل الهروب منها حتى لا يستفيد منها الألمان، وطلب من قوات الجيش الأحمر الصمود قدر الإمكان حتى يحل الشتاء فقد أراد الألمان احتلال موسكو قبل حلول الشتاء لكن بفضل أوامر ستالين واستبسال الجيش الأحمر تأخر الألمان في الوصول إلى موسكو. ففي معركة سمولنسك وحدها صمد الجيش الأحمر 3 أشهر بعدها حل الشتاء وهذا ما أراده ستالين وخطط له حتى يحل الشتاء وتتدمر القوات الألمانية فقد عانى الجيش الألماني بسبب البرد الشديد. وفي أثناء هذا الوضع المأساوي للجيش الألماني دفع ستالين بأقوى مايملك وهم القوات السيبيرية أو الجيش السيبيري وهم أقوى مايملك ستالين وأفضلهم تدريبا وقد جهزهم لهذا الغرض؛ وفي كانون الأول/ديسمبر 1941 هاجمت القوات السيبيرية الجيش الألماني مكبدة إياه خسائر فادحة وتم دفع الالمان 40 ميلا بعيدا عن موسكو وكانت هذه أول خسارة كبيرة للفيرماخت في الحرب.
وفي عام 1942 وجه هتلر اهتمامه نحو الجنوب وترك حملته على موسكو حيث أراد احتلال المناطق الغنية بالنفط في الجنوب، وفي تموز/يوليو، مدح هتلر كفاءة الصناعة العسكرية السوفيتية وستالين وعندما سمع ستالين ذلك قال مازحا : إنه من الجيد أن نحظى بالاحترام غير المشروط من رفاقنا في الجحيم! ، وفي ذلك الوقت نال ستالين لقب رجل السنة من قبل مجلة التايمز الأمريكية.

### معركة ستالينغراد والزحف من موسكو إلى برلين
| يوسف ستالين | كونوا أوفياء مخلصين للقضية مثلما كان لينين . _ يوسف ستالين | يوسف ستالين |

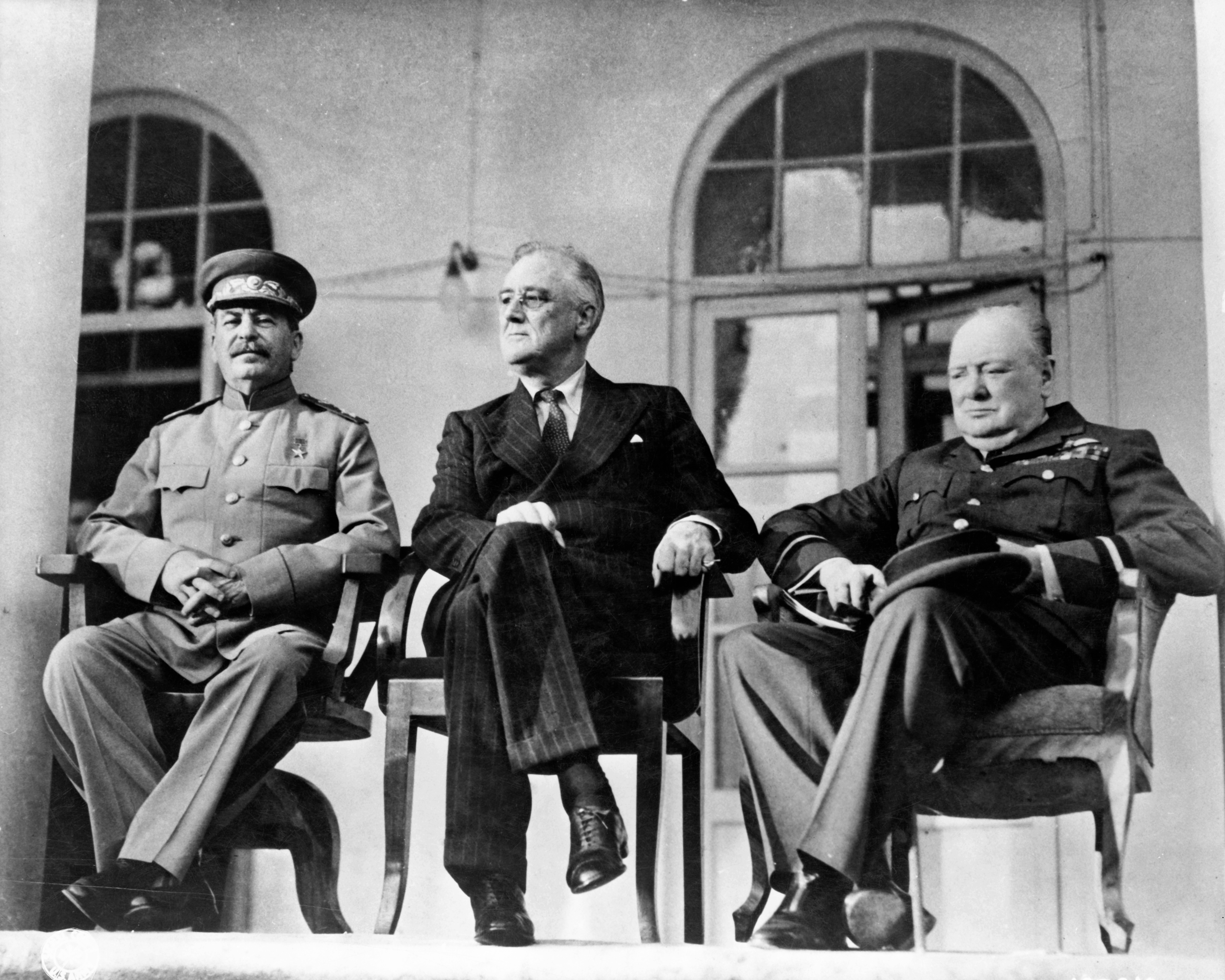
ستالين مع روزفلت وتشرشل أثناء مؤتمر طهران 1943

بعدما شن الألمان حملة على الجنوب اصطدموا بالسوفيت. واندلعت معركة ستالينغراد أحد أشهر المعارك في الحرب العالمية الثانية. وقد عين ستالين خروتشوف قائدا على الجيش الأحمر في معركة ستالينغراد وبفضل استبسال السوفيت انتصروا بالرغم من الخسائر وتم أسر قائد الجيش الألماني السادس فريديك باولوس مع جيشه، وفي 2 فبراير 1943 صد السوفيت الحملات الألمانية في الجنوب، بعدها انتقلوا من وضعية الدفاع إلى وضعية الهجوم. وفي تشرين يوليو 1943 أراد الألمان الثأر لخسارتهم في ستالينغراد فجهزوا جيشا عملاقا شاركت فيه 2700 دبابة ومدفعية و52 الف جندي. وكانت أغلب الدبابات من نوع تايغر الثقيلة وأراد الألمان تطويق كورسك والقضاء على الجيش الأحمر لكن ستالين خطط لهذه المعركة؛ فقبل بدء المعركة أمر ستالين بنقل المصانع إلى أقصى الشرق لحمايتها من الحرب والقصف. وأمر عمال المصانع ببذل أفضل ما لديهم من أجل بناء الترسانة السوفيتية من جديد، فتم صنع العديد من الدبابات وبنى ستالين جيشا ضخما من الدبابات بفضل التصنيع السريع. اندلعت المعركة والتي اعتبرت أكبر معركة دبابات في التاريخ. استعمل ستالين أسلوب التضليل والخداع، فتوهم الجيش الألماني أن الدبابات السوفيتية لا تتعدى ال1200 دبابة لكنهم أذهلوا بعدد الدبابات السوفيتية الهائل والتي صنعها ستالين بفضل خطة التصنيع السريع التي وضعها، فقد وصل عدد الدبابات السوفيتية إلى أكثر من 5500 دبابة. ولم يتوقع الألمان هذا العدد الهائل من الدبابات فقد كانو يظنون أن الترسانة السوفيتية مدمرة، لكن الدبابات السوفيتية كانت من طراز تي-34 وهي ضعيفة مقارنة بدبابة التايغر الألمانية العملاقة. لكن بفضل التكتيك الذي وضعه جوكوف وستالين تمكن السوفيت من إلحاق الخسائر الثقيلة بالألمان وخسر الألمان 2000 دبابة من أصل 2700 أي 15% من ترسانة الجيش الألماني وخسروا أكثر من 200,000 جندي مابين قتيل وجريح وأكثر من 700 طائرة، أوقفت هذه المعركة التقدم الألماني دون رجعة، وتحول الموقف لصالح السوفيت كما رفعت من معنوياتهم وبدأوا بالزحف نحو برلين. وتوالت بعدها الانتصارات لصالح السوفيت، ففي نهاية عام 1943 استرجع السوفيت نصف الأراضي التي احتلها الألمان سنة 1941، وفي نوفمبر 1943 التقى ستالين بـ تشرشل وروزفلت في مؤتمر طهران وناقشوا بشأن تحرير أمريكا لفرنسا. وفي منتصف 1944 وصل السوفيت إلى حدود ألمانيا الشرقية بعد عملية باغراتيون وتحرير دول البلطيق، وتمت هذه الحملة بتخطيط المارشالات السوفيت وبإشراف ستالين، وانتهت بخسارة ألمانيا لمليون جندي بين قتيل وأسير وتحرير بولندا ودول البلطيق والوصول إلى حدود ألمانيا.

### ستالين ومقتل ابنه أثناء الحرب
في بداية الغزو الألماني للاتحاد السوفيتي عام 1941 وقع ابن ستالين الأكبر ياكوف ستالين أسيرا بيد القوات الألمانية وكان ملازما في الصفوف الأمامية حينها، بعدها اتصل الألمان بستالين لعقد صفقة تبادل أسرى. ونصت الصفقة على إطلاق سراح ابن ستالين بشرط إطلاق سراح فريديك باولوس قائد الجيش الألماني السادس، لكن ستالين رفض أن يميز ابنه على الآخرين وقال :(جميع جنود الجيش الأحمر هم أبنائي ولن أبدل الملازم بالمارشال)، بعد أن سمع الألمان برفض ستالين لصفقة التبادل، قاموا بإرسال ابنه إلى معتقل زاخسنهاوزن الواقع شمالي برلين، وهو معتقل محاط بسياج مكهرب ارتفاعه نحو 3 أمتار لمنع هروب النزلاء وفي مساء الأربعاء 14 نيسان 1943، حاول ياكوف الهرب وقفز من نافذة المعسكر وعندما حاول القفز من السياج الكهربائي اكتشفه أحد الحراس وأطلق عليه النار فسقط قتيلا.

### الانتصار النهائي في الحرب
| يوسف ستالين | قضيتنا عادلة والنصر لنا . _ يوسف ستالين | يوسف ستالين |

في نيسان/أبريل 1945 كانت ألمانيا النازية في آخر أيامها وكان هناك سباق بين الحلفاء على احتلال أكبر قدر من مساحة ألمانيا، وقبل دخول السوفيت إلى برلين كانت هناك أوامر بقصف المناطق العسكرية في المدينة وهي : وسط برلين وجسور شبري، وشمال برلين ومحطة قطارات شتاتين.
ثم جاءت الأوامر العليا من ستالين بقصف المواقع العسكرية في برلين حيث قال :(اقصفوا عاصمة ألمانيا الفاشية)
قام أحد المراسلين الحربيين السوفيت بالتعليق على المعركة بأسلوب الصحافة الروسية الحماسي المعروف أثناء الحرب العالمية الثانية، عندما أصبحت برلين في مدى قذائف المدفعية السوفيتية وقال : عندما بدأ القصف نظرت في الساعة فكانت 8:30 صباحًا، يوم 22 أبريل. وسقطت ستة وتسعون قذيفة مدفع على وسط برلين خلال بضع دقائق.
بعد القصف العنيف اجتاح السوفيت المدينة واندلعت اشتباكات طاحنة وكانت الخسائر ثقيلة من الطرفين وفي يوم 30 ابريل 1945 انتحر هتلر مع حبيبته إيفا براون وقبل انتحاره كان قد سمم كلبته بلوندي. وأحرقت جثته مع جثة إيفا وتم دفنهما في باحة قصر المستشارية وكان السوفيت لايبعدون عن مبنى المستشارية سوى 3 أميال. وقال ستالين متصلا بجوكوف : عند حلول الفجر أود سماع أن أسطورة الرايخ قد انمحت، بعدها استسلمت القوات الألمانية. وعثر السوفيت في باحة خلف قصر الرايخ بقايا جمجمة يشتبه بأنها لهتلر وبالرغم من عثور السوفيت على رفات هتلر إلا أن ستالين لم يقتنع بأن عدوه اللدود قد مات فعلا، وبالرغم من الانتصار السوفيتي الحاسم على النازية. إلا أن الخسائر كانت جسيمة، هناك جدل حول إحصائية القتلى السوفيت في الحرب العالمية، إلا أن التقدير هو 10 ملايين عسكري و18 مليون مدني، ليصبح المجموع 28 مليون فضلا عن انهيار الاقتصاد والبنية التحتية.

## فترة ما بعد الحرب

### الاستيلاء على أوروبا الشرقية وبداية الحرب الباردة
بعد انتهاء الحرب العالمية اجتمع الرئيس الأمريكي، فرانكلين روزفلت، ورئيس الوزراء البريطاني ونستون تشرشل، مع يوسف ستالين، في منتجع يالطا على البحر الأسود في فبراير عام 1945 لرسم مستقبل القارة الأوروبية وتحديد مناطق النفوذ فيها بعد انتهاء الحرب، وبسبب المجهود الحربي الذي قدمه السوفيت في تحرير أوروبا الشرقية من السيطرة النازية، أصبح للأحزاب الشيوعية شعبية في هذه البلدان فأصبحت كل من المجر وبلغاريا ورومانيا وهنغاريا والبانيا ويوغسلافيا وبولنداشيوعية. وأصبحت كل دول أوروبا الشرقية دولا شيوعية، بينما كانت دول أوروبا الغربية دولا رأسمالية فانقسم العالم إلى معسكرين؛ هما المعسكر الشرقي والذي يضم الصين ودول أوروبا الشرقية بقيادة الاتحاد السوفيتي والمعسكر الغربي الذي يضم دول أوروبا الغربية بقيادة الولايات المتحدة وبعض البلدان تم تقسيمها مثل كوريا التي انقسمت إلى شمالية وجنوبية وفيتنام جنوبية رأسمالية وشمالية اشتراكية، وألمانيا التي انقسمت إلى غربية رأسمالية وشرقية اشتراكية وقد حاولت الولايات المتحدة توحيد ألمانيا إلى دولة رأسمالية واحدة عام 1948 وهو الأمر الذي أغضب ستالين وقام بضرب حصار بري على ألمانيا الغربية والمعروف بحصار برلين أما الولايات المتحدة فقد منعت تصدير الفحم إلى ألمانيا الشرقية، إلى أن تمت تسوية الخلافات بين الطرفين عام 1949 يعد حصار برلين أول مواجهة جدية بين الاتحاد السوفيتي والولايات المتحدة ومنذ ذلك الوقت بدأت الحرب الإعلامية وسباق التسلح بين المعسكرين الشرقي والغربي إلى أن انتهى الصراع بانهيار الاتحاد السوفيتي عام 1991 وانتصار الولايات المتحدة.

### امتلاك القنبلة الذرية
بعد الانتصار على النازية كان الجميع يحتفل في الاتحاد السوفيتي بمناسبة النصر ووضع ستالين خطة خمسية جديدة من أجل النهوض بالبلاد وتعويض مادمرته الحرب، لكن ستالين كان همه الوحيد هو الحصول على القنبلة الذرية كـتلك التي يمتلكها الأمريكيون، وبعد وصول ترومان إلى السلطة في الولايات المتحدة أصبح الكره متبادلا بينه وبين ستالين إلى درجة أن ستالين كان في مؤتمر بوتسدام. كان يدخن سيجارة تلو الأخرى حتى لا يضطر إلى الحديث مع ترومان، فضلا عن تشجيع جوكوف لستالين في امتلاك القنبلة الذرية وبفضل العلماء السوفيت ومنهم إيغور كورشاتوف تمكن من تشكيل فريق من العلماء لصنع القنبلة الذرية؛ وبإشراف لافرينتي بيريا وستالين تمكنوا من صنعها، وفي يوم 29 أكتوبر من عام 1949 في تمام الساعة السابعة صباحا تم تفجير أول قنبلة ذرية سوفيتية في منطقة معزولة في صحراء كازاخستان. صدم هذا الخبر الحكومة الأمريكية التي لطالما قالت بأن النووي سيبقى حكرا على الولايات المتحدة .

## ستالين والثورة الصينية وماو تسي تونغ

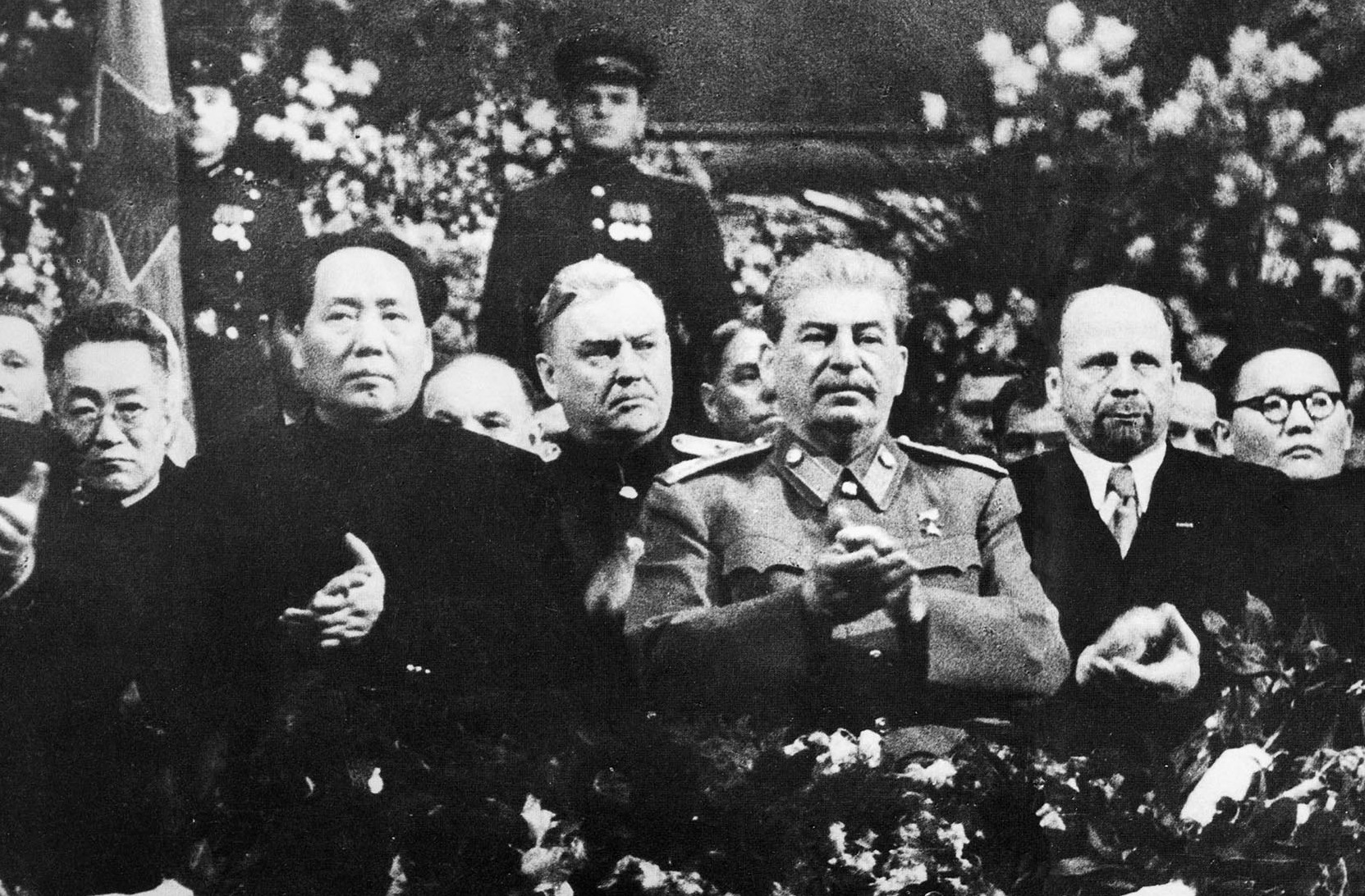
ستالين مع ماو تسي تونغ 1949 في عيد ميلاد ستالين ال70

كان هناك احتكاك بين ستالين وماوتسي تونغ، وقد نصح ستالين ماو بالتحالف مع تشان كاي شيك لكنه لم يكن يعلم بكره تشان كاي شيك للشيوعيين ومعاداته لهم. وعندما أخبره ماو بذلك قرر ستالين دعم الحزب الشيوعي الصيني وماو؛ لكن الدعم كان محدوداً لأن ستالين لم يكن يؤمن بنجاح الثورة ضد الكومينتاغ؛ وبعد انتصار الثورة كانت تركستان لا تزال تحت سيطرة الكومينتاغ وقد عانى أهل تركستان من العبودية تحت سيطرة تشان كاي شيك، فقام ستالين بدعم مسلمي تركستان بالمال والسلاح من أجل التحرر، وكان على اتصال مع زعيم التركستانيين قاسم اهميتجان، وبعد انتصار الثورة بأربعة أشهر في ديسمبر 1949، زار ماو تسي تونغ الاتحاد السوفيتي والتقى بـستالين وأبرم الاثنان معاهدة صداقة وتحالف وتطورت العلاقة بين ستالين وماو ووصلت إلى مستوى عال عندما اندلعت الحرب الكورية عام 1950 وقدم ستالين الدعم للصين ولكوريا الشمالية

## ستالين والحرب الكورية

### تقسيم الكوريتين بعد الحرب العالمية

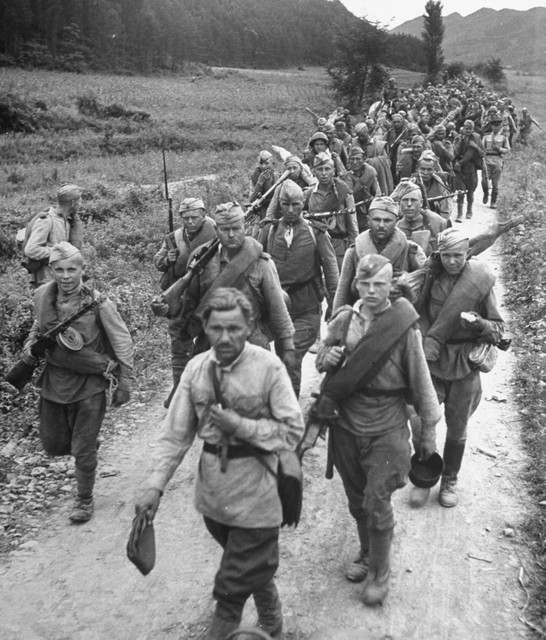
جنود سوفييت وهم يدخلون إلى كوريا في أكتوبر 1945

كانت اليابان تسيطر على كوريا لكن في 10 أغسطس 1945 ومع استسلام اليابان الوشيك لم تكن الحكومة الأمريكية واثقة من التزام السوفيت باقتراح الولايات المتحدة، حيث أنه قبل ذلك بشهر قام كل من الكولونيل دين راسك وبونستيل -و في جلسة مقتضبة دامت حوالي نصف ساعة- برسم الخط الفاصل بين القوات الأمريكية والسوفيتية عند خط عرض 38، متخذين خريطة لمنظمة ناشيونال جيوغرافيك كمرجع لهم وقد علق راسك - الذي أصبح وزيرا للخارجية بعد ذلك - معللا ” أن القوات الأمريكية المتواجدة هناك تواجهها صعوبات تتمثل في عاملي الزمان والمكان مما يعوق أي تقدم نحو الشمال دون أن تسبقهم القوات السوفيتية ” ، وقد أوضح التاريخ أن السوفيت قد أوفوا بالتزاماتهم وتوقفوا عند خط عرض 38 رغم قدرتهم على احتلال كل الأراضي الكورية، وقبل السوفيت هذا التقسيم مع القليل من التساؤلات لدعم موقفهم في التفاوض بشأن أوروبا الشرقية.
وطبقا لهذا التقسيم قام اليابانيون شمال هذا الخط بالاستسلام للاتحاد السوفيتي وفي الجنوب للقوات الأمريكية. وهكذا ودون استشارة الكوريين تقاسمت القوتان العظيمتان شبه جزيرة كوريا لتتحول إلى منطقتي احتلال واضعين الأساس لحرب أهلية لا مناص منها. ورغم أن السياسات والأفعال التي تمت قد ساهمت في ترسيخ الانقسام كان أول قرار اتخذه الأمريكيون هو إعادة عدد كبير من الإداريين اليابانيين ومساعديهم الكوريين الذين كانوا في السلطة أثناء الفترة الاستعمارية، كما رفضت الإدارة الأمريكية الاعتراف بالتنظيمات السياسية التي أنشأها الشعب الكوري، وقد أدت هذه الإجراءات الغير مفهومة والغير شعبية بالنسبة للكوريين الذين عانوا من الاضطهاد الياباني الرهيب إلى عدد من الانتفاضات والاحتجاجات الشعبية والعمالية.
اتفق الجانبان الأمريكي والسوفيتي في ديسمبر 1945 على إدارة البلاد بما وصف باللجنة الأمريكية السوفيتية المشتركة - والتي خرج بها اجتماع موسكو لوزراء الخارجية - وأنه بمرور 4 سنوات من الحكم الذاتي تحت الوصاية الدولية ستصبح البلاد حرة مستقلة، وبالرغم من أن كلا من الولايات المتحدة والاتحاد السوفيتي قد اتفقا على أن كل قسم سوف يحكم تحت قيادة الكوريين إلا أن كل قوة عملت على إقامة حكومة موالية لأيدلوجيتها السياسية

### ستالين وبداية الحرب الكورية

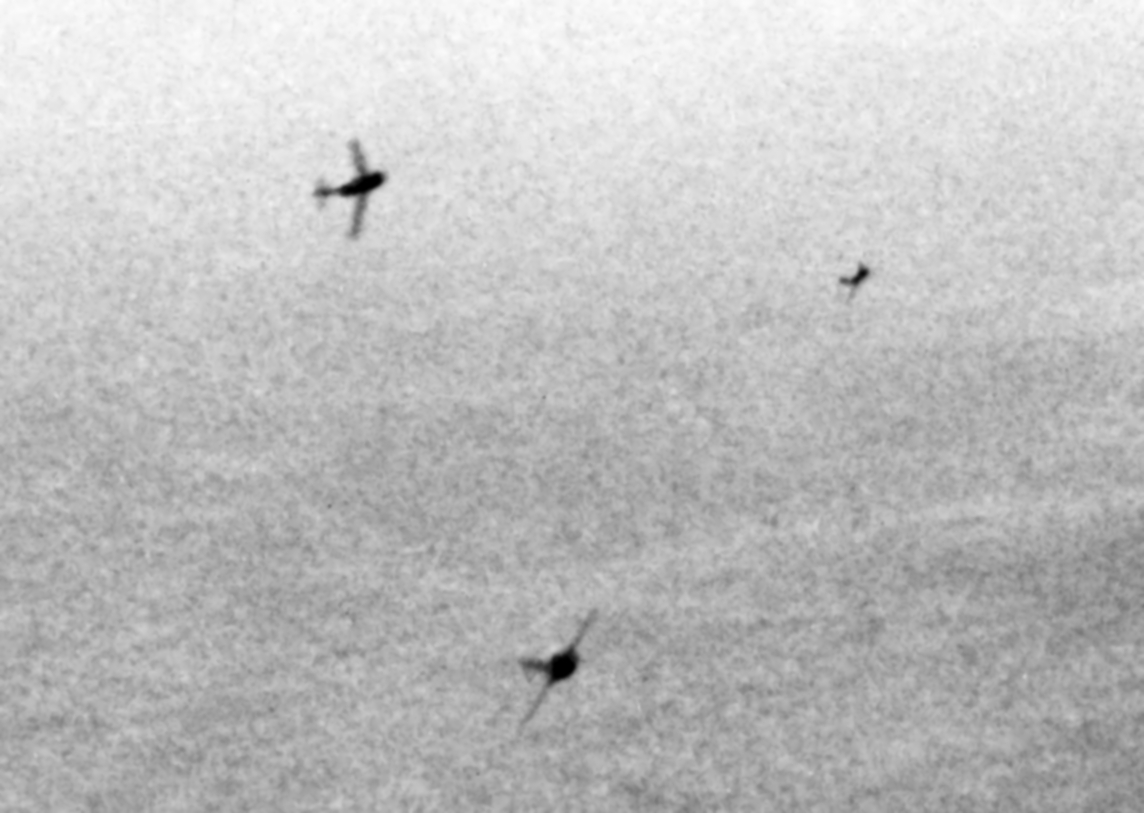
طائرات سوفيتية في السماء الكورية 1951

تنافس كل من ريي وكيم ايل سونغ على توحيد شبه الجزيرة الكورية مواصلين الهجمات العسكرية على طول الحدود خلال الفترة من 1949 حتى أوائل 1950 لكن الشمال غير طبيعة الحرب من مجرد مناوشات على الحدود إلى حرب أهلية واسعة النطاق، في منتصف 1949 عمل كيم ايل سونغ على تحريك القضية بمساعدة ستالين موضحا أن الوقت قد حان لتوحيد شبه الجزيرة الكورية فقد كان في حاجة إلى الدعم السوفيتي كي ينفذ بنجاح خططه العسكرية بعيدة المدى في ظل طبيعة جبلية وعرة لشبه الجزيرة الكورية. لكن ستالين كقائد للكتلة الشيوعية ومصدر للإمدادت التي يحتاجها كيم رفض إعطاءه الإذن مبديا قلقه ازاء نقص الاستعدادات النسبية للقوات الكورية الشمالية واحتمال تدخل الولايات المتحدة.
وعلى مدار السنة التالية عملت قيادة كوريا الشمالية على تشكيل جيش هائل كآلة حرب هجومية على النمط السوفيتي تم تدعيمها مبدئيا بتدفق الكوريين الذين خدموا في جيش تحرير الصين الشعبية منذ الثلاثينيات. وببلوغ عام 1950 كان جيش كوريا الشمالية مسلحا بأسلحة سوفييتية تمتعت بتفوق جوهري في كل فئات المعدات العسكرية مقارنة بكوريا الجنوبية. وبحلول 30 يناير 1950 أبلغ ستالين كيم عبر التلغراف عن نيته في مساعدته في خطته بشأن توحيد شبه الجزيرة الكورية أعقبها مفاوضات اقترح فيها ستالين إمداده ب 25,000 طن من الرصاص سنويا على الأقل في دعمه أثناء الحرب. وبعد زيارة أخرى قام بها كيم لموسكو في شهري مارس وأبريل وافق ستالين على الهجوم، بدأت الحرب بتقدم لصالح كوريا الشمالية وتم تقريبا احتلال كوريا الجنوبية التي أوشكت على السقوط لكن تدخل الولايات المتحدة غير مجرى الأحداث فأصبحت الأفضلية لصالح كوريا الجنوبية والولايات المتحدة واحتلوا العديد من المناطق في كوريا الشمالية. بالرغم من مقاومة الشرسة للجيش الكوري الشمالي إلا أن كوريا لشمالية أوشكت على السقوط، وهنا تدخل ستالين وماو تسي تونغ فقام ماو بإرسال مليون جندي صيني إلى كوريا للقتال فضلا عن العديد من الطائرات والدبابات وقد توفي أحد أبناء ماو تسي تونغ أثناء الحرب، أما ستالين فقد أدرك أن تقدم الولايات المتحدة كان بفضل سلاح الجو الأمريكي في حين كان سلاح الجو الكوري الشمالي قد تدمر بالكامل؛ فقام ستالين بدعم كوريا الشمالية بـ 700 طائرة نفاثة مع طياريين سوفييت محترفين لقيادتها، وكان الأمر سريا فلم يعلم الأمريكيون بتدخل السوفيت إلا في نهاية الحرب. وكانت هناك تعليمات صادرة من القيادة العليا بأن يبقى الطيارون السوفيت على الحدود، ومن هناك يقومون بعملياتهم حتى لايتم أسر أحدهم وبالتالي كشفهم، وكان السوفيت يركبون طائرات سوفيتية لكنها مطلية بالعلم الكوري حتى لايتم كشفهم. وفي أول معركة جوية بين السوفيت والأمريكيين استطاع السوفيت من إسقاط 17 طائرة مقاتلة و10 طائرات حاملة. الأمر الذي جعل الطائرات الأمريكية تخاف من التحليق فوق الأراضي الكورية الشمالية لشهر كامل، لكن لاحقا تم الكشف أن الطياريين المشاركيين هم سوفييت عن طريق سماع الطياريين الأمريكيين للنداءات بين قادة السرب السوفيتي وهم يتحدثون اللغة الروسية عن طريق اللاسلكي، لكن القيادة الأمريكية أرادت بقاء الأمر سرا دون معرفة الرأي العام بمشاركة السوفيت حتى لا تندلع حرب نووية بين الطرفين. بعدها اشتد الصراع بين الكوريتيين ولم يتغير الأمر إلا بعد وفاة ستالين عام 1953. عندها توصل الطرفان إلى هدنة.

## ستالين وتصفية القوميين اليهود

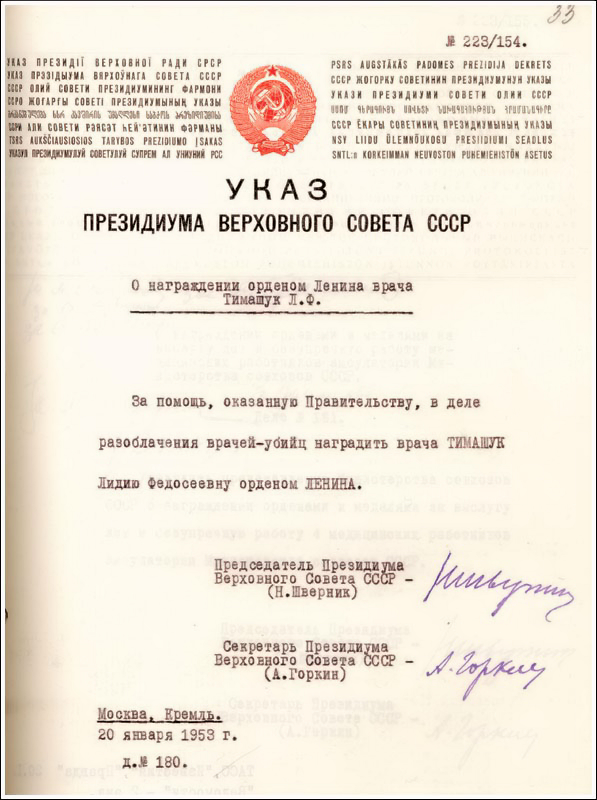
ملف خاص بمؤامرة الأطباء اليهود

كان ستالين من المؤيدين للسلم بين العرب واليهود في فلسطين إلا أن موقفه تغير لاحقا. وفي 26 من شهر آذار/ مارس عام 1947 تدهورت حالة ستالين الصحية وارتفعت درجة حرارتة وكان يسعل دما. بعدها تم كشف أن ستالين مسموم، وعندما تم التحقيق مع الكادر الطبي اعترف أحد الأطباء بتسميمه لستالين عن طريق دسه السم في أحد الحقن واعترف الطبيب أنه كان موجها من المخابرات الأمريكية. وبعد التعافي علم ستالين بمؤامرة الأطباء اليهود؛ وفي يناير 1948 أعلنت وكالات الإعلام في الاتحاد السوفيتي عن كشف ما يسمى بمؤامرة الأطباء اليهود الذين أرادوا تدمير القيادة السوفيتية وكان أغلب الأطباء المتهمين من المؤيدين للقومية (معتنقين للصهيونية) اعترفوا بالتخطيط والقيام بحملة اغتيالات سرية طالت القيادة السوفيتية وقتل شخصيات بارزة في الاتحاد السوفيتي كالكاتب الكسندر شتشيرباكوف (توفي عام 1945) واندريه زادنوف (توفي عام 1948) وتسميم ستالين (1947) لكنه نجا باعجوبة فضلا عن القيام بعمليات تجسس لصالح الاستخبارات الأمريكية، وقد أغضبت هذة المؤامرة ستالين فقرر القيام بحملة لتصفية كل القوميين اليهود (مؤيدي الصهيونية) في الاتحاد السوفيتي ونعتهم بالقوميين البرجوازيين والعملاء، وفي نوفمبر 1948 شنت السلطات السوفيتية حملة تصفية لليهود القوميين في الاتحاد السوفيتي فتم إغلاق متحف الطبيعة اليهودي في فيلينوس ومتحف الانثوغرافية الذي أنشأه اليهود الجورجيون سنة 1933 اغلق في نهاية 1951 وفي بيروبيجان تم إغلاق المؤسسات الثقافية التي يديرها القوميون اليهود كما تم اعتقال العديد من الأدباء والكتاب المؤيديين للقومية اليهودية وتم إغلاق المدارس التي تدرس باللغة العبرية وفي 1 ديسمبر 1952 أعلن ستالين خلال جلسة المكتب السياسي : إن كل قومي يهودي هو جاسوس للمخابرات الأمريكية. وقد غير ستالين رأيه بخصوص القضية الفلسطينية - اليهودية حيث قال : إن إنشاء دولة يهودية قومية في الشرق الأوسط، سيعني زرع بؤرة حرب دائمة هناك

## وفاته
في الأول من مارس 1953، وخلال مأدبة عشاء بحضور وزير الداخلية السوفيتي لافرينتي بيريا و«خوروشوف» وآخرون، تدهورت حالة ستالين الصحية ومات بعدها بأربعة أيام. تجدر الإشارة أن المذكرات السياسية لـ «مولوتوف» والتي نُشرت في عام 1993 تقول أن الوزير «بيريا» تفاخر لـ «مولوتوف» بأنّه عمد إلى دسّ السم لستالين بهدف قتله. وقد ذكرت المصادر الرسمية أن وفاته كانت نتيجة جلطة دماغية.

### شهادة خروتشوف

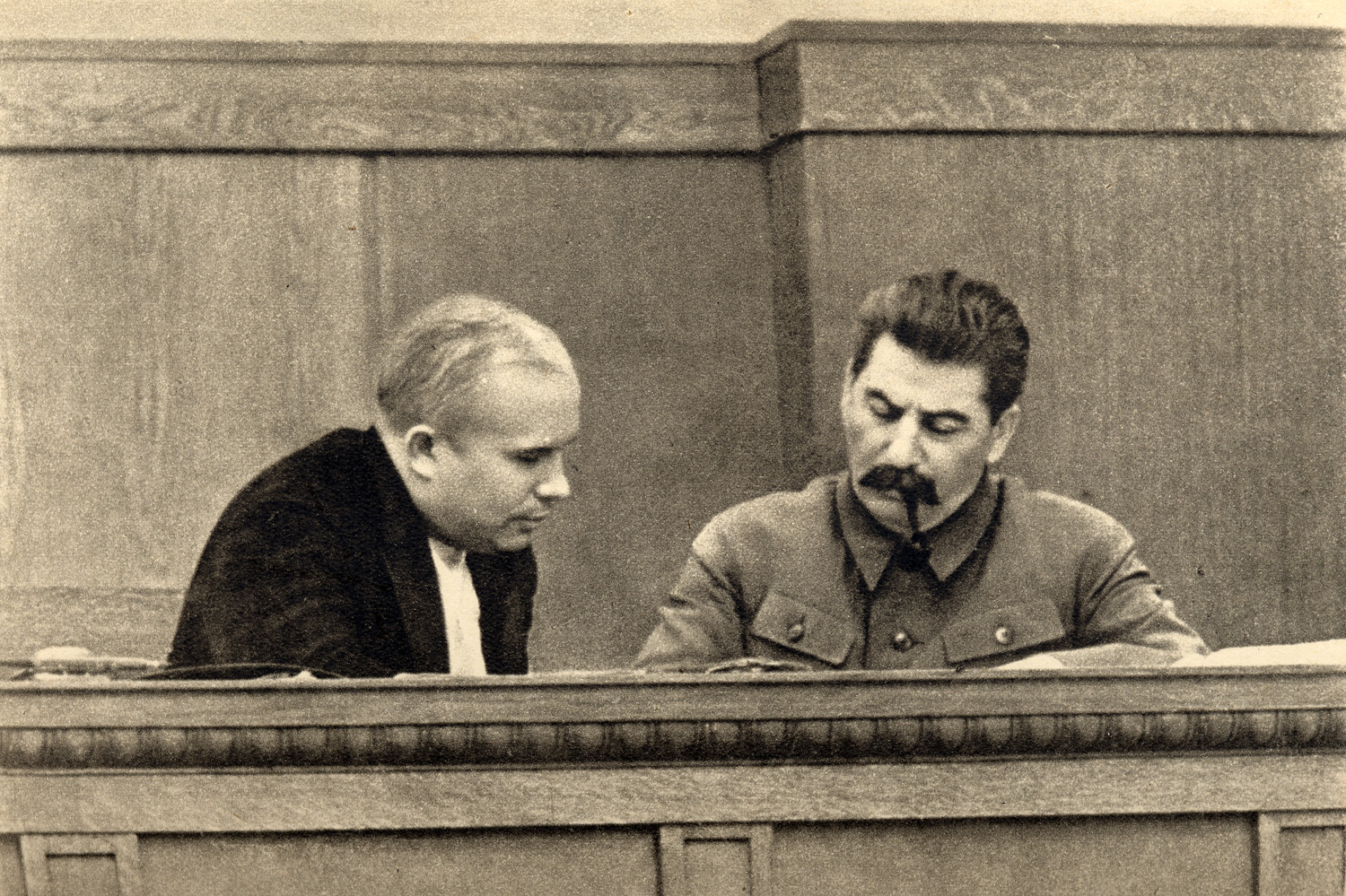
ستالين مع خروتشوف 1936

يقول خروتشوف: في شباط، عمل ستالين طويلاً في مكتبه في الكرملين. في الليل، وعلى عادته، شاهد فيلمًا (وكان ذلك من أهم هواياته المفضلة) برفقة بيريا، مالينكوف، خروتشوف وبولغانين. بعدها ذهب الجميع لتناول الحساء – وهذا تقليد آخر شبه يومي – في بيت ستالين الريفي في كونتسيو.
وحسب رواية خروتشوف، انتهى العشاء قرابة الساعة الخامسة أو السادسة صباحًا: "كان ستالين مزاجه رائعًا. وهكذا، بعد هذه "الجلسة"، عدنا إلى منزلنا
سعداء، في اليوم التالي، الأحد في الأول من آذار، «وهو عادة يوم عطلة»، أمضى خروتشوف نهاره في منزله، بانتظار تلقي مخابرة من «الزعيم» كما يحصل كل يوم. وانتهى نائمًا حين استيقظ فجأة في الليل على صوت رنين الهاتف، وكان مالينكوف يعلمه أن حرس ستالين ومرافقيه شعروا أن ثمة شيء ما أصابه.
وكان مالينكوف قد أبلغ أيضًا بيريا وبولغانين. بعدها انتقل خروتشوف بسيارته إلى البيت الريفي في كونتسيو حيث التقى معاونيه. وقال له الحرس إنهم كانوا قد أرسلوا خادمة ستالين ماتريونا العجوز لتحصل على أخبار منه. فوجدته واقعًا خارج سريره نائمًا على الأرض. حينها، مدده الحرس على أريكة في الغرفة المجاورة. وفي رواية خروتشوف أن الحرس اعتقدوا أن ستالين كان ثملاً: "حين علمنا بالأمر، قررنا أنه من غير اللائق أن نظهره (ستالين) في هذه
الحال المزرية وغير اللائقة". وعاد كل واحد إلى منزله. بعد ساعات، في الساعات الأولى من فجر آذار، عاود مالينكوف الاتصال بخروتشوف ليقول له إن الحرس عاودهم القلق الشديد من جديد. خروتشوف، بيريا، مالينكوف، ونيكولاي بولكانين وأيضًا كاغانويتش ووروشيلو عادوا من جديد إلى المنزل الريفي في كونتسيو بعد استدعائهم بواسطة التلفون، وكانوا قد اتصلوا بأطباء. تقرر أن حالة ستالين سيئة وخطيرة، وقرر حينها مساعدوه الستة الكبار تنظيم حراسته من أربع وعشرين ساعة على أربع وعشرين، اثنين اثنين ومداورة، قرب سريره.

### شهادة حارسه الخاص
أما رواية حارس ستالين الخاص فتختلف عن رواية خروتشوف في نقاط عدة. حسب قول ألكسندر ريبين، غادر خروتشوف والمعاونون الآخرون منزل ستالين الريفي في الأول من آذار الساعة الرابعة فجرًا بعد أن تناولوا بضع كؤوس من عصير الفاكهة. عند الظهر، بدأ الحارس الخاص أمام باب ستالين يقلق لعدم سماعه أي حركة من ناحية مسكنه، وكان ممنوعًا بشكل قاطع أن يصعد أحد ليرى ستالين من دون أن يكون مدعوًا مسبقًا.
قرابة الساعة السادسة والنصف مساء، أضيء النور في مكتبه، اطمأن الجميع بانتظار مكالمة منه. كان الوقت يمرُّ من دون أن يعطي ستالين أي إشارة. قرابة الساعة الحادية عشرة ليلاً، وصل القلق إلى أقصى درجاته، لكن ما من أحد كان يجرؤ على فتح بابه. أخيرًا، أعطى وصول البريد الخاص من الكرملين إلى المنزل الريفي حجة للمفوض لوزغاتشيف بأن يدخل إلى غرفة ستالين؛
وجده ممدًا على سجادة بالقرب من مكتبه. كان عاجزًا عن الكلام، من دون أن يفقد الوعي. وأشار ستالين برأسه بالإيجاب حين سأله الحرس إذا كان ممكنًا أن ينقلوه إلى الأريكة. بعدها تم الاتصال تلفونيًا بوزير أمن الدولة انياتيا، ونصح هذا الأخير باستدعاء بيريا أو مالينكوف.
لم يتمكنوا من إيجاد بيريا؛ ومن دونه، لم يصل مالينكوف إلى قرار. أخيرًا، عُثِر على بيريا وكان في واحدة من الشقق التي يمتلكها. أعطى أمرًا إلى الحرس بعدم التصريح بالموضوع إلى أي كان، مشيرًا إلى أنه قادم مع أطباء. لم يصل قبل الساعة الثالثة فجرًا، يوم الاثنين آذار، ولم يكن برفقته إلا مالينكوف. وكان ستالين يبدو حينها وكأنه يغط في نوم عميق. واتَّهم بيريا الحرس بأنهم اختلقوا قصصًا من لا شيء، وعلى الرغم من اعتراضات لوزغاتشيف
على كلامه مؤكدًا أن ستالين شديد المرض، غادر بيريا بصحبة مالينكوف. ولم يظهر معاونو ستالين في منزله الريفي قبل الساعة التاسعة صباحًا، وكانوا بصحبة أطباء. وأُعطيت له أول الاسعافات الأولية، قرابة عشر ساعات بعد اكتشاف إصابته بالمرض، وكان نزيفًا في الدماغ.

### شهادة ابنة ستالين
وصلت ابنة ستالين إلى المنزل الريفي في كونتسيو في صباح الثاني من آذار وقد وصفت اللحظات الأخيرة من حياة والدها بالكلام الآتي: «كان النزيف قد اجتاح دماغه. بدأ وجهه يزداد اصفرارا وفي لحظة، قبل النهاية، فتح فجأة عينيه ليضم بنظره كل من كان حوله. كنت انظر إلى عينيه وكانت نظرته الاخيرة وبدا فيها وكأنه يحس بحزن عميق، وفجأة، - حصل ما لم أفهمه وما لا أفهمه حتى اليوم من دون قدرتي على نسيانه – في اللحظة الاخيرة رفع ستالين يده اليسرى، وكأنه يملي علينا أمرًا ما من فوق، وكانه يريد الإشارة إلى أحدنا لكن سقطت يده ومات».

### الرواية الرسمية
مع اعتراف سفيتلانا أنه لم يكن ممكنًا إنقاذ والدها في تلك اللحظة إلا أنها اتهمت بيريا وألقت عليه كامل المسؤولية في تأخيره من دون أن تشير إلى أحد غيره من أعضاء الحرس والمسؤولين، وقالت بأن بيريا قد تعمد في تأخير الأطباء بحجة أن الطريق تغطيه الثلوج. وذكَّرت أيضًا أنه تمامًا بعد موت ستالين، «سارع بيريا إلى البهو الخارجي. ولم يكسر الصمت الذي كان يخيِّم على الغرفة التي تجمع الكل فيها من حول سرير الميت إلا صوت بيريا العالي والمنتصر وقال بفرح : » كروستاليي، أعطني سيارتي!«، ثم أعطى أمرًا بمغادرة كل أعضاء الحرس والمرافقين الشخصيين لمنطقة كونتسيو حيث المنزل الريفي وهدد بيريا الجميع بالمعاقبة في حال اعترف أحدهم بأي تفصيل أو صرح بأي كلام معارض للرواية أو النسخة الرسمية وقال لهم: الرواية الرسمية كالتالي» قضى ستالين جرَّاء إصابته بنزيف دماغي حاد، الثلاثاء في الثالث من آذار عند المساء، حين كان يعمل في مكتبه في الكرملين «. هكذا تلقى الشعب السوفيتي نبأ مرضه في الرابع من آذار. وتلى البيان كلام يدعو الشعب السوفيتي إلى» إثبات وحدتهم وتضامنهم وقوة قلبهم وعزمهم في أيام المحنة
تلك«. بعدها، بدأ الراديو بث موسيقى كلاسيكية من أعمال جان سيباستيان باخ. بعد ثمان وأربعين ساعة، الجمعة آذار، وفي تمام الساعة الرابعة عند الفجر، سُمعت دقات على الطبول قبل الإعلان القدري: مات زميل لينين الوفي، مات حامل راية عبقريته وقضيته، المربي الحكيم وقائد حزبه الشيوعي والاتحاد السوفيتي الرفيق يوسف فيساريونوفيتش ستالين، في الخامس من آذار، في الساعة التاسعة وخمسين دقيقة، في موسكو».

### رواية الأطباء اليهود وخيانة بيريا
بالرغم من تعدد الروايات إلا أن هناك رواية تقول أن الأطباء القوميين اليهود الذين عمل ستالين على اجتثاثهم هم من قاموا بقتله، فبعدما قام هولاء الأطباء بتسميم ستالين سنة 1947 فشلوا في ذلك وعمل ستالين على الانتقام منهم بعدها جعل ستالين بيريا هو من يشرف على الكادر الطبي ضمانا لسلامته، لكن الأطباء الجدد لستالين كانو يتعمدون إهماله ويعطونه حقن وجرعات ذات تأثيرات سلبية على صحته، ويشير الأطباء المعاصرون على أن الجرعات التي كان يعطيها الأطباء لستالين تشكل خطراً على كبار السن وتساهم في نقص التروية للشرايين؛ أي أنها بعبارة أخرى تؤدي إلى حدوث جلطة دماغية سريرية. وعندما كان الكادر الطبي يشخص مرضه قاموا بحقنه بمادة الأدرينالين التي تسبب تشنجا في الأوعية الدموية وهذا أمر مرفوض أثناء الإصابة بالجلطة الدماغية مما أدى إلى تدهور الحالة الصحية لستالين. كل هذا يشير إلى أن الكادر الطبي الذي كان يعالج ستالين مكون من الأطباء اليهود الذين عمل ستالين على اجتثاثهم بلا هوادة، وكان يصفهم بجواسيس أمريكا وبالقوميين البرجوازيين، وبما أن بيريا هو الذي اختار هذا الكادر الطبي وهو الذي كان يشرف عليه فقد تم اتهامه بالتجسس لصالح الأمريكيين والخيانة العظمى لقتله لستالين وبعد فترة قصيرة تم تجريده من كل رتبه وإعدامه وقد توسل بيريا إلى خروتشوف وركع على أن يعفو عنه لكن بلا جدوى.

### صحة الروايات
يعتقد بعض المؤرخين أن التهم الموجهة لبيريا والروايات ملفقة من قبل خروتشوف ويرون أن خروتشوف اختلق هذه الروايات حتى يعدم بيريا بتهمة الخيانة وتصبح السلطة له فقط، خصوصاً أن خروتشوف قال في البداية أن ستالين كان يعاني من الأمراض وكان موته طبيعياً في الرواية الرسمية. لكن العائد إلى السجلات يجد أن ستالين كان يتمتع بصحة جيدة وقد قام ستالين بتخطيط للقلب في بداية عام 1950 ويظهر فيه أنه كان يتمتع بلياقة وصحة عالية، وأن خروتشوف اختلق رواية أن ستالين مريض حتى يبرر أن موته كان طبيعياً ويبعد الشكوك من حوله. في النهاية تضل قضية موت ستالين من الألغاز المعقدة التي لم تحسم حتى يومنا هذا.

### التحنيط ثم الدفن لاحقا
تم تجهيز جنازة كبرى لستالين، وحضرها مايقارب 3 ملايين شخص من شتى أنحاء الاتحاد السوفيتي من الفلاحين وعامة الناس وصولا إلى القادة الكبار في الحزب ومارشالات الجيش وقادته كما حضر جنازته عدد من القساوسة. بعدها تم نقل جثمان ستالين ووضعه بجانب جثمان لينين، وبقي بجانب لينين حتى 1961 بعدها حرك ودفن بالقرب من الكرملين.

## آراء حول ستالين
يعد يوسف ستالين من أكثر الشخصيات جدلا في التاريخ، ليس فقط بالنسبة لروسيا، بل بالنسبة للعالم أجمع. فهناك من يرى ستالين بطلا قاد شعبه نحو النصر على النازية، وحرر أوروبا، وأنقذ العالم من الخطر النازي، وقام بالنهوض بروسيا في كل النواحي الاقتصادية والسياسية والعسكرية، مما مكن روسيا من الانتقال من دولة زراعية إلى دولة عظمى، فضلا عن امتلاك القنبلة الذرية، والتي جعلت روسيا تتساوى في القوى مع أمريكا وبريطانيا، بينما يراه آخرون على أنه كان دكتاتورا قضى على كل معارضيه، بينما يرى آخرون أن ستالين شخصية لها سلبيات وإيجابيات مثل أي زعيم.

### وجهة نظر الروس لستالين

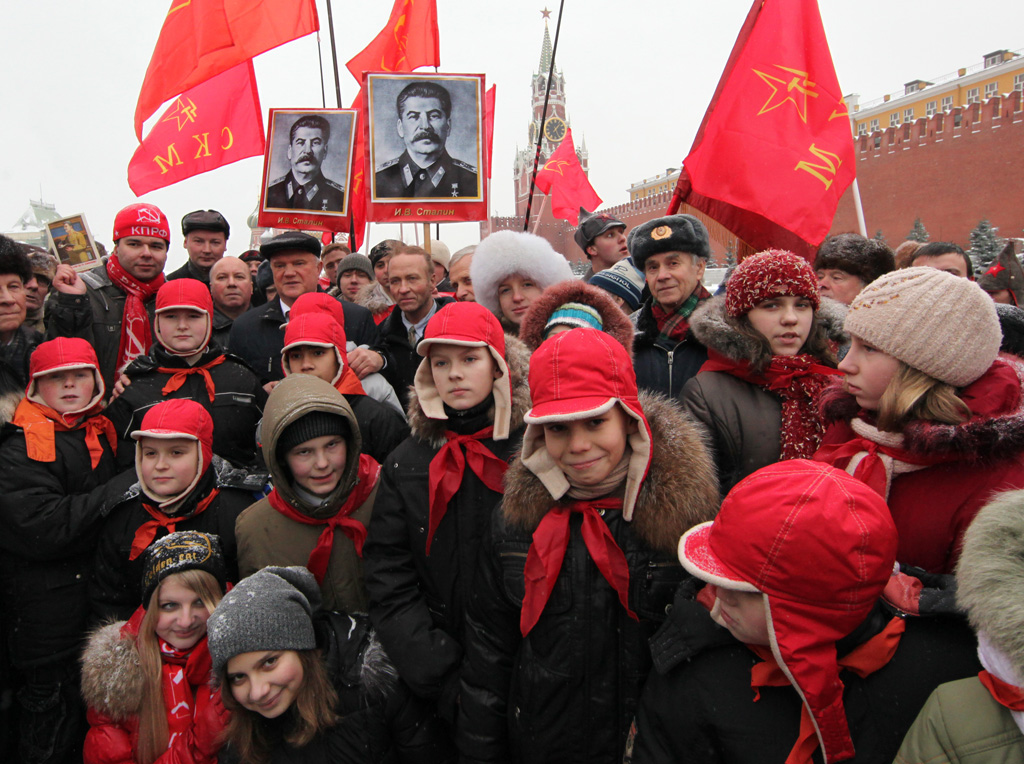
مجموعة من الشباب والصبية وهم يزورون قبر ستالين

أظهر استطلاع للرأي أجراه خبراء مؤسسة كارنيغي للسلام الدولي في روسيا، بمناسبة الذكرى الستين لوفاة الزعيم السوفيتي يوسف ستالين، أن ستالين يتقدم على سائر الشخصيات التاريخية الروسية في الشعبية.
وكانت شعبيته تدنت خلال حكم دميتري ميدفيديف المعروف بكرهه لستالين، ولكن شعبية ستالين عاودت ارتفاعها بعد أن عاد فلاديمير بوتين إلى قمة السلطة
الروسية في عام 2012. ويجدر بالذكر أن شعبية ستالين ارتفعت من 12 في المائة في عام 1989 إلى 49 في المائة في عام 2012.
وقال غالبية الروس الذين شملهم الاستطلاع إنهم يتفقون مع وجهة النظر التي تقرر بأن ستالين كان زعيماً حكيماً. وبيّن استطلاع آخر أجراه مركز ليفادا أن 49 في المائة من الروس رأوا أن ستالين لعب دوراً إيجابياً في حياة البلاد. وفي استطلاع آخر في عام 2008 قامت جامعة التاريخ الروسي التابعة لأكاديمية العلوم، بالإضافة إلى مؤسسة الرأي العام، بتنفيذ مشروع الهدف منه هو إجراء استطلاع عام لاختيار أعظم شخصية في التاريخ الروسي. ويمكن التصويت لأحد المرشحين الخمسين حتى نهاية العام الجاري على موقع خاص في شبكة الإنترنت. ويدخل ضمن قائمة المرشحين: القياصرة والقادة العسكريون الروس العظام والشخصيات السياسية والاجتماعية البارزة، والشعراء والكتاب المشهورون، وكذلك الموسيقيون المعروفون في جميع أنحاء العالم والعلماء البارزون. ما أثار ضجة كبيرة بالفعل هو أن الزعيم السوفيتي يوسف ستالين حصل على نسبة عالية من الأصوات وبذلك تم اعتباره ثالث أعظم شخصية حكمت روسيا حسب التصويت.

### وجهة نظر الجورجيين لستالين

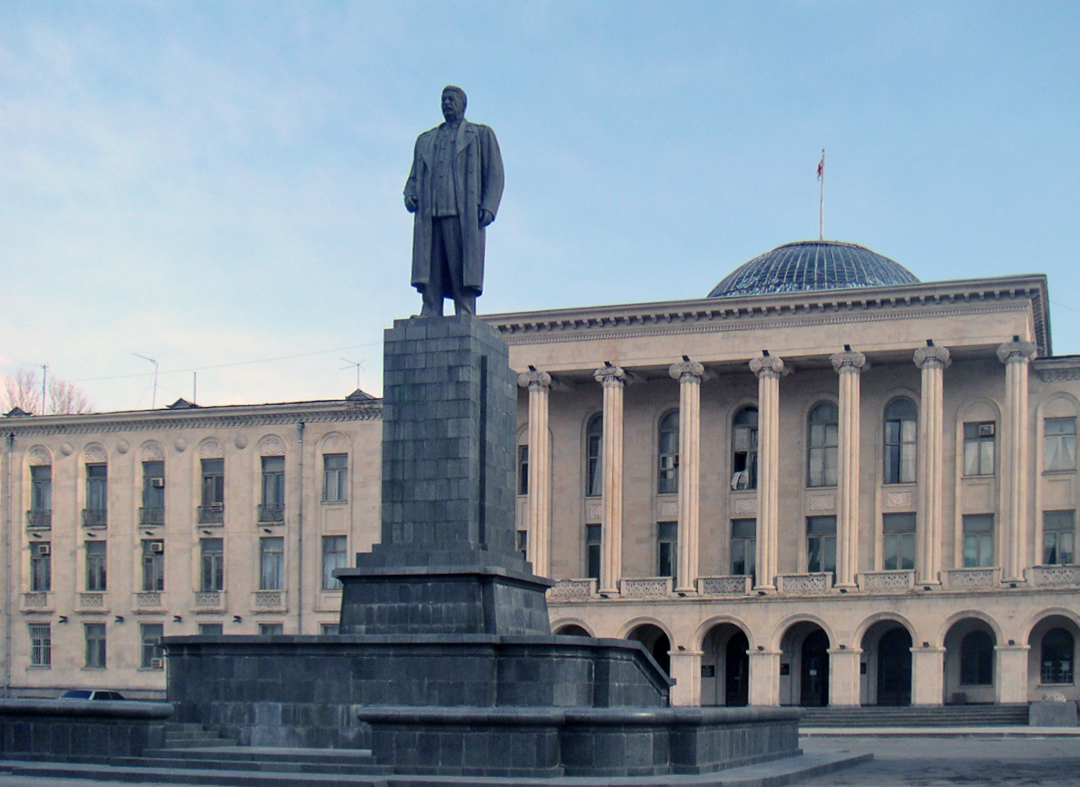
أحد تماثيل ستالين في غوري جورجيا

بالرغم من شعبية ستالين في روسيا. إلا أن شعبيته الكبرى هي في بلده الأم جورجيا حيث يعتبره أغلب الجورجيين البطل القومي لهم، ففي فبراير 2013 قام العديد من الجورجيين القيام بحملة لإحياء ذكرى ستالين سميت الحملة بـ «التاريخ لا يمكن أن يمحى بجرة قلم»، انطلقت لإعادة الاعتبار إلى الرجل الذي ينسب إليه كثيرون الفضل في تحقيق الانتصار على ألمانيا النازية، وبناء القوة الصناعية والعسكرية العظمى للاتحاد السوفيتي، وقد سجل الجورجيون أن العام 2013 كان سنة رد الاعتبار لواحد من أبرز زعمائهم القوميين على مر التاريخ، ففي الشهر الأول من العام أُعيد تمثالان لستالين إلى ساحتين
رئيسيتين في جورجيا. والحملة الشعبية تسعى إلى إعادة نُصُب كثيرة إلى الساحات العامة، بعدما علاها الغبار في مستودعات المتاحف حيث ظلت لعقدين
مُهمَلةً في زوايا مظلمة. يقول بدري غوغياشفيلي أحد الناشطين في الحملة: «اللحظة التاريخية مواتية كي نحتفي بالزعيم الجورجي الكبير، ولدينا حكومة جديدة تتفهم أهمية ذلك». كما قام الناشطون بجمع التبرعات لترميم التماثيل التي خُرِّبت جزئياً على مدى سنوات.
واحتفل ناشطو الحملة بعودة تمثال برونزي ضخم إلى الساحة الرئيسة في مدينته الأصلية غوري. وتنوي الحملة تكثيف نشاطها في آذار (مارس)، تزامنا مع إحياء الذكرى الستين لوفاة ستالين.

## إنجازاته
أخذ ستالين على عاتقه تحويل روسيا من بلد زراعي إلى بلد صناعي عن طريق خطط خمسية من أجل النهوض بالاقتصاد.

### الإنجازات في فترة 1929-1939 من ناحية الصناعة

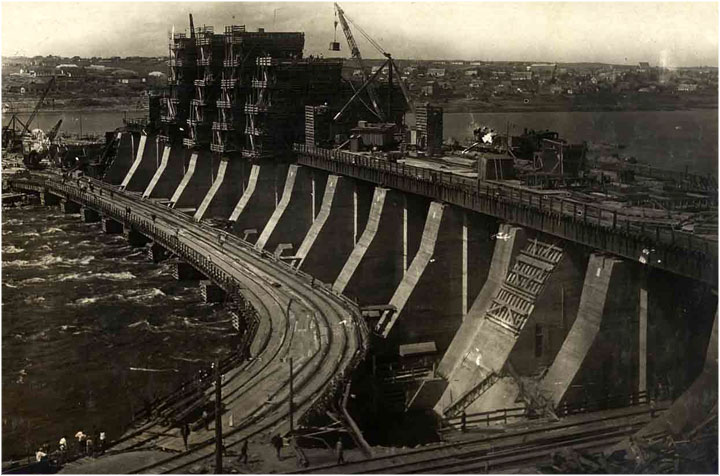
محطة دنيبروجيس الكهرومائية قيد التنفيذ في أوكرانيا 1934

- تم	تحديد نسبة نمو الإنتاج الصناعي للفترة ما بين 1934 و1939 ب 70%، بمعدل سنوي 12% تقريبا مع الأخذ بعين الاعتبار أن تكون الزيادة السنوية لأدوات الإنتاج بمعدل 13% والإنتاج الاستهلاكي 11%.
- زيادة الإنتاج مقارنة مع عام 1929 على النحو التالي :
- الحديد والصلب 76% .
- الفحم الحجري 43% .
- النفط 85% .
- الطاقة الكهربائية 80% .
- التوربينات البخارية 230% .
- التوربينات المائية 780% .
- الآلات الضخمة لمعالجة المعادن 260% .
- السيارات 20% .
- الجرارات الزراعية 19% .
- السماد 88% .
- الاخشاب 56%.
- الورق 46% .
- الأقمشة الصوفية 54% .
- الأقمشة القطنية 61% .
- الأحذية الجلدية 55% .
- اللحوم 92% .
- السكر 78% .
- الأسماك 58% .
- الزيوت النباتية 77% .
- المعلبات 210% .[49][50]

تأمين إمكانية تحقيق نسب النمو، مضاعفة نسبة التمويل مرتين ونصف مقارنة مع نسبة تمويل الأعوام 1924_1930 . فضلا عن تأمين إنشاء مصانع ومناجم ومحطات توليد جديدة بالإضافة إلى توسيع المنشآت القائمة .
فضلا عن توسيع إنتاج المعادن غير الحديدية. النحاس 90% الألومينيوم والزنك والرصاص 260% والنيكل 53% .
زيادة استخراج الغاز الطبيعي بنسبة 80% وكذلك الغاز المرافق لاستخراج النفط. وتوسيع وإنشاء مصانع الكيماويات المعتمدة على الغاز. وكذلك زيادة إنتاج آلات للصناعات الكيماوية ب3,3 ضعف إنتاج الخطة السابقة .
زيادة إنتاج آلات مصانع المواد الاستهلاكية ضعفين .
زيادة إنتاج سفن نقل الركاب ب2,9 ضعف وسفن النقل وصيد الاسماك ب 3,8 أضعاف .
التركيز على إنشاء مصانع ومناطق صناعية في جمهوريات البلطيق .
زيادة إنتاج مواد البناء بما لا يقل عن الضعفين مع تعزيز إنتاج مواد البناء المتقدمة التكنولوجيا .
زيادة إنتاج المواد الاستهلاكية ومنتجات الصناعات الخفيفة والصناعات الغذائية بما لا يقل عن سبعة أضعاف. وذلك بتوجيه التمويل إلى إنشاء المصانع الضرورية.

### من ناحية الزراعة
- تأسيس مزارع حكومية للخضراوات والبطاطا وكذلك لتربية المواشي اللبونة واللحمية، بجوار جميع المراكز الصناعية لتأمين احتياجات تلك المدن واختصارا لنفقات النقل والتخزين والتسويق.
- إيلاء اهتمام خاص بتأسيس مزارع الماشية في جمهوريات البلطيق .
- تأمين وتصميم أنواع جديدة من البذور، تمتاز بخصائص تتلائم مع الظروف الجوية ونوعية التربة وأسلوب الري سواء البعلي أو الصناعي، وكذلك ذات مردود إنتاجي أعلى. وذلك لمختلف المناطق المناخية.
- زرع ما لا يقل عن 2,5 مليون هكتار من الغابات، العمل على تجفيف المستنقعات وكذلك مكافحة التصحر وإيلاء أهمية خاصة لظاهرة تآكل التربة .
- إنشاء قنوات الري وتوزيع المياه وزيادة مساحة الأراضي المروية بنسبة 35% وكذلك تصميم وتنفيذ 35 ألف بركة وبحيرة صناعية على أراضي المزارع الحكومية .
- استصلاح الأراضي في منطقتي قناة تركمنستان وقناة لينين وبذرها بالاعشاب لجعلها مراعي مفتوحة للخراف والماعز. كذلك تأسيس مراعي قريبة من المزارع في منطقة آسيا الوسطى وكازخستان لاختصار مسافة نقل العلف .
- رفع مستوى مكننة الأعمال الزراعية إلى 95% وذلك إلى عام 1951، عن طريق تعزيز محطات تقديم الخدمات الممكننة ورفدها بالآليات الحديثة والعمال المهرة بحيث أصبحت كمية الزيادة المطلقة في المعدات الزراعية لأقل من 50% . توسيع شبكة محطات تقديم الخدمات الميكانيكية وكذلك تأسيس محطات جديدة في جمهوريات البلطيق .
- التركيز على تشييد المنازل والمؤسسات الخدمية والثقافية والمنشآت الإنتاجية في المزارع الحكومية .[50][52]

### من ناحية السلع والنقل والمواصلات
الاعتماد على زيادة إنتاج المواد الغذائية والبضائع الاستهلاكية وتأمين زيادة عرضها حسب النسب التالية . التلفزيونات 200%، الساعات 220 %، الثلاجات والغسالات والمكانس الكهربائية، أربع أضعاف. الموبيليا ثلاثة أضعاف، الأدوات المطبخية 250% .الملابس 80% .الدراجات الهوائية 350% ...إلخ .
زيادة عدد المطاعم بجميع درجاتها بنسبة 80%، وكذلك محلات عرض السلع بمختلف أنواعها وبناء عدد أكبر من المستودعات والثلاجات التخزينية.
زيادة حجم النقليات مقارنة مع عام 1929. في السكك الحديدية بنسبة 40% ، النقل النهري 80% ، النقل البحري 60% النقل البري 85% ، النقل الجوي 200% ، النقل الأنبوبي بخمسة أضعاف . وذلك ببناء خطوط جديدة للسكك الحديدية بمقدار ضعفين السكك المنشأة، وكذلك إعادة تأهيل السكك القديمة وبناء شبكة سكك حديدية في جمهوريات البلطيق . وتأمين العدد اللازم من القاطرات والمقطورات . إعادة تأهيل وتوسيع جميع المرافئ البحرية والنهرية وتعميق مجاري الأنهار والقنوات حسب الجدول. إنهاء بناء وتفعيل مصانع السفن وكذلك ورشات الصيانة والتصليح. تعبيد طرق جديدة للسيارات بنسبة 50% أكثر مما عُبد في الفترة ما بين 1924 و1930 مع التركيز على جمهوريات البلطيق ومنطقه القوقاز. إنشاء مجمعات جديدة لأساطيل النقل البري وورشات التصليح. تجهيز مطارات نقل البضائع للعمل بنظام 24-24 وتامينها بالطائرات.
في مجل الاتصالات، زيادة طول كوابل التلفون والتلغراف بما لا يقل عن ضعفي طولها الحالي وكذلك زيادة قوة بث وعدد المحطات التلفزيونية والإذاعية

### في مجال الرفاهية والخدمات الصحية
الاعتماد على سياسة زيادة دخل العمال والفلاحين ترتكز على تخفيض الأسعار المستمر، فتم تخفيض الأسعار بما لا يقل عن 35% مقارنة مع الأسعار في فترة 1920-1931. وزيادة التمويل الحكومي الموجه لغايات الضمان الاجتماعي 30% مقارنة مع تمويل عام 1924 . وعليه فإن دخل الكلخوزيين ارتفع بالمعادل النقدي بما لا يقل عن 40% .
بهدف تحسين ظروف سكن الكادحين، تم توسيع خطة البناء السكني وتمويلها بضعفي تمويل الخطة السابقة لتأمين بناء 105 مليون متر مربع من الشقق السكنية. بنفس الوقت تم تخصيص تمويل خاص لبناء وتجديد البنية التحتية بمبلغ لا يقل عن 150% عن المبلغ المخصص للخطة السابقة.
بناء المزيد من المستشفيات والعيادات ودور الراحة وحدائق الأطفال، لكي لا تقل نسبة الزيادة عن 20% من عدد الأسرة عام 1930، مع استثناء جمهوريات البلطيق لتكون الزيادة هناك 40%. وكذلك تأمينها بمختلف المعدات الطبية المعاصرة. وزيادة عدد الأطباء 25% مع رفع مؤهلات الأطباء الممارسين. من ناحية أخرى، زيادة إنتاج الأدوية والمعدات الطبية مرتين ونصف مقارنة مع عام 1924 .

#### الخدمات التعليمية وحقوق المرأة
تحت الحكومة السوفيتية استفاد البعض من التحرر الاجتماعي وخصوصا النساء. فقد أعطيت الفتيات حق التعليم والمساواة في كل الحقوق مع الرجل تقريبا، فتم توظيف النساء في مختلف الوظائف بجانب الرجال، حتى الوظائف العسكرية فكان في الجيش الأحمر ما يقارب 400,000 امرأة مابين ضابطة وجندية وقناصة، وبسبب خطط التنمية الستالينية أدت إلى التقدم في مجال الرعاية الصحية فضلا عن منح ستالين حق التعليم والرعاية الصحية لكل شعوب الاتحاد السوفيتي دون استثناء. أدت هذه السياسة إلى خلق الجيل الأول الذي لا يعاني من أمراض التيفوئيد والكوليرا والملاريا بفضل الرعاية الصحية، وقد انخفضت الإصابات بهذه الأمراض مما أدى إلى امتداد حياة الفرد إلى عقود. وكانت المرأة في ضل ستالين من الجيل الأول من النساء اللواتي استطعن الولادة بسلامة في المستشفى مع الحصول على رعاية قبل الولادة، كما أراد ستالين خلق شعب متعلم ومثقف، فقامت الحكومة السوفيتية بالقيام بحملات شاملة في الثلاثينيات لمكافحة الأمية وضمان حصول الجميع على حقوق التعليم وبسبب هذه الخطط ولد الجيل الأول الذي يعرف أفراده بالكامل القراءة والكتابة. في نهاية الأربعينيات وبسبب الاحتكاك الذي حصل بين الاتحاد السوفيتي والعالم بعد الحرب العالمية تم إحضار مئات المهندسين الأجانب للقيام بتدريب المهندسين السوفيت، وأرسلت البعثات الدراسية إلى الخارج لتعلم الدراسات التكنولوجية الصناعية، كما تم بناء العديد من سكك الحديد للمناطق البعيدة والذي كان من الأمور المحفزة للعمال.

### نظام التعليم

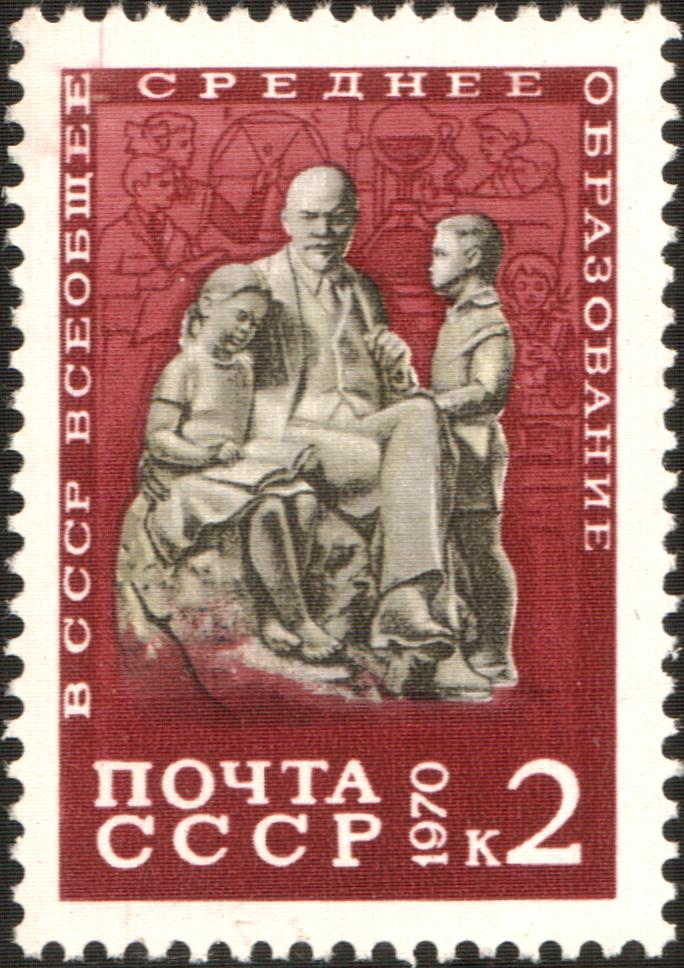
ملصق يحث على تعليم الاطفال

بعد قيام الثورة البلشفية واستيلاء البلاشفة على السلطة تم تقليل الاهتمام بالتعليم الاكاديمي والتركيز الشديد على العمل المهني لكن مع وصول ستالين إلى السلطة قام بتركيز أساليب الدراسة على التعليم الاكاديمي من اجل إنشاء جيل واعي ومثقف كما تم اقرار قانون يمنع العنف داخل المدارس عام 1935 وبسبب السياسات التعليمية اختفت الامية تقريبا عام 1939 وكان التعليم الزامي بالنسبة للاطفال اما الاميين الكبار فقد تم افتتاح مدارس مسائية لهم ولم يكتفي ستالين بذلك بل أمر كل يوم بتوزيع الجرائد والمجلات في مناطق واسعة لتشجيع المواطنيين على القراءة

### الأسرة السوفيتية في عهد ستالين
في تعديلات الدستور عام 1936 ادخل ستالين تعديلات لتحسين الحياة الاسرية واتخذ تدابير جديدة فأصبح الطلاق أكثر صعوبة، وأصبح الاجهاض جريمة جنائية الا في حالات الضرورة وفي محاولة لزيادة عدد المواليد اعطيت اعفائات ضريبية على الاسر التي لديها عدد كبير من الأطفال كما تم حظر المثلية الجنسية، وكان هناك رعاية صحية للجميع وضمان اجتماعي للتأمين ضد الحوادث كما تم تشجيع النساء على العمل بعد الولادة

### إصدار قانون حظر التعذيب
في بداية عام 1939 أصدر ستالين قانون يمنع التعذيب داخل السجون إلا في حالات استثنائية وقد جاء فيه :
إلى اللجان المركزية للأحزاب الشيوعية في الجمهوريات،
إلى سكرتيريات المحافظات ولجان الحزب الإقليمية،
إلى مفوضي الشعب للشؤون الداخلية،
إلى رؤساء مديريات مفوضية الشعب للشؤون الداخلية،
لقد علمت اللجنة المركزية لمفوضية الشعب للشؤون الداخلية أن سكرتيريات المحافظات ولجان الحزب الإقليمية، في تدقيقها على عمل موظفي مديريات مفوضية الشعب للشؤون الداخلية، قد أنبتهم لاستخدام الضغط الجسدي على أولئك الذين جرى اعتقالهم، معتبرة هذا شيئاً إجراميا. تؤكد اللجنة المركزية لمفوضية الشعب للشؤون الداخلية أن استخدام الضغط الجسدي في عمل مفوضية الشعب للشؤون الداخلية قد سمح به منذ عام 1937، في قرار اللجنة المركزية لمفوضية الشعب للشؤون الداخلية. نص هذا الأمر على أنه يمكن استخدام الضغط الجسدي في حالات استثنائية وفقط ضد أسماء المشاركين في التآمر والذين يرفضون لأشهر إعطاء أي دليل، والذين يرفضون الكشف عن المشاركين في التآمر الذين ما زالوا طلقاء، والذين بالتالي يواصلون حتى من داخل السجن خوض الصراع ضد النظام السوفيتي. لقد أظهرت التجربة أن تدبيرا كهذا قد أدى إلى نتائج جيدة وسرع كثيرا من كشف أعداء الشعب. من الصحيح أنه في الممارسة قد جرى إساءة استعمال وسيلة الضغط الجسدي من قبل زاكوفسكي وليتفين وأوزبينسكي وبقية القميئين، محولين إياها من استثناء إلى قاعدة وبدؤوا باستخدامه ضد أناس مخلصين ممن جرى اعتقالهم بالصدفة. بالنسبة لإساءة الاستعمال هذه فإنهم قد تلقوا عقابا عادلا. لكن هذا لا ينقص بأي حال من الأحوال من قيمة هذه الطريقة نفسها عندما تستخدم بشكل سليم. من المعروف أن كل أجهزة المخابرات السرية البرجوازية استخدمت الضغط الجسدي ضد ممثلي البروليتاريا الاشتراكية ويعتمدون على وسائل همجية. لكن يجب على أجهزتنا الاشتراكية ان تكون أكثر إنسانية حتى مع الأعداء. أن اللجنة المركزية لمفوضية الشؤون الداخلية ترى أن استخدام الضغط الجسدي يجب أن يستمر في حالات استثنائية ضد الأعداء الوقحين والضارين للشعب، وأنها طريقة مناسبة تماما ومطلوبة. تطالب اللجنة المركزية لمفوضية الشعب للشؤون الداخلية من سكرتيريات المحافظات ولجان الحزب الإقليمية واللجان المركزية للأحزاب الشيوعية في الجمهوريات أن يتذكروا هذا الإيضاح عند قيامهم بتفقد عمل موظفي مديريات مفوضية الشعب للشؤون الداخلية .
سكرتارية اللجنة المركزية لمفوضية الشعب للشؤون الداخلية
يوسف ف. ستالين
10.01.1939

### المشروع النووي السوفيتي
وكان أعلى بحث سري وبرنامج تنمية في الاتحاد السوفيتي بدأ أثناء الحرب العالمية عند اكتشاف الاتحاد السوفيتي للمشروع النووي الأمريكي والبريطاني، وكان هذا البرنامج النووي من دراسات العالم الفيزيائي السوفيتي ايغور كوتشاروف بينما كان الدعم اللوجستي والإشراف من قبل ستالين أما عمليات التجسس الناجحة للمخابرات السوفيتية خلال الحرب العالمية للحصول على معلومات عن البرامج النووية الأمريكية والبريطانية فكان على مدير الاستخبارات لافرينتي بيريا. وبدأ العمل في البرنامج عندما أرسل ستالين رسالة إلى العالم الفيزيائي الجورجي فليوروف يحثة على البدء بالبحث، وقد قام العالم فليروف باكتشاف الانشطار النووي عام 1939 أي أن البرنامج النووي السوفيتي بدأ عام 1939 وانتهى عام 1949 بصنع أول قنبلة نووية. وفي 29 أغسطس 1949 في منطقة معزولة في صحراء كازاخستان تم تفجير أول قنبلة نووية سوفيتية لاحقا. وقبل وفاة ستالين بوقت قصير تمكن الاتحاد السوفيتي من تطوير القنبلة النووية إلى قنبلة هيدروجينية وقد قام الاتحاد السوفيتي بالعديد من التجارب النووية في عام 1950,1952,1953

### إنشاء محطة أنفاق موسكو

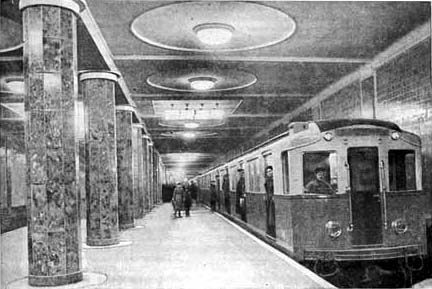
مترو موسكو أثناء افتتاحه 1935

في عام1935 تم افتتاح أول مترو أنفاق في تاريخ روسيا ويعد من المشاريع الكبرى والمكلفة في عهد ستالين. وأمر ستالين المهندسين المعماريين والفنانيين منهم سفيتلو بودوشتشي بتصميم الهيكل وجدران الرخام والسقوف العالية مع الثريات الضخمة، فضلا عن العديد من الإضاءات والزخرفة والتماثيل المصغرة جعلت الناس يعجبون بمحطة المترو الجديدة وكانو يسمونها (الجنة الشيوعية تحت الأرض). وكان طول النفق 11 كيلومترا وعلى عمق 200 مترا تحت سطح الأرض. وبسبب تقدم الصناعة وتحسن الأحوال الاقتصادية في نهاية الثلاثينيات ازداد عدد السكان وأصبحت الحاجة ملحة إلى إنشاء العديد من محطات مترو الأنفاق لتسهيل التنقل والانتقال بين المدن، وأهم المحطات التي تم بناؤها لاحقا وبنفس النمط:
- مترو أنفاق سوكولنيتشيسكايا بطول 26 كيلومتر افتتح عام 1935
- مترو أنفاق أرباتسكو-بوكروفسكايا بطول 38 كيلومتر افتتح عام 1938
- مترو إنفاق زاموسكفوريتسكايا بطول 45 كيلومتر افتتح عام 1938
- مترو أنفاق كولسيفوي بطول 19 كيلومتر افتتح عام 1950

### مشروع غويلرو لكهربة الاتحاد السوفيتي

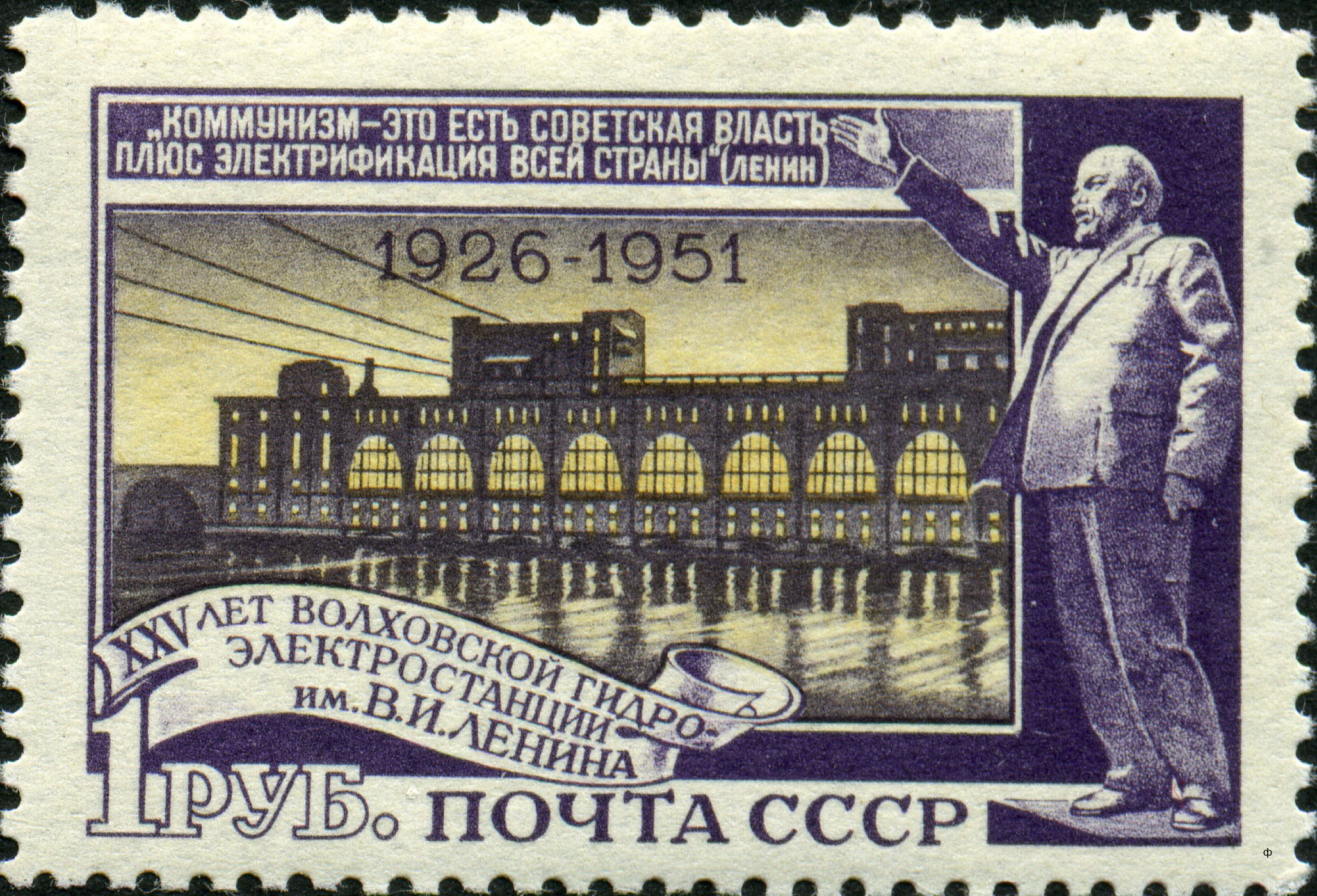
ملصق سوفيتي بمناسبة الذكرى ال29 لخطة غويلرو

وهي أول خطة سوفياتية من نوعها لتحقيق الانتعاش الاقتصادي والتنمية الوطنية. أصبحت النموذج الأولي للخطط الخمسية اللاحقة، وتنص على إنشاء محطات كهربائية عديدة لايصال الكهرباء لكل جهموريات الاتحاد السوفيتي وقد بدأت في عهد لينين وكملها ستالين واستمرت 15 عام وقد قام ستالين بتشكل لجنة لتطوير وتكملة المشروع بعد موت لينين وكان مدير اللجنة كرزيزانوفسكي وشارك في هذا المشروع أكثر من 200 عالم ومهندس منهم، جرافتيو جينريخ، وايفان أليكساندروف، وشايلين ميخائيل تمثلت خطة ستالين إعادة الهيكلة الرئيسية للاقتصاد السوفيتي من ناحية الطاقة الكهربائية فضلا على تركيز نقل الكهرباء إلى المدن والريف على حد سواء مما يرفع مستوى الثقافة والصناعة في الريف ووفقا للخطة فقد قسم الاتحاد السوفيتي إلى ثمانية أقسام لبدء المشروع مع استثنائات لمناطق الاورال ونهر الفولغا ومنطقة سيبيريا الغربية وتركستان والقوقاز شملت الخطة تشييد 30 محطة طاقة للمناطق الإقليمية مع تشييد عشرات المحطات التي تعمل على تحويل الطاقة من كهرمائية إلى كهربائية وانتهى المشروع بنجاح عام 1936 فقد ارتفعت معدلات إنتاج الطاقة الكهربائية من 1.3 بيليون كيلو واط/ساعة عام 1920 إلى 8.8 بيليون كيلو واط /ساعة عام 1936 أي ارتفع بـ 8 اضعاف

### استعادة أراضي روسيا
على سبيل المثال استعادة روسيا للجزر التي احتلتها اليابان في حربها مع روسيا القيصرية عام 1905 واستعاد الأراضي الروسية التي احتلتها بولندا عام 1920 والانتصار في الحرب العالمية كل هذا وغيرة جعل من الاتحاد السوفيتي بلد مهيب وصعدت بة إلى مرتبة الدول العظمى وفي النهاية تحسب من انجازات يوسف ستالين.

## ضحايا سياسات ستالين
تتباين تقديرات المؤرخين حول عدد القتلى و الضحايا ليوسف ستالين، وإن كان هناك إجماع على أن سياسات ستالين القاسية وقمعه لخصومه وحملات التطهير التي قام بها قد أودت بحياة الملايين من المواطنين السوفيت المدنيين.

وبشكل عام يشكك المؤرخون في دقة السجلات الموجودة حول عدد الإعدامات للسجناء السياسيين وأبناء الأقليات في عهد ستالين. وقد قدّر عدد من المؤرخين بعد انهيار الاتحاد السوفيتي عدد الضحايا بما بين 3 إلى 9 ملايين  دون احتساب ضحايا المجاعات. في حين يتراوح العدد الإجمالي للضحايا بين 9 إلى 50 مليوناً. في المقابل كانت التقديرات قبل انهيار الاتحاد السوفيتي تتراوح بين 2 إلى 60 مليوناً.
السجلات الأرشيفية الرسمية التي ظهرت بعد انهيار الاتحاد السوفيتي وثّقت 799,455 حالة إعدام في الفترة (1921–1953)، ونحو 1.7 مليون وفاة في معتقلات الجولاج، ونحو 390 ألفاً ماتوا خلال التوطين القسري للكولاك.
يضاف إلى ما سبق استمرار الجدل حول ما إذا كانت مجاعة أوكرانيا (الهولودومور) التي راح ضحيتها الملايين عملاً مدبراً أم لا.
وبخلاف الضحايا من المدنيين وغير المقاتلين، فقد أدت سياسات ستالين وكيفية خوضه للحرب العالمية الثانية إلى مقتل الملايين أيضاً من قواته ومن قوات وأسرى جنود دول المحور أيضاً.

## زواجه وعائلته

### فيساريو جوغاشفيلي 1849-1909

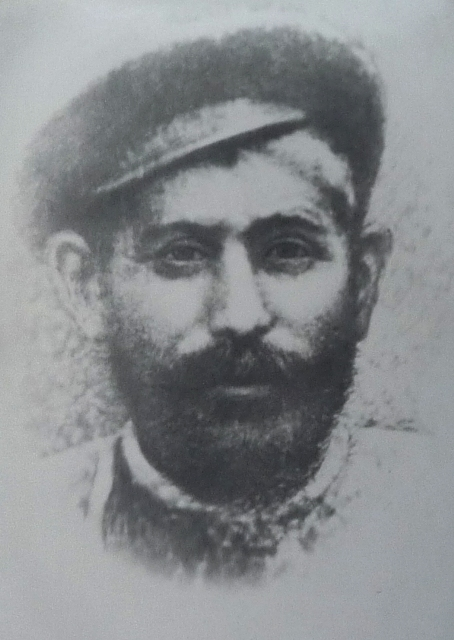
فيساريو جوغاشفيلي والد ستالين

فيساريو فانوفيس جوغاشفيلي، كان والد يوسف ستالين وكان فيساريو ابن الاب جوغاشفيلي زازا ولد في قرية جيري شمال غوري شارك والد فيساريو في انتفاضة الفلاحيين في انانوري في مقاطعة صغيرة على نهر اراجفي لكن الانتفاضة سحقت من قبل جنود القيصر واعتقل زازا مع تسعة متمردين لكنة هرب لاحقا واختباء في غوري لاحقا تزوج والدة من فانو جوغاشفيلي وانجب منها فيساريو على الأرجح في عام 1850 اما أخ فيساريو جيورجي فقد توفي مقتولا على يد قطاع طرق ولم يستطع فيساريو تحمل الأوضاع الصعبة فانتقل إلى غوري باحثا عن فرصة للعمل وهناك تزوج من ايكاترينا (كيكي) وانجب منها ميخائيل وجيورجي لكنهما توفيا وهما في عمر الرضاعة انجب لاحقا يوسف الملقب بـ سوسو وازدهرت حياة العائلة لفترة قصيرة عندما فتح فيساريو ورشة خاصة به للعمل لكنها فشلت لاحقا وكان فيساريو يضرب يوسف دائما ويتشاجر مع زوجته حتى أنه ذات مرة حاول خنق كيكي، وبعد فترة ترك عائلته وذهب ليبحث عن عمل وعندما علم لاحقا بأن ابنة انضم إلى المدرسة اللاهوتية في غوري غضب وقام بتكسير أحد الحانات المحلية وتشاجر مع قائد الشرطة حيث أنه كان يريد أن يصبح ابنه اسكافيا مثلة لاحقا بدأ فيساريو يرسل بعض الأحذية الجلدية إلى ابنه كـ هدايا، وبعد مرور فترة طويلة التقى ستالين بالصدفة بوالده عام 1901 وكان اللقاء الأخير بينهما وكان ستالين يقوم بتنظيم أحد الإضرابات في ذات معمل الأحذية الذي كان يعمل به والده، توفي فيساريو عام 1909 في مستشفى تفليس بسبب مرض السل وأمراض كثيرة أصيب بها جراء إدمانه على الكحول ودفن في مقبرة فقيرة في تيلافي، جورجيا.

### كيتيفان جيلادزي 1858-1937
والمعروفة باسم كيكي كانت والدة يوسف ستالين، وكانت امرأة متدينة. ولدت في جامباريولي، جورجيا عام 1858 ونشأت في اسرة شبه معدمة، وفي عام 1872 تزوجت من فيساريو الاسكافي، وأنجبت له ميخائيل عام 1876، لكنه توفي بسبب مرض الحصبة. وفي السنة التالية أنجبت طفل آخر، وتوفي لاحقا. أنجبت ابنها الثالث يوسف وقد نجا، وكانت تناديه بـ سوسو، وكانت تتمنى أن يصبح ابنها كاهن؛ كشكر لله لأنه نجا. وبالرغم من أن والدة ستالين كانت تحبه، إلا ان والده فيساريو كان يكرهه، وكان دائم الضرب له ولكيكي، حتى إنه ذات مرة قام بخنق زوجته، فقام ستالين برفع السكين على والده دفاعا عن أمه. لاحقا ترك فيساريو عائلته، وخرج يبحث عن عمل، وترك عائلته بلا معيل. ووسط هذا الوضع الصعب قررت والدة ستالين العمل كخياطة من أجل تدبير لقمة العيش. لاحقا عملت خادمة في بيوت الأثرياء، وكانت والدته تجمع المال من أجل إدخال ابنها إلى المدرسة اللاهوتية في غوري. لاحقا تعرفت والدة ستالين على رجل يدعى بيسماميدوف، وهو أحد الأثرياء الذي كانت والدة ستالين تعمل خادمة في منزله، وكان عطوفا على الفقراء؛ فشرحت له والدة ستالين وضعها الصعب، وأمنيتها في انضمام يوسف إلى المدرسة اللاهوتية. وقرر بيسماميدوف مساعدتها، وبفضل الدعم المالي الذي قدمه تمكن ستالين من الانضمام إلى المدرسة اللاهوتية في غوري، وبفضل تفوقه تمكن من الحصول على منحة دراسية في المدرسة الأرثوذكسية، وقد استمر في دراسته، إلا انه تغيب عن الامتحانات النهائية فتم طرده. وبعدما علمت كيكي بذلك غضبت كثيرا، وقد هرب ستالين خارج غوري وظل مختبئا فترة خوفا من غضب والدته. في وقت لاحق حقق ستالين مكانة بارزة في النظام الشيوعي، و في العشرينات قام بتأجير بيت لوالدته في القوقاز، وكان يرسل لها مصروف شهري، ويراسلها دائما برسائل يغلب عليها طابع الحب والحنان. وكانت زيارات ستالين قليلة لوالدته بسبب انشغاله في إدارة الدولة، وقد جعل مسؤولية حماية والدته ورعايتها على مساعده لافرينتي بيريا، وعندما كبرت في السن وظف ستالين طبيبا خاصا للرعاية بها وذات مرة زارها مع أبنائه ياكوف وفاسيلي وسفيتلانا وكانت تقول له دائما (مع الأسف لم تصبح كاهنا). توفيت في 4 يوليو 1937

### إيكاترينا سفانيدزي 1885- 1907
وهي زوجة ستالين الأولى، تزوجها عام 1906 وكانت خياطة، وبالرغم من أن ستالين كان لاديني إلا أنها أصرت على الزواج منه في كنيسة ديفيد في تفليس عام 1906. وأنجبت له ابنه الأكبر ياكوف جوغاشفيلي، وبعد حادثة بنك تفليس سافرت مع ستالين إلى باكو في جورجيا، وهناك تمرضت واصيبت بمرض السل، ولم يكن ستالين يملك المال الكافي لمعالجتها فقد أنفق كل ما لديه على خزينة الحزب فماتت، وحزن عليها ستالين كثيرا وقال : «ماتت معها آخر امالي». وقالت والدة ستالين عنها : لقد كانت المرأة الوحيدة التي أحبها ستالين حقا

### ياكوف ستالين 1907-1943
وهو الابن الأكبر للزعيم السوفيتي يوسف ستالين من زوجته الأولى إيكاترينا سفانيدزي، ولد ياكوف في قرية بورجي في جورجيا عام 1907 وعندما بلغ 14 عام ذهب للعيش مع خالتة في تبليسي وفي عام 1921 غادر ياكوف إلى موسكو للحصول على تعليم عالي ولم يكن يتقن الروسية إلا أنه تعلمها لاحقا بعد التخرج تزوج ياكوف من راقصة باليه في اوديسا وكان ستالين رافضا للزواج إلا أنه اقتنع لاحقا وقد انجب ياكوف من زوجتة يفغيني جوغاشفيلي أول حفيد لستالين وانجب أيضا جالينا حفيدة ستالين والتي توفيت عام 2007، شارك ياكوف في الحرب العالمية الثانية وكانت رتبته ملازم أول والقي القبض علية في 16 يوليو 1941 في بداية الغزو الألماني للاتحاد السوفيتي في معركة سمولنسيك لاحقا عرض على ستالين اتفاق اطلاح سراح ابنه مقابل إطلاق سراح الجنرال الألماني فريدريك باولوس لكن ستالين رفض وقال :(جميع جنود الجيش الأحمر هم أبنائي ولن ابدل الملازم بالجنرال) بعدها قام الالمان بارسال ابنه إلى معتقل زاخسنهاوزن الواقع شمالي برلين وهو معتقل محاط بسياج مكهرب ارتفاعة نحو 3 امتار لمنع هروب النزلاء وفي مساء الأربعاء 14 نيسان 1943 حاول ياكوف الهرب وقفز من نافذة المعسكر وعندما حاول القفز من السياج الكهربائي اكتشفه أحد الحراس واطلق علية النار فسقط قتيلا.

### ناديا سيرجيفنا 1901-1932
وهي الزوجة الثانية لستالين وكانت من أصغر المشاركات في الثورة الروسية وكانت ابنة سيرغي الليلوييف عامل في سكك الحديد وأحد الأصدقاء المقربين من ستالين وأمها أولغا وهي امرأة ألمانية لكنها كانت تتكلم الروسية بطلاقة، وفي عام 1910 كانت نايا تبلغ 9 سنوات وكانت تلعب بالقرب من أحد الأنهار وفجأة سقطت وكادت تغرق ثم بدأت بالصراخ وكان ستالين قريبا من المنطقة وعندما سمع صراخها ركض ثم قفز في النهر وتمكن من إنقاذها وبعد هذه الحادثة أصبح ستالين من الأصدقاء المقربين من والدها سيرغي الليلوييف وفي أثناء الثورة البلشفية وملاحقة البوليس السري للينين قام ستالين بتخبئة لينين في شقة ناديا، وبعد الحرب عملت ناديا كاتبة في مكتب لينين، بعدها أحبت ستالين بالرغم من الفارق العمري بينهما فهي كانت تبلغ 19 عام بينما ستالين كان يبلغ 39 عام إلا انهما تزوجا عام 1919 وانجب منها ستالين ابنة فاسلي عام 1921 وابنتة سفيتلانا عام 1926 وكانت تحب اطفالها وفي أحد حفلات العشاء في 9 نوفمبر 1932 وجدت ناديا منتحرة في غرفتها وتم الإعلان على أنها ماتت بسبب التهاب الزائدة الدودية ولا أحد يعلم لماذا انتحرت إلا أن وزير الخارجية مولوتوف يقول أن علاقتها بستالين كانت جيدة لكن تصرفاتها في آخر أيامها كانت غريبة وقال ربما أنها كانت تعاني من مرض نفسي.

### فاسيلي ستالين 1921-1962
يمكن تقسيم حياة فاسيلي ستالين، الابن الأصغر للزعيم السوفيتي يوسف ستالين، على مرحلتين: قبل وبعد وفاة والده. في المرحلة الأولى تقلد منصب طيار لكن بعد وفاة ستالين تم إلقاء القبض عليه وذلك بتهمة الدعاية المعادية للسوفييت، و بعد سنوات في السجن، انهارت كافة الآمال بالإضافة إلى وفاة غامضة شهدها. كان الناس يطلقون علية لقب الأمير الأحمر.
ولد فاسيلي ستالين في عام 1921، وفي السابع عشرة من عمره قرر أن يصبح طياراً، والتحق في الأكاديمية العسكرية للطيران. في البداية عاش ابن الزعيم في الأكاديمية حياة شبيهة بحياة الأمراء: في غرفة منفصلة، يتناول طعامه في قاعة مخصصة للضباط. ولكن عندما علم يوسف ستالين بهذا، قام بتوبيخه وقام بنقل فاسيلي إلى الثكنة العامة وأصبح يتناول الطعام مع جميع الطلاب. وبات الزعيم السوفيتي يوسف ستالين يراقب حياة ابنه بدقة بحيث لم يسمح لأحد أن يفضل ابنه عن الآخرين.
وهنا لا بد من الإشارة إلى أن الطيار فاسيلي ستالين خلال الحرب ضد ألمانيا النازية قاتل وأسقط خمس طائرات للعدو، ولكن بسبب المزاج السيئ حصد العديد من الأعداء في الوقت نفسه. كان يتعامل بوقاحة مع الجنرالات وكان يغادر الثكنة دون التزام ويهين المرؤوسين، وكان يهوى كرة القدم، لذا كان يرعى فريق سلاح الجو لكرة القدم، ولم يبخل بالمال لبناء الملاعب والمنشآت الرياضية، وكانت له علاقات حب مع الفتيات الحسناوات .وعندما علم ستالين بسلوك فاسيلي، غضب وقام بمعاقبة فاسيلي وفصله من منصبه حتى يعود إلى رشده، وفي شهر مارس من عام 1953، توفي يوسف ستالين. وبهذا يكون فاسيلي قد فقد ليس والده فقط وإنما الحامي والمدافع عنه أيضاً. أما أصدقاء فاسيلي السابقين ابتعدوا عنه، وأصبح أصدقاء والدة أعداءً بين عشية وضحاها. لقد كان فاسيلي على اطلاع كبير ويعرف الكثير من أسرار الكرملين، ولم تكن لديه رغبة في الصمت والبقاء على فمه مغلقاً.
ألقي القبض على فاسيلي في شهر أبريل 1953 ووجهت إليه الكثير من التهم وجرت محاكمة ابن الزعيم الراحل في سرية تامة، وفي النهاية صدر الحكم بالسجن ثماني سنوات. كما حرم فاسيلي من حقه في حمل كنيته، وتم تسجيله في الوثائق الرسمية على أنه “السجين فاسيلييف”.
وبعد أن قضى حكمه في السجن، أفرج عنة في عام 1960، وعرض عليه مرة أخرى تغيير لقبه، ولكن فاسيلي رفض رفضاً قاطعاً. وحاول تبرئة ساحته، وكتب من أجل ذلك رسائل إلى مختلف السلطات، لكنها ظلت دون جواب. ولكن بمجرد أن فاسيلي شرع بمناشدة السفارة الصينية للسماح له من الانتقال إلى هذا البلد لتلقي العلاج، جاء الرد كالصاعقة. يشار إلى أن العلاقات السوفيتية مع الصين في تلك السنوات كانت سيئة للغاية. ولذلك اعتبر الكرملين سلوك فاسيلي تحدياً كبيراً استوجب حرمانه من كل الأوسمة والجوائز، ومن ثم نفية إلى قازان- تلك المدينة التي كانت مغلقة أمام الأجانب آنذاك. وسرعان ما توفي فاسيلي ستالين عن عمر يناهز 40 عاماً بسبب إصابته بالتسمم الكحولي وفقاً للرواية الرسمية.
ولكن أقارب فاسيلي يشكون أنه قتل. وفي وقت لاحق، أشارت زوجته ماريا إلى وجود كدمات وكسر في أنف فاسيلي، حيث أكدت التحقيقات أنه سقط على الأرض من الثمالة. ولكن جميع المقربين من فاسيلي كانوا مقتنعين بأنه هناك الكثير من الناس من ذوي النفوذ أرادوا لابن ستالين أن يصمت إلى الأبد.
على كل حال، تم دفن فاسيلي في قازان، ورافقه إلى مثواه الأخير عدد قليل من الأقارب والأصدقاء. وبنفس الطريقة بعد أربعين عاماً، أي في عام 2002، تم إعادة دفنه في إحدى مقابر موسكو، حيث نقش على شاهدة من الغرانيت ما يلي: “فاسيلي يوسف جوغاشفيلي” حسب كنية والده بالهوية وليس باللقب. وهكذا لم يتمكن فاسيلي من الحفاظ على كنية ستالين.

### سفيتلانا ستالين 1926-2011

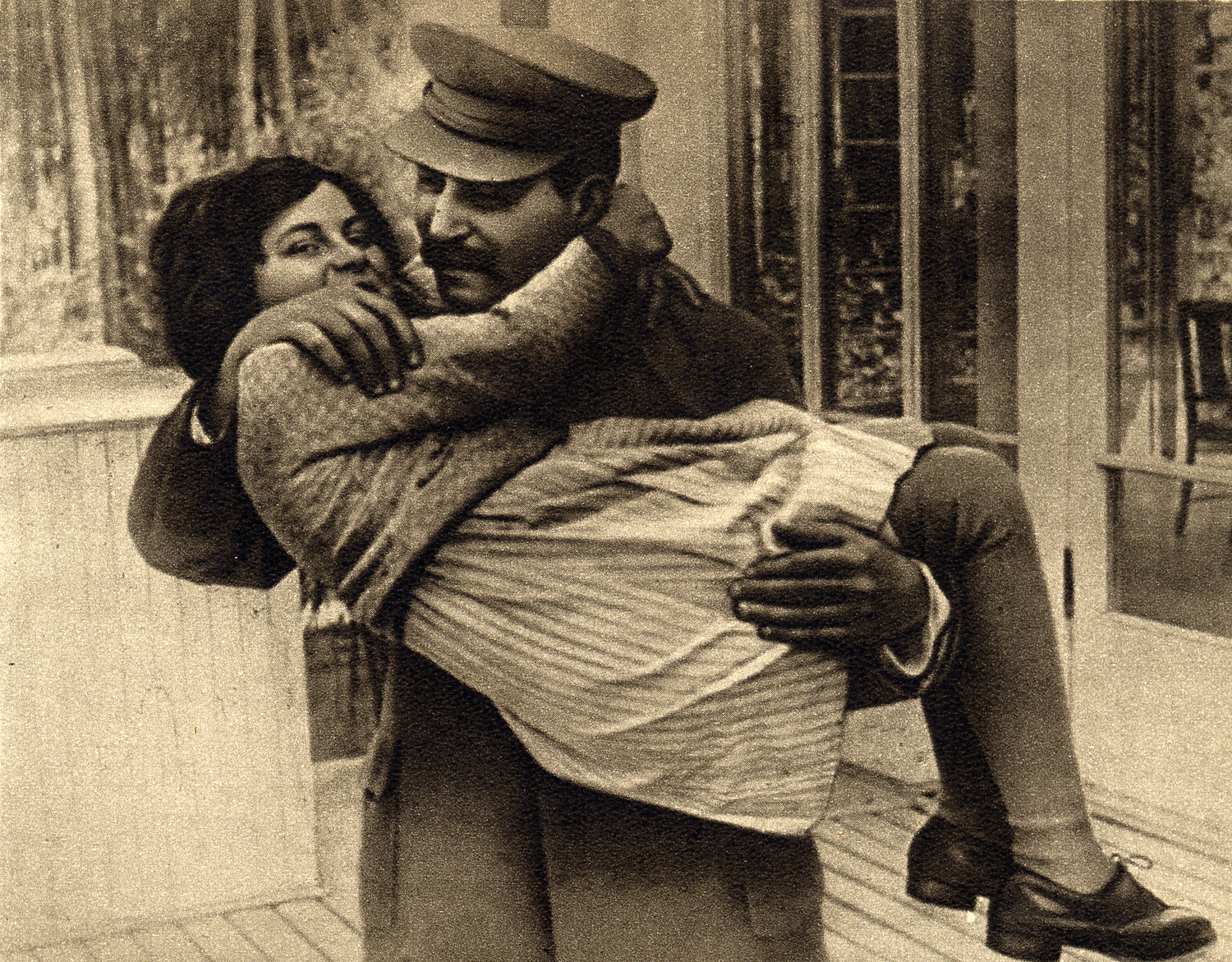
سفيتلانا مع والدها عام 1935

وهي اصغر أبناء يوسف ستالين والبنت الوحيدة له .ولدت سفيتلانا في موسكو عام 1926أمها ناديا الزوجة الثانية لستالين، درست الأدب بتوجية من والدها وأصبحت مترجمة تزوجت من مخرج أفلام سوفيتي معروف وانجبت منة صبي عام 1945 وقامت بتسميته يوسف على اسم والدها يوسف ستالين وفي عام 1967 ذهبت للهند ولاحقا إلى الولايات المتحدة وكتبت مذكراتها هناك واستطاعت من خلالها ان تحصل على دخل يفوق المليون والنصف مليون وقالت عن والدها : كان متواضعا جدا عنيدا جدا وهادئ جدا، كان يحبني ويريدني ان أصبح ماركسية متعلمة، كان ستالين يحبها ويلعب معها عندما كانت طفلة وكان يناديها بـ عصفورتي الصغيرة، اما والدتها ناديا فقد قالت عنها سفيتلانا : كنت ابلغ 6 سنوات عندما انتحرت والدتي ولم يقولو لي انها انتحرت بل قالو انها كانت مريضة، توفيت سفيتلانا في 22 نوفمبر 2011 في ويسكنسن الولايات المتحدة.

### يفغيني جوغاشفيلي 1937-2016
وهو حفيد الزعيم السوفيتي يوسف ستالين ووالده هو ياكوف جوغاشفيلي، ولد يفغيني عام 1937 وكان طياراََ برتبة عقيد في الجيش لكنه تقاعد لاحقا ويعد من المدافعين عن جده يوسف ستالين وهو يعيش حاليا في جورجيا، وفي عام 2009 رفع يفغيني قضية ضد صحيفة نوفايا غازيتا بسبب نشرها مقال مسيء وإشاعات حول ستالين، توفي يوم 22 ديسمبر 2016 عن عمر ناهز الثمانين عام.

### جالينا جوغاشفيلي 1938-2007
وهي حفيدة الزعيم السوفيتي يوسف ستالين وابنة ياكوف جوغاشفيلي ولدت عام 1938 أمها كانت راقصة بالية معروفة في اوديسا، درست جالينا الأدب في موسكو وانتمت إلى رابطة (الكتاب الروس) وقد عملت بعد تخرجها مترجمة لغة فرنسية بعدها سافرت إلى الجزائر وهناك تزوجت من الحسين بن سعد وهو شيوعي وعالم رياضيات جزائري وانجبت منه سليم الذي ولد عام 1970، توفيت غالينا عام 2007.

### يوسف جوغاشفيلي 1945-2008
وهو أحد أحفاد الزعيم السوفيتي يوسف ستالين من ابنته سفيتلانا ولد يوسف عام 1945 وقد قامت سفيتلانا بتسميته يوسف على اسم والدها يوسف ستالين وكان يوسف يبلغ من العمر 8 سنوات عندما توفي جده ستالين في اذار/ مارس 1953، وقد أجريت معه مقابلة تلفزيونية عام 2005 وتحدث فيها عن علاقته مع والدته، توفي يوسف في 2 نوفمبر 2008.

## هوايات ستالين وحياته الشخصية

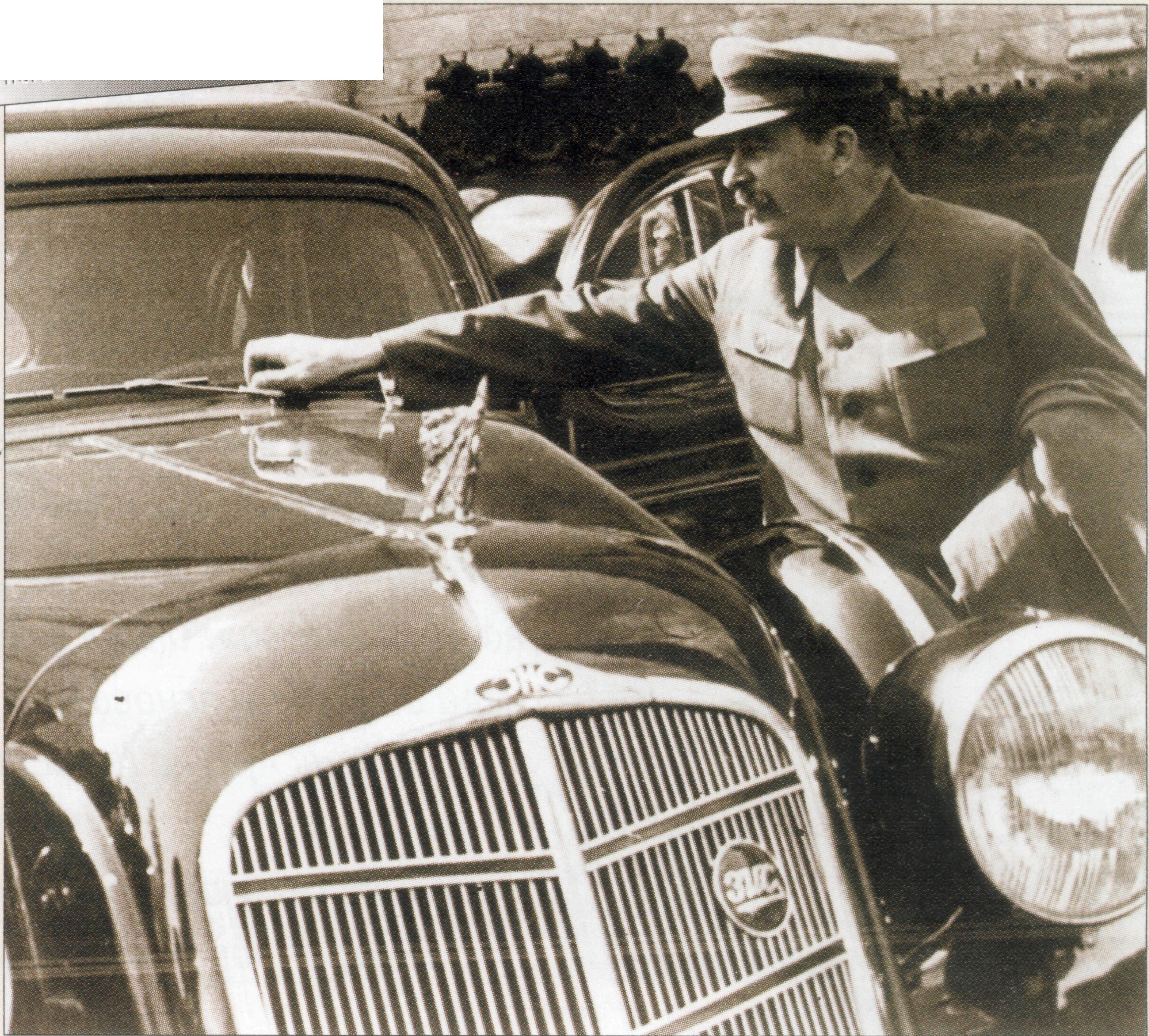
يوسف ستالين مع سيارته

كان ستالين يدخن ويشرب الكحول وكان يفضل الويسكي البولندي على الفودكا الروسية وكان يحب الأكلات التقليدية الروسية وحسب مذكرات خروتشوف فقد كان ستالين مولعا بأفلام رعاة البقر الأمريكية وكان يسهر لمشاهدتها وبعد كل مساء بعدما يفرغ من أعماله كان يستدعي كبار السياسيين السوفيت والمقربين منه لمشاهدة فلم في سينما الكرملين، وغالبا ما كانت الأفلام أجنبية وكان ايفان بولشاكوف مفوض الشعب للسينما والإعلام هو المسؤول عن ترجمتها وكانت أفلام ستالين المفضلة حلقات من شارلي شابلن وأفلام غربية وفي أحد الأيام عندما كان ستالين يشاهد فلم عن ايفان الرابع ضهر مشهد فاضح فغضب ستالين وقام بتوبيخ بولشاكوف وبعد انتهاء الحرب العالمية أمر ستالين بجمع أفلام يوزف غوبلز لمشاهدتها، وكان ستالين يجيد لعب البلياردو وكان يقرأ ما يقارب 50 صفحة في اليوم وكانت من هوايات ستالين المفضلة هي الصيد وهي الهواية التي تعلمها في فترة 1913 -1917 عندما كان في المنفى.

### ستالين والهوس بالسينما

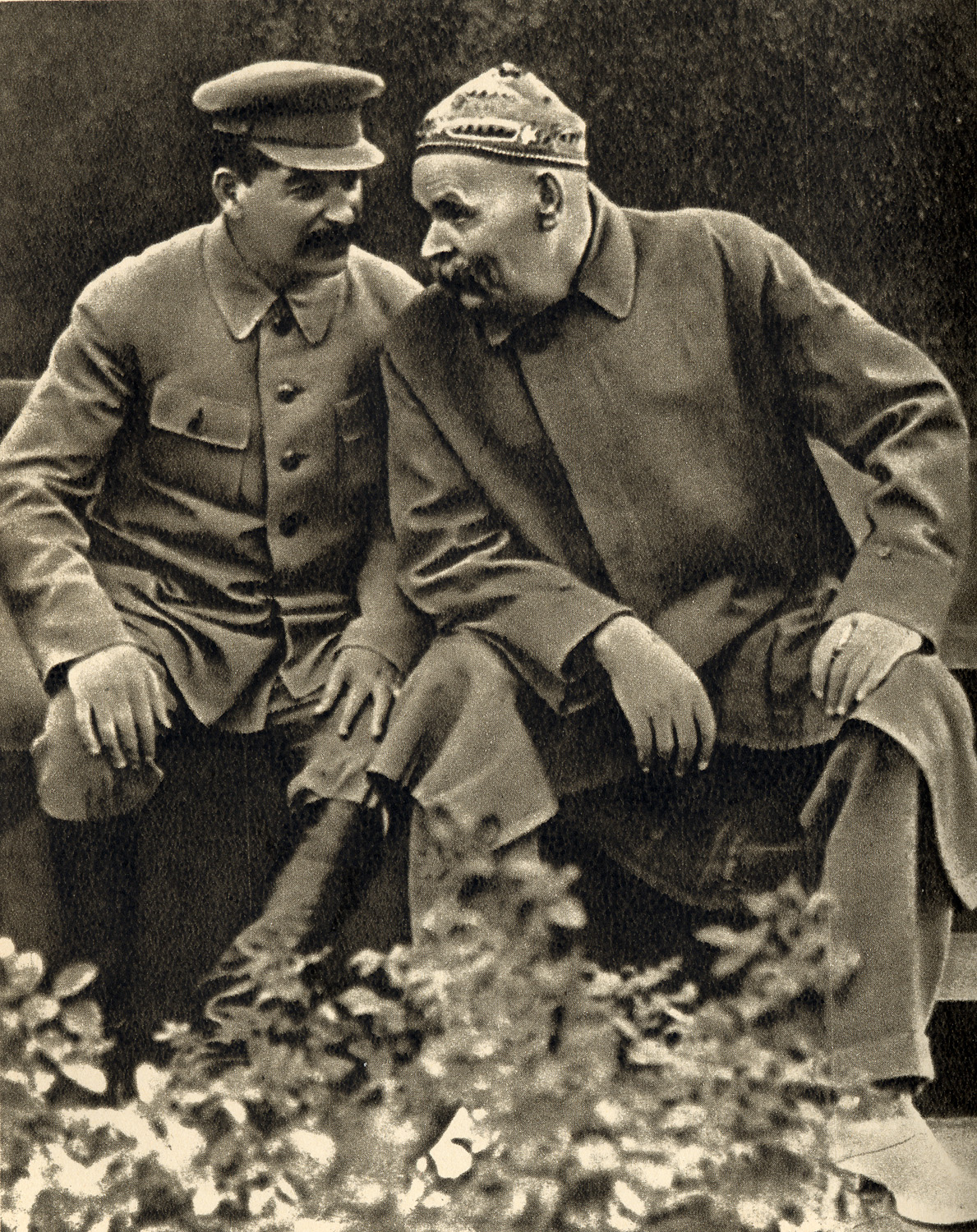
ستالين مع مكسيم غوركي 1931

كان ستالين يحب السينما لكنه كان أكثر من كونه متحمساً للأفلام. فقد كان مراقباً أعلى يقترح عناوين الأفلام وأفكارها وقصصها ويضع السيناريوهات وكلمات الأغاني ويحاضر بالمخرجين ويدرب الممثلين ويأمر بإعادة التصوير وأخيراً يمرر الأفلام من أجل عرضها.
بعد لقاءات متأخرة في مكتبه كان ستالين يقترح فيلماً للعرض ثم بعد العشاء. وبعد أن يقطع الطريق عبر مجازات الكرملين وساحاته يتخذ له مقعداً في الصف الأمامي في قاعة العرض في الكرملين مع بيريا ومولوتوف ووزير الثقافة أندري زدانوف.
كان ستالين يسأل:«ماذا سيعرض لنا الرفيق بولشاكوف اليوم؟» وكان على «إيفان بولشاكوف» وزير السينما أن يقيس مزاج ستالين. فإذا كان جيداً فإنه يعرض له فلم سوفيتي جديد.
وحين رأى أول الأفلام وهو فلم «زملاء جولي» لجيورجي الكسندروف عام 1934 كان ستالين في غاية السرور للقائه بالمخرج قائلاً: «شعرت بأني لديّ عطلة لمدة شهر!» ثم قال ساخراً: «انتزعوه من المخرج! فربما يفسده!».
وقام بتمويل ثلاثة من كوميديات الجاز بضمنها فيلمه المفضل "فولغا، فولغا"- 1938. في أرشيفه وجدت أن ستالين قد كتب بخط يده الأشعار المقفاة لبعض الأغاني:"
كان ستالين يهتم كثيرًا بكل مخرج وفيلم: يظهر الأرشيف اقتراحاته للعناوين وقائمته الصغيرة من كتاب السيناريو الذين يلتقون في غالب الأحيان مع الأستاذ من أجل تداول المعلومات. ويعج الأرشيف بالتعليقات المرقمة عن كل أنواع الأفلام مثل فيلم «الأرض» لدوفشنكو-1935.
كان يهتم بالتفاصيل في الأفلام التي ظهر بها كشخصية. بالنسبة لفيلم «لينين» الذي ظهر عام 1939 أشرف عليه كاتب السيناريو «الكسي كابلر»
فيما بعد في الحرب سمح ستالين إلى أزنشتاين بصناعة فيلمه الضخم «إيفان الرهيب»- 1945 والجزء الثاني 1951 وقد أعجب إعجاباً شديداً بالجزء الأول لكن الجزء الثاني كان مختلفاً وقد شعر ستالين بالروع من الفيلم قائلاً:«إنه ليس فيلماً، إنه كابوس!».
وأيده زدانوف الذي كان حاضراً:«إن إيفان الرهيب يبدو هستيريا في نسخة أزنشتاين».
في الواقع كان ستالين يتكلف الاحتشام ومرة حين عرض بولشاكوف عليه فيلماً فيه راقصة عارية صرخ ستالين بوجه بولشاكوف وقال له :" ما هذا يا بولشاكوف؟ ثم خرج غاضبا.
وفي أحد الأيام دعا ستالين الممثل الذي مثل دورة (مثل دور ستالين) في فلم لينين 1939 دعاة إلى الحضور للعشاء
وفي وسط العشاء سأل ستالين الممثل : كيف مثلت دوري؟ فقال له الممثل : مثلت دورك كما يراك الشعب فضحك ستالين وعانقه
في إحدى المرات أعطى بولشاكوف الرخصة لأحد الأفلام من أجل عرضه في البلاد دون أن يسأل ستالين الذي كان في عطلة. في العرض التالي سأله ستالين:«من أعطاك رخصة عرض هذا الفيلم؟». تجمد بولشاكوف قائلاً:«أنا تشاورت وقررت» فقال له ستالين منغماً:«أنت تشاورت ثم قررت. أنت قررت ثم تشاورت». «أنت قررت» ثم ترك الغرفة بصمت مشؤوم. وأخيراً أطل برأسه من خلال الباب قائلاً:«لقد قررت بشكل صحيح».
لاحقا كان ستالين يضن ان بولشاكوف هو من يترجم الأفلام لكن بولشاكوف لم يكن يعرف التكلم بالإنكليزية لذا قضى معظم أيامه مع مترجم «يعلمه» ترجمة الأفلام.
وكان الأشخاص البارزين في بلاط ستالين ينفجرون بالضحك على ترجمات بولشاكوف الرديئة بشكل لامعقول:" وخصوصا بيريا الذي كان يقع على الأرض من شدة الضحك لكن ستالين كان معتادا ويحب بولشاكوف. وبعد انتهاء الحرب أمر ستالين بالاستيلاء على أفلام يوسف غوبلز، وذات مرة دعا ستالين صديقة الجورجي القديم كافترزاد لمشاهدة أحد الأفلام معه.
يقول «كافاترزدا» «لا يمكن» فيسأل ستالين:«لماذا؟» فيرد «كافاترزدا»:«لدينا ضيوف». فيشخر ستالين بشكل مضحك قائلاً وهو الذي حرر أغلب أوربا:«اللعنة عليهم».
وكان آخر فيلم شاهده ستالين في 28 اذار 1953 قبل وفاته بأيام.

### شعر ستالين
كان الشعر من هوايات ستالين المفضلة قبل انضمامه للبلاشفة بعدها لم يعد يكتب الشعر نادرا بسبب انشغاله بأمور الحزب، وكان ستالين الشاب يحيي حفلات الغناء لقاء أجور وكان شرهاً في القراءة ومعجباً بالأعمال الفنية لكبار الأدباء والروائيين أمثال تشيخوف وبلزاك وكذلك بأفلاطون! وكان يقرأ الأعمال الأدبية على ضوء الشموع ويقرأ الكتب الممنوعة التي يخفيها عن أعين السلطة وقتذاك بين الخشب المعد للتدفئة، وقد جمعت قصائده في مجلد وترجمت إلى عدة لغات. وهذا مقطع من قصيدة كتبها ستالين في شبابه:

## أصل الاسم والألقاب
اسم ستالين الكامل هو يوسف فيساريونوفيتش فانوفيس لزار جوغاشفيلي أما ستالين فهو لقب معناه بالروسي (الرجل الحديدي) يقال بأن لينين هو من أطلق هذا الاسم على ستالين عام 1912 وسبب تسميته بهذا اللقب هو قيام ستالين بالقضاء على أحد القياصرة ففي أحد الأيام من عام 1912 تنكر ستالين ولينين بزي عمال ودخلوا إلى فناء قصر الشتاء (قصر القيصر) وهناك تظاهروا بقيامهم بأعمال الصبغ والبناء وعندما ظهر أحد القياصرة قام ستالين برمي قنبلة يدوية صنعها بنفسه على القيصر حولت القيصر إلى أشلاء بعدها عاد ستالين إلى عمله وكأن شيئا لم يكن. أما الألقاب التي اشتهر بها ستالين فهي :
- العم جو : وهو اللقب الذي كان يطلقه الغربيين على ستالين أثناء وبعد الحرب العالمية[77]
- أبو الشعوب : وهو اللقب الذي كان يطلقه أنصار ستالين وسبب تسميته بهذا الاسم هو أنه كان يحكم الاتحاد السوفيتي المكون من العديد من القوميات[78]
- فُوجد : (بالروسية: Вождь) معنى (الزعيم أو القائد) مثل كلمة فوهرر بالألمانية[79]

## أخطاء شائعة حول ستالين
هناك جدل حول السنة التي ولد فيها ستالين فهناك من يقول أنه ولد عام 1879 وآخرون يقولون أنه ولد عام 1878 كما أن هناك مقولة شائعة ينسبها البعض إلى ستالين وهي : (موت إنسان حادث مأساوي أما موت مليون فهو مجرد إحصائية) لكن في الحقيقة ستالين ليس له علاقة بمثل هذا الكلام وإن الكاتب الألماني إيريك ريمارك هو أول من استخدم هذه الجملة لأول مرة في روايته (المسلة السوداء) الصادرة عام 1956، حيث كتب ما يلي :هكذا يحدث دائما، موت شخص واحد_انه موت، اما موت مليونان_فقط احصائية.
و كان الكاتب الألماني كورت توخولسكي قد استخدم جملة مشابهة عام 1932 في روايته (النكتة الفرنسية).كتب هناك قائلا :موت عدد من الناس كارثة، أما موت مئات الألوف-هو تعداد).

### رثائه
رثاة ستالين الكثير من الشعراء الشيوعيين وغير الشيوعيين من ضمنهم الشاعر العراقي المشهور محمد مهدي الجواهري حيث رثاة ستالين في قصيدتة (ستالينغراد) جاء فيها :

## فيلم ستالين
وقد قامت هوليوود بعد تصدع المعسكر الشيوعي وتفكك الاتحاد السوفيتي بإنتاج فيلم حول حياة ستالين بعنوان «ستالين» وقد شارك فيه كل من روبرت دوفال حيث قام هذا الأخير بدور البطولة بادائه لدور ستالين إضافة إلى ماكسيميليان شيل الذي أدى دور لينين.

## أشخاص تأثروا بستالين
- ونستون تشرشل: كان تشرشل من الأصدقاء المقربين من ستالين وقال عنه : ستالين استلم روسيا مجراف زراعي وتركها بسلاح ذري .. حتى انا الذي تربيت في مجلس البرلمان لم اكن أرفض له طلباً [83]
- شارل ديغول: حيث كان من المعجبين بـ ستالين ويقول عنه : لقد تمتع ستالين بهيبة ونفوذ واحترام كبيرين ليس فقط داخل روسيا بل حتى من اعدائه [84]
- تشي جيفارا: كان من المعجبين بـ ستالين وقال في مراسلاته : أقسمت امام صورة ستالين ناعيا إياه انني لن يهدأ لي بال حتى ارى اخطبوطات الراسمالية قد دُمرت.

- صدام حسين: حيث كان الزعيم العراقي الاسبق من المعجبين بـشخصية يوسف ستالين وكان قد قرأ عن حياته عندما كان طالبا في القاهرة.[86]
- ماو تسي تونغ: حيث كان الزعيم الصيني دائما يذكر ستالين في خطاباته ويدعو قيادات الحزب الشيوعي الصيني بالاقتداء بـ ستالين[87]
- فرانكلين روزفلت: حيث كان الزعيم الأمريكي من المعجبين بشخصية ستالين وفي مؤتمر طهران 1943 رفض روزفلت أن ينام بأي مكان آخر غير الغرفة المجاورة لغرفة نوم ستالين في السفارة السوفيتية[88]
- بيكاسو: حيث كان الرسام الإسباني المشهور من المعجبين بستالين وقام برسم لوحة مشهورة لستالين بعد وفاته عام 1953
- بول إيلوار: حيث كان الشاعر الفرنسي معجب بـستالين ونظم بحقه قصيدة أثناء الحرب العالمية.[87]
- جورج برنارد شو: حيث كان برنارد شو من المعجبين بشخصية ستالين وزار الاتحاد السوفيتي عام 1931 والتقى بستالين شخصيا وقد وصف برنارد شو ستالين بأنه أحد اعظم الشخصيات السياسية في أوروبا[89]

## فيديوهات وخطب
- خطاب ستالين اثناء الغزو النازي 1941 - مترجم للعربية
- خطاب ستالين 1952 - مترجم للعربية

## مؤلفاته

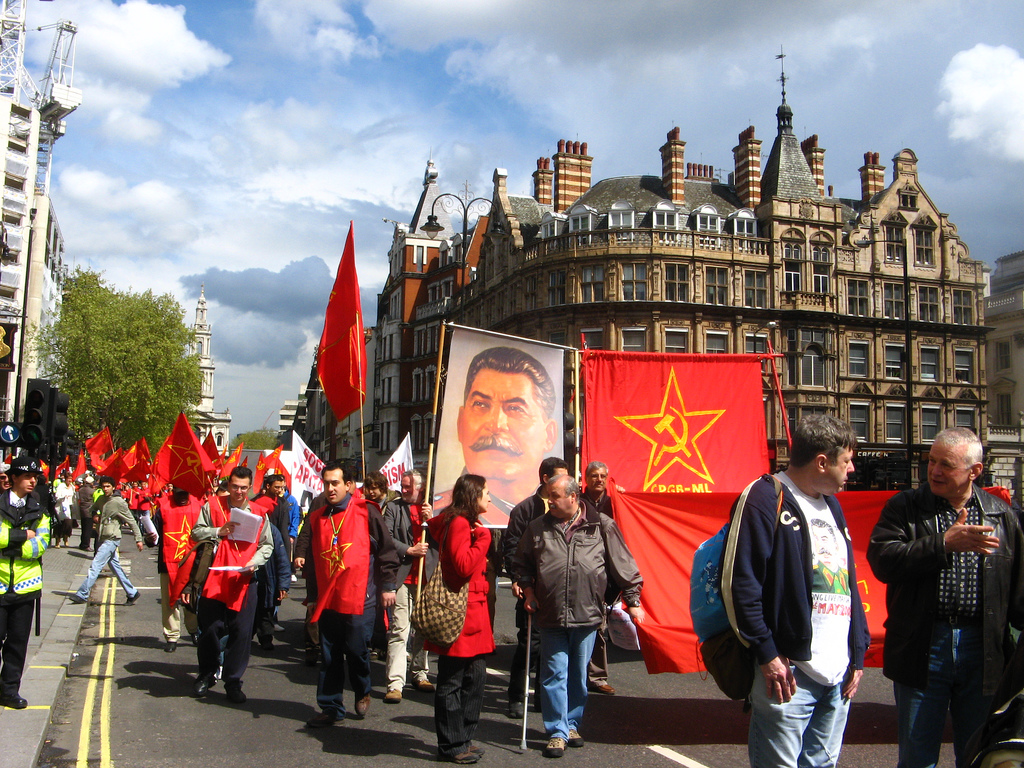
مسيرة للحزب الشيوعي البريطاني في لندن 2008 وهم يحملون صور ستالين

- الاناركيه أو الاشتراكية؟،" عام 1907
- الماركسية والمسألة القومية،" 1913
- مبادئ اللينينية،" عام 1924
- التروتسكية أو اللينينية؟،" عام 1924
- المادية الديالكتيكية والمادية التاريخية،" عام 1938
- تاريخ الحزب الشيوعي في الاتحاد السوفيتي،" عام 1938
- مسائل اللينينية،" عام 1946
- حول الماركسية في علم اللغة،" عام 1950
- القضايا الاقتصادية الاشتراكية في الاتحاد السوفيتي،" عام 1952

## مناصب
| سبقه فياتشيسلاف ميخائيلوفيتش مولوتوف | رئيس الاتحاد السوفيتي يوسف ستالين من 6 مايو 1941 إلى 15 مارس 1953 | تبعه جريجوري مالينكوف |

## وصلات خارجية
- يوسف ستالين على موقع IMDb (الإنجليزية)
- يوسف ستالين على موقع الموسوعة البريطانية (الإنجليزية)
- يوسف ستالين على موقع مونزينجر (الألمانية)
- يوسف ستالين على موقع ألو سيني (الفرنسية)
- يوسف ستالين على موقع ميوزك برينز (الإنجليزية)
- يوسف ستالين على موقع أول موفي (الإنجليزية)
- يوسف ستالين على موقع قاعدة بيانات الأفلام السويدية (السويدية)
- يوسف ستالين على موقع إن إن دي بي (الإنجليزية)
- يوسف ستالين على موقع قاعدة بيانات الفيلم (الإنجليزية)
- مكتبة ستالين (مع جميع المجلدات الثلاثة عشر لأعمال ستالين و «المجلد 14»)
- مكتبة الكونغرس: معلومات من الأراشيف الروسية
- Sovetika.ru – موقع حول الحقبة السوفيتية (بالروسية)